# Liste der Biografien/Ram
Liste der Biografien |
Portal Biografien |
Personensuche
# |
A |
B |
C |
D |
E |
F |
G |
H |
I |
J |
K |
L |
M |
N |
O |
P |
Q |
R |
S |
T |
U |
V |
W |
X |
Y |
Z |
?
 
Ra |
Rb |
Rd |
Re |
Rh |
Ri |
Rj |
Rk |
Rl |
Rm |
Rn |
Ro |
Rr |
Rs |
Rt |
Ru |
Rv |
Rw |
Rx |
Ry |
Rz
 
Raa |
Rab |
Rac |
Rad |
Rae–Rah |
Rai |
Raj |
Rak |
Ral |
Ram |
Ran |
Rao |
Rap |
Raq |
Rar |
Ras |
Rat |
Rau |
Rav |
Raw |
Rax |
Ray |
Raz
Die Liste der Biografien führt alle Personen auf, die in der deutschsprachigen Wikipedia einen Artikel haben. Dieses ist eine Teilliste mit 1233 Einträgen von Personen, deren Namen mit den Buchstaben „Ram“ beginnt.

## Ram
- Ram Bahadur Bomjon (* 1990), nepalesischer Mönch (Buddhist)
- Ram Das (1534–1581), Guru der SikhsRam Das (1534–1581)

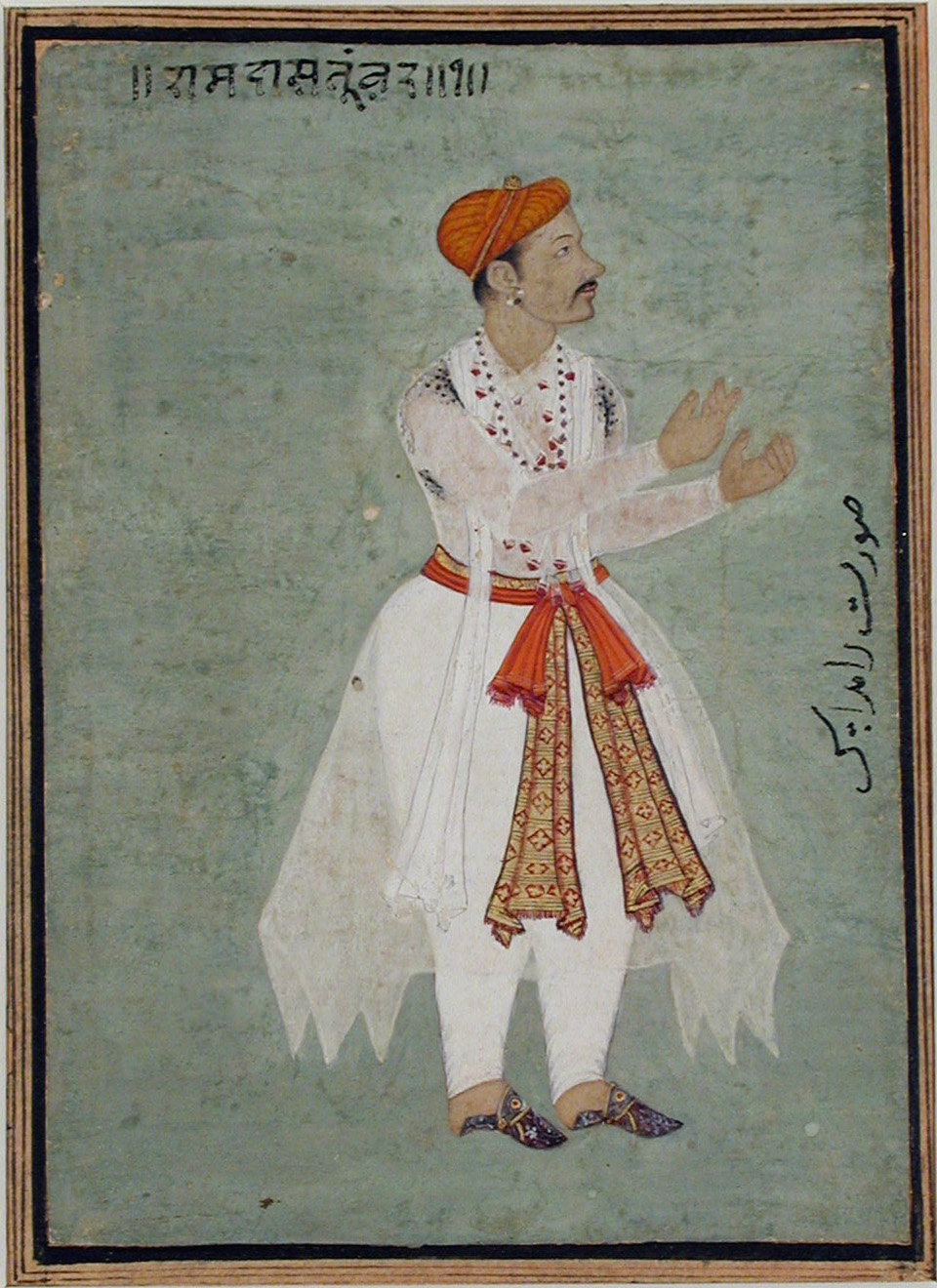
Ram Das (1534–1581)

- Ram Dass (1931–2019), US-amerikanischer Psychologe und spiritueller Lehrer
- Ram Sahni, Daya (1879–1939), indischer Indologe
- Ram Shrestha, Saphal (* 1998), nepalesischer Skirennläufer
- Ram, Andy (* 1980), israelischer Tennisspieler
- Ram, Chandgi (1937–2010), indischer Ringer
- Ram, Deepak (* 1960), südafrikanischer Bansurispieler und Flötist
- Ram, Franz (1813–1889), österreichischer Stadtbaumeister
- Ram, Ghamanda (* 1984), indischer Mittelstreckenläufer
- Ram, Ignaz (1781–1850), österreichischer Stadtbaumeister und Architekt
- Ram, Jagjivan (1908–1986), indischer Politiker
- Ram, Kanshi (1934–2006), indischer Politiker
- Ram, Kheta (* 1986), indischer Langstreckenläufer
- Ram, Moshe (* 1946), israelischer Diplomat
- Ram, N. Sri (1889–1973), indischer Autor, Freimaurer, Theosoph
- Ram, Raja (* 1941), australischer Musiker, Gründer der Progressive-Rock-Band Quintessence und Betreiber des englischen Psytrance-Labels „TIP World Records“
- Ram, Rajeev (* 1984), US-amerikanischer Tennisspieler
- Ram, Santosh, indischer Filmregisseur, Autor und Produzent
- Ram, Thomas (* 1972), österreichischer Politiker (FPÖ, BZÖ), Landtagsabgeordneter, Mitglied des Bundesrates, Bürgermeister

### Rama
- Rama, altägyptischer Priester, Bauleiter, leitender Künstler und Umrisszeichner
- Rama (1925–1996), indischer Hindu-Heiliger
- Rama García, Antonio (* 1982), spanischer Handballtrainer
- Rama I. (1737–1809), König von Siam, Begründer der Chakri-Dynastie
- Rama II. (1768–1824), König von Siam (1809–1824)
- Rama III. (1788–1851), König von Siam
- Rama Rao, N. T. (1923–1996), indischer Filmschauspieler, Filmregisseur, Filmproduzent und Politiker der Telugu Desam Party (TDP)
- Rama, Ángel (1926–1983), uruguayischer Schriftsteller, Romanist und Hispanist spanischer Abstammung, der auch die venezolanische und die kolumbianische Staatsbürgerschaft besaß
- Rama, Carol (1918–2015), italienische Künstlerin
- Rama, Edi (* 1964), albanischer Politiker und Künstler, Ministerpräsident AlbaniensEdi Rama (* 1964)

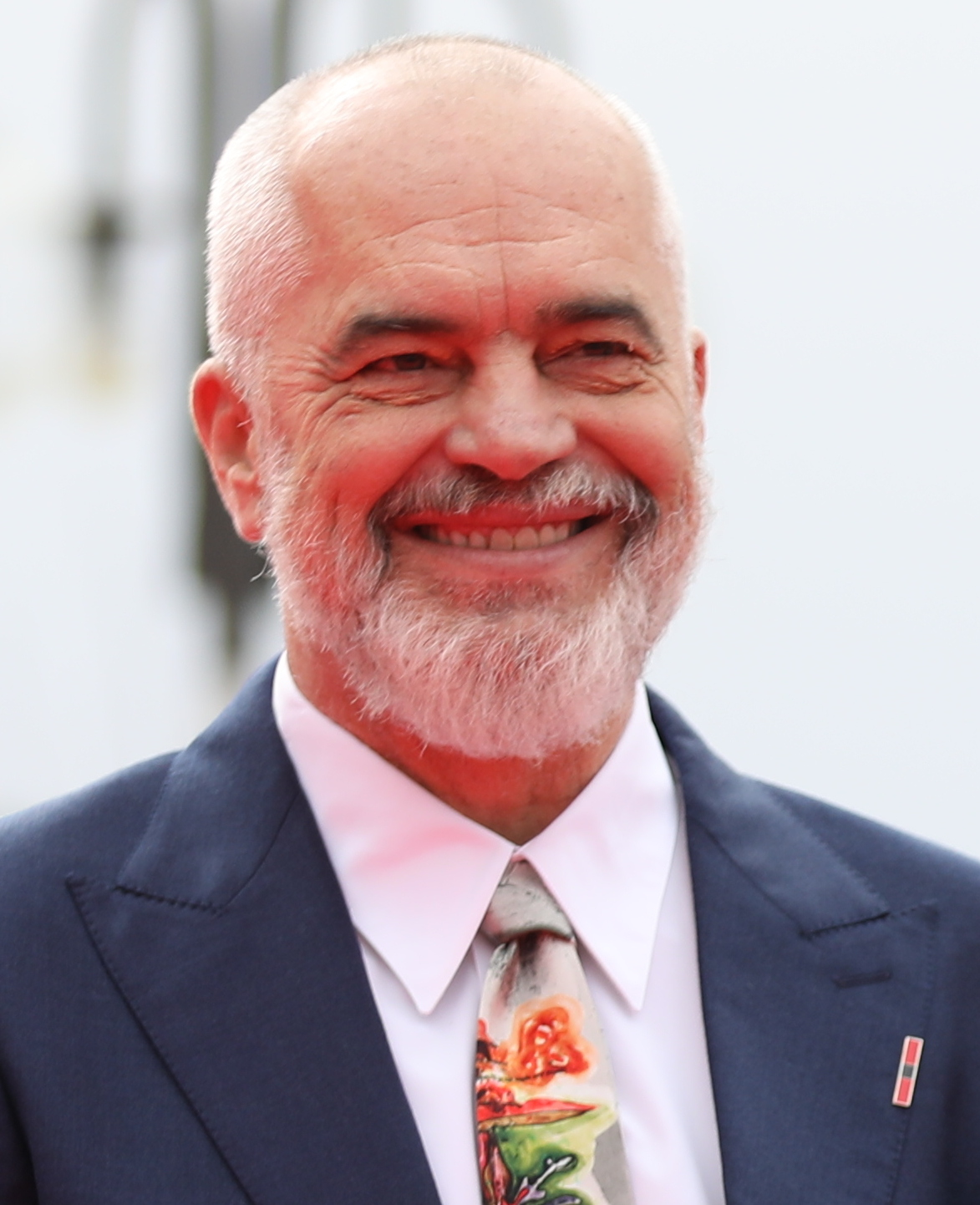
Edi Rama (* 1964)

- Rama, Elio (* 1953), brasilianischer Ordensgeistlicher und Missionar, Bischof von Pinheiro
- Rama, Esteban de la, philippinischer Revolutionär, Unternehmer und Politiker
- Rama, Hans (1906–1967), deutscher Fotograf
- Rama, Ina (* 1972), albanische Juristin
- Rama, Ismail (1935–2022), albanischer Sportschütze
- Rama, Majlinda Nana, albanische Lehrerin, Journalistin, Autorin und Forscherin
- Rama, Milaim (* 1976), Schweizer Fußballspieler
- Rama, Patrick (* 1965), lesothischer Leichtathlet
- Rama, Renaldo (* 1990), albanischer Fußballspieler
- Rama, Rrahman (* 1967), kosovarischer Offizier
- Rama, Urata (* 1986), kosovarische Sportschützin
- Rama, Valdet (* 1987), albanischer FußballspielerValdet Rama (* 1987)

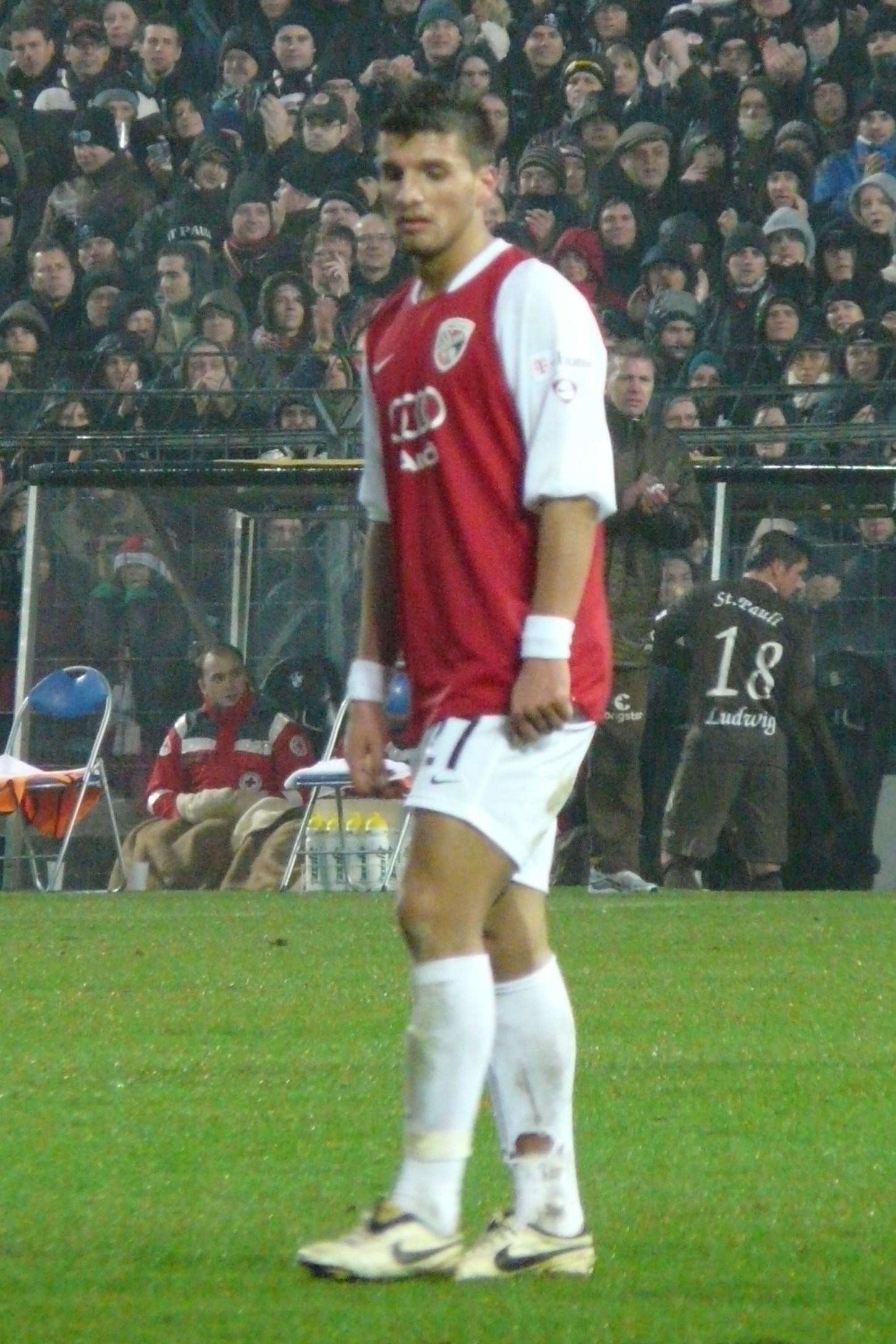
Valdet Rama (* 1987)

- Rama, Vicente (1887–1956), philippinischer Schriftsteller, Journalist und Politiker
- Ramaala, Hendrick (* 1972), südafrikanischer Langstreckenläufer
- Ramacciotti, Francis († 1891), italienischer Erfinder in den USA
- Ramachandra Rao, Goparaju (1902–1975), indischer Vertreter des Atheismus
- Ramachandra, Kanakanahalli (1933–2011), indischer Mathematiker
- Ramachandran, G. N. (1922–2001), indischer Biophysiker
- Ramachandran, M. G. (1917–1987), indischer Filmschauspieler und Politiker
- Ramachandran, N., indischer Sportfunktionär
- Ramachandran, P. (1921–2001), indischer Politiker, Lok-Sabha-Mitglied, Unionsminister, Gouverneur von Kerala
- Ramachandran, V. S. (* 1951), indischer Neurologe
- Ramaciotti, Gustave (1861–1927), italienisch-australischer Theaterunternehmer und Soldat
- Ramackers, Johannes (1906–1965), deutscher Mittelalterhistoriker
- Ramadan, Abdullah (* 1966), sudanesischer Boxer
- Ramadan, Danny (* 1984), syrisch-kanadischer Schriftsteller und LGBT-Aktivist
- Ramadan, Hana (* 1997), ägyptische Squashspielerin
- Ramadan, Hani (* 1959), schweizerisch-ägyptischer Imam, Direktor des Islamischen Zentrums Genf
- Ramadan, Jasmin (* 1974), deutsche Schriftstellerin
- Ramadan, Kida Khodr (* 1976), deutscher SchauspielerKida Khodr Ramadan (* 1976)

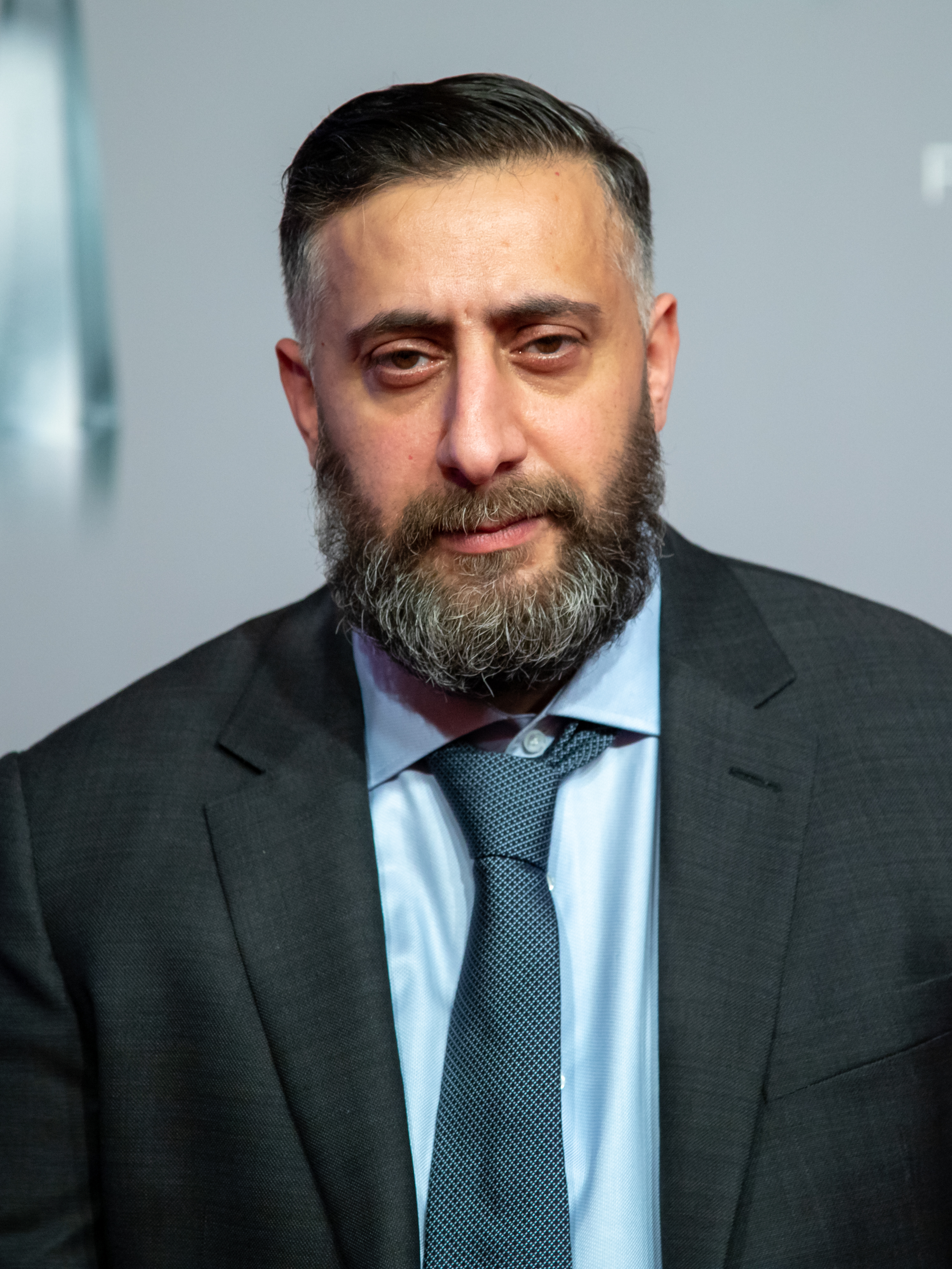
Kida Khodr Ramadan (* 1976)

- Ramadan, Mustafa Mohamed (* 1996), ägyptischer Leichtathlet
- Ramadan, Nadja (* 1984), deutsches IS-Mitglied
- Ramadan, Nahla (* 1985), ägyptische Gewichtheberin
- Ramadan, Said (1926–1995), ägyptischer Jurist; Aktivist der Muslimbrüder
- Ramadan, Taha Yasin (1938–2007), irakischer Politiker
- Ramadan, Tariq (* 1962), ägyptisch-schweizerischer Islamwissenschaftler und PublizistTariq Ramadan (* 1962)

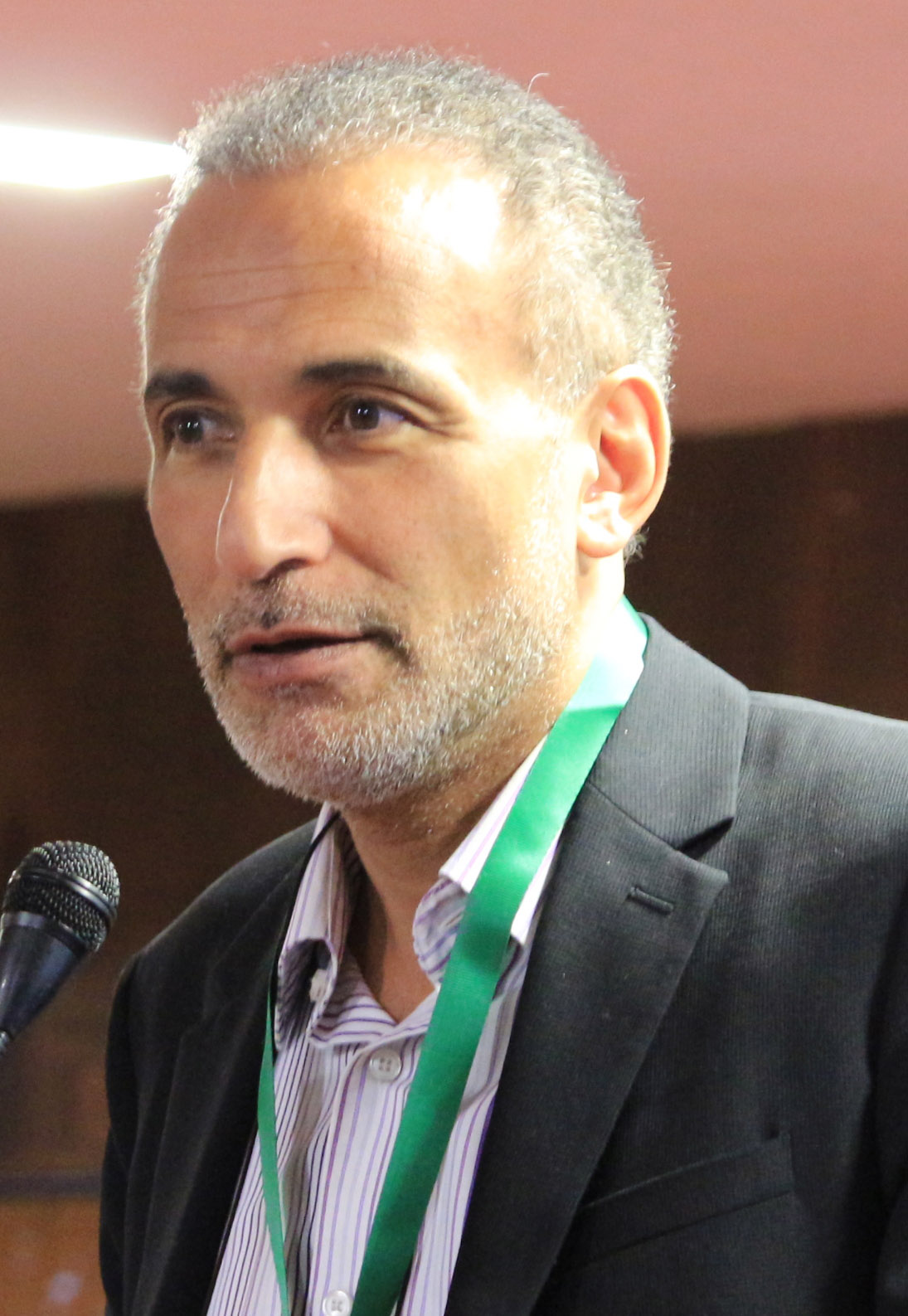
Tariq Ramadan (* 1962)

- Ramadan, Wolfgang (* 1960), deutscher Autor, Musiker, Schauspieler, Regisseur und Kulturreferent
- Ramadani, Agim (1963–1999), kosovarischer Soldat, Künstler und Schriftsteller
- Ramadani, Muhamet (* 2002), kosovarischer Leichtathlet
- Ramadani, Ylber (* 1996), albanisch-kosovarischer Fußballspieler
- Ramadani, Zana (* 1984), deutsche Femen-Aktivistin, Gründerin und Vorsitzende des deutschen Ablegers Femen Germany und Autorin
- Ramadanovski, Džej (1964–2020), serbischer Roma-Sänger
- Ramadas, T. R. (* 1955), indischer Mathematiker
- Ramadevi, V. S. (1934–2013), indische Politikerin
- Ramadhani, Samson (* 1982), tansanischer Langstreckenläufer
- Ramadhanti, Siti Fadia Silva (* 2000), indonesische Badmintonspielerin
- Ramadhini, Hana (* 1995), indonesische Badmintonspielerin
- Ramadier, Jean (1913–1968), französischer Kolonialbeamter
- Ramadier, Paul (1888–1961), französischer Politiker, Mitglied der Nationalversammlung, Premierminister und mehrfacher Minister
- Ramadier, Pierre (1902–1983), französischer Stabhochspringer
- Ramadori, Giuliano (* 1951), Internist und Gastroenterologe
- Ramadsangiin Aldaa-Nysch (* 1945), mongolische Leichtathletin
- Ramaema, Elias Phisoana (1933–2015), lesothischer Politiker
- Ramage, Cecil (1895–1988), schottischer Schauspieler
- Ramage, Granville (1919–2011), britischer Diplomat
- Ramage, John († 1802), irisch-amerikanischer Miniaturmaler und Goldschmied
- Ramage, John (* 1991), US-amerikanisch-kanadischer Eishockeyspieler
- Ramage, Lawson P. (1909–1990), US-amerikanischer Militär, Vizeadmiral der United States NavyLawson P. Ramage (1909–1990)

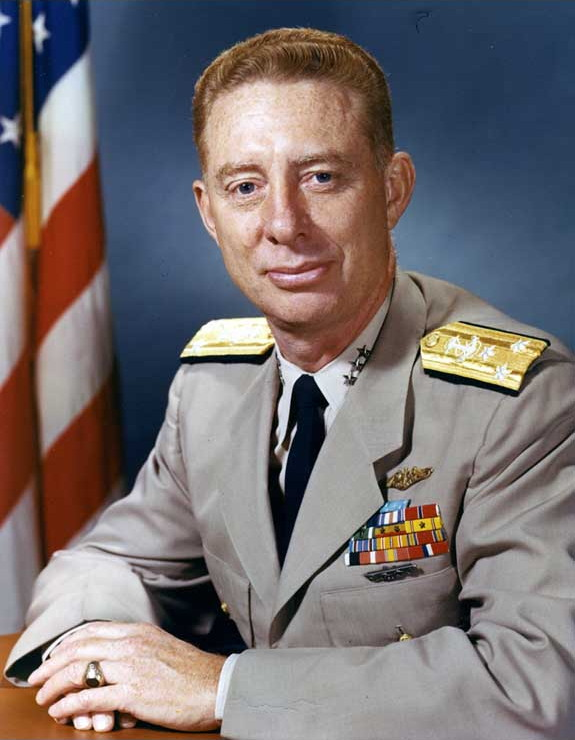
Lawson P. Ramage (1909–1990)

- Ramage, Peter (* 1983), englischer Fußballspieler
- Ramage, Rob (* 1959), kanadischer Eishockeyspieler, -trainer, -funktionär und -scout
- Ramahatra, Victor (* 1945), madagassischer Politiker, Premierminister Madagaskars
- Ramaj, Alban (* 1985), kosovarischer Fußballspieler
- Ramaj, Albert (* 1971), kosovo-albanisch-schweizerischer Publizist und Albanologe
- Ramaj, Diant (* 2001), deutsch-kosovarischer Fußballtorhüter
- Ramaj, Elsamed (* 1996), albanischer Fußballspieler
- Ramaj, Ragip (* 1953), albanischer Journalist und Autor
- Ramakic, Anita (* 1987), österreichische Bühnentänzerin und Choreographin bosnischer Herkunft
- Ramakoae, ’Matšepo (* 1954), lesothische Politikerin
- Ramakongoana, Tebello (* 1996), lesothischer Leichtathlet
- Ramakrishna (1836–1886), hinduistischer Mystiker
- Ramakrishnan, Alladi (1923–2008), indischer Physiker und Mathematiker
- Ramakrishnan, Dinakar (* 1949), indischer Mathematiker
- Ramakrishnan, Maitreyi (* 2001), kanadische SchauspielerinMaitreyi Ramakrishnan (* 2001)

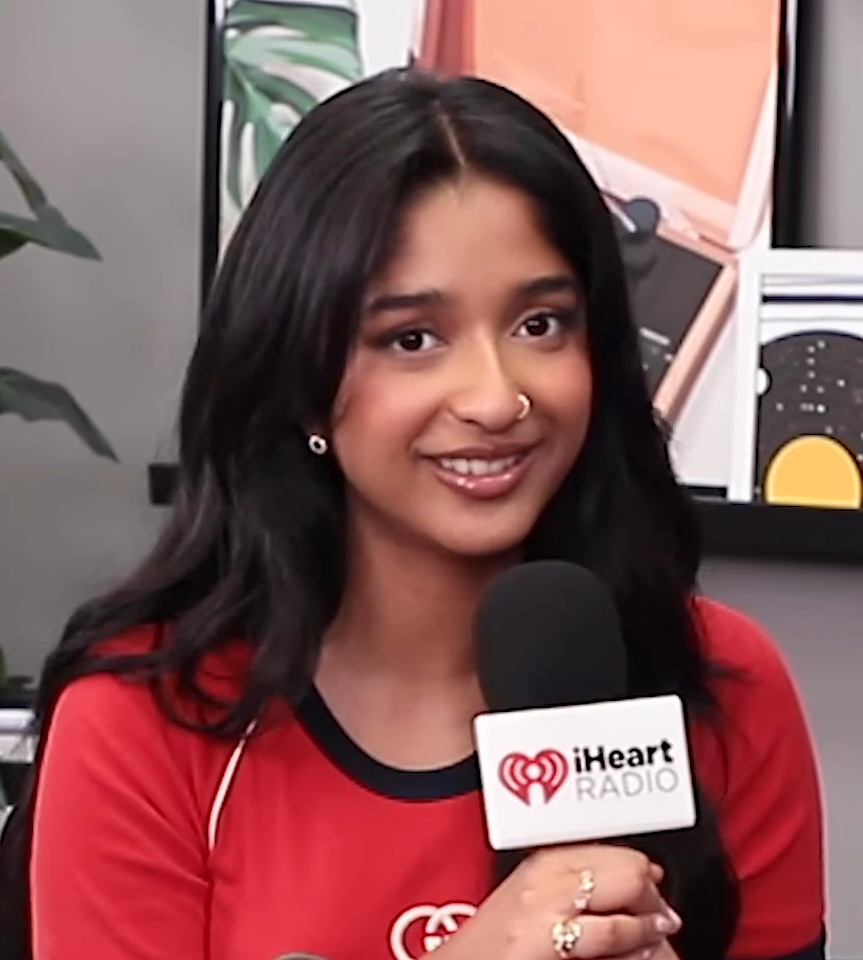
Maitreyi Ramakrishnan (* 2001)

- Ramakrishnan, T. V. (* 1941), indischer Physiker
- Ramakrishnan, Venkatraman (* 1952), US-amerikanischer Strukturbiologe
- Ramalalanirina, Lantoniaina (* 1977), madagassische Sprinterin
- Ramalalanirina, Nicole (* 1972), madagassisch-französische Hürdenläuferin
- Ramalepe, Lebogang (* 1991), südafrikanische Fußballspielerin
- Ramalhete, José Bernardino (1921–2018), portugiesischer Architekt
- Ramalho Júnior, Joel (* 1934), brasilianischer Architekt und Städtebauer
- Ramalho Nogueira, Joselito (* 1964), brasilianischer römisch-katholischer Geistlicher, Weihbischof in São Sebastião do Rio de Janeiro
- Ramalho, André (* 1992), brasilianischer FußballspielerAndré Ramalho (* 1992)

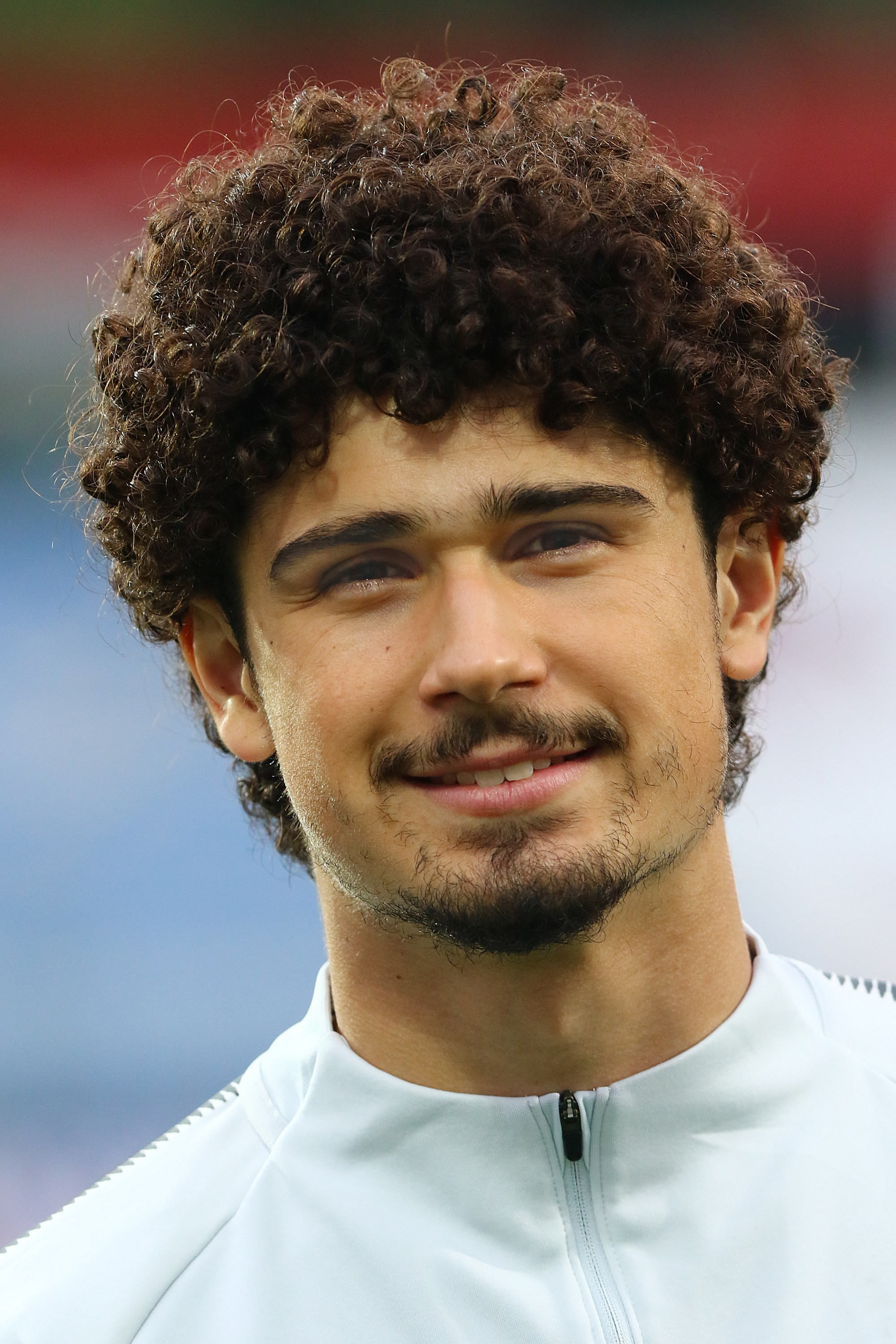
André Ramalho (* 1992)

- Ramalho, Elba (* 1951), brasilianische Musikerin
- Ramalho, João (1493–1582), portugiesischer Abenteurer, Entdecker und Sklavenjäger
- Ramalho, João de Deus (1890–1958), portugiesischer Jesuitenmissionar
- Ramalho, Jonás (* 1993), spanischer Fußballspieler
- Ramalho, Muricy (* 1955), brasilianischer Fußballspieler und -trainer
- Ramalho, Zé (* 1949), brasilianischer Singer-Songwriter
- Ramali, Pascal (* 1986), deutscher Sportler
- Ramallets, Antoni (1924–2013), spanischer Fußballspieler und -trainer
- Ramallo, Rodrigo (* 1990), bolivianischer Fußballspieler
- Ramallo, William (* 1963), bolivianischer Fußballspieler
- Ramamani, R. A., indische Sängerin, Komponistin und Lehrerin
- Ramamurthy, Sendhil (* 1974), US-amerikanischer SchauspielerSendhil Ramamurthy (* 1974)

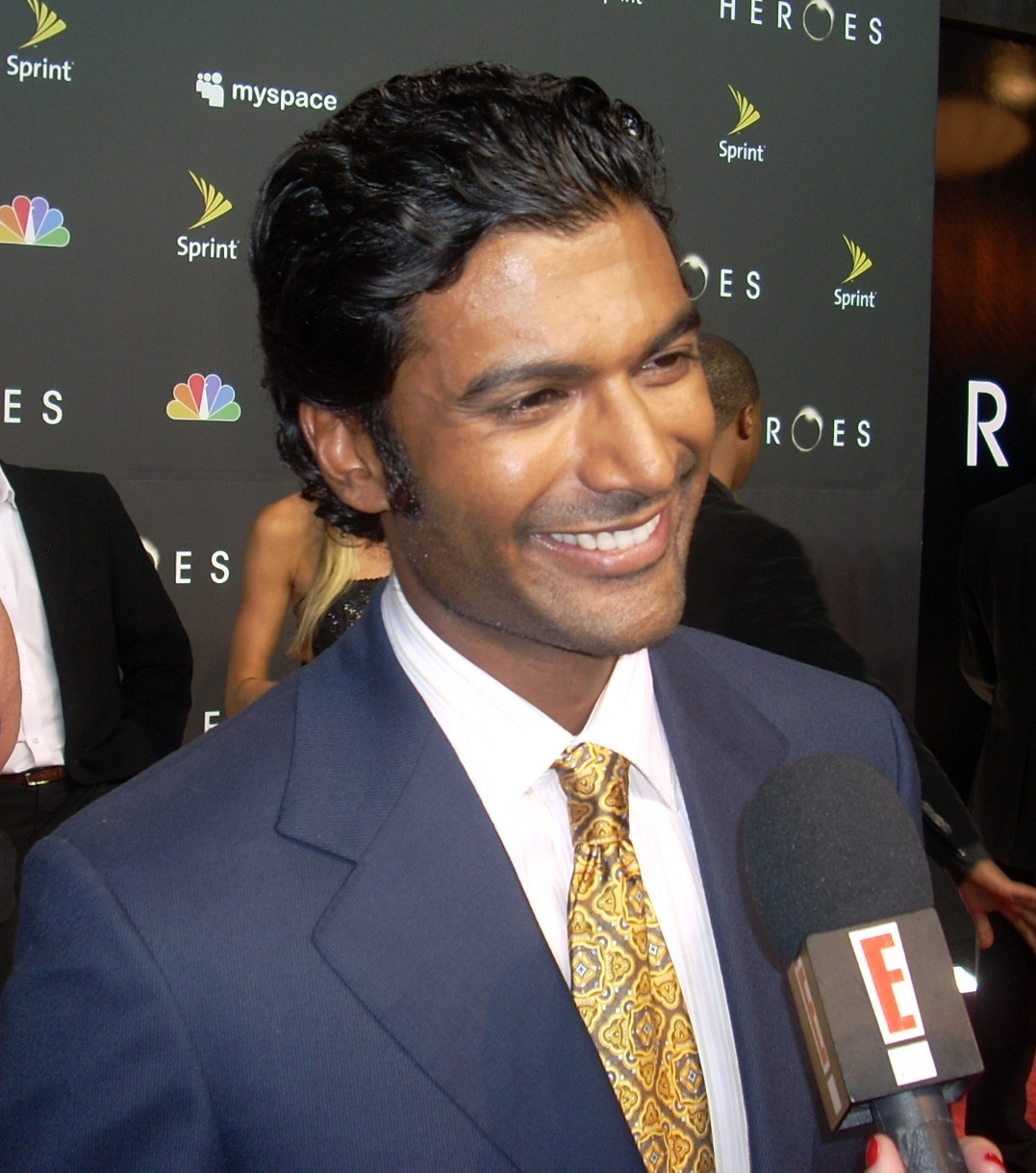
Sendhil Ramamurthy (* 1974)

- Ramamurti, P. (1908–1987), indischer Freiheitskämpfer, marxistischer Gewerkschaftsführer und Parlamentarier
- Raman, Ashwin (* 1946), deutscher Reporter und Dokumentarfilmer indischer Herkunft
- Raman, Benito (* 1994), belgischer Fußballspieler
- Raman, Brian (* 1996), belgischer Dartspieler
- Raman, C. V. (1888–1970), indischer Physiker, Entdecker der Ramanstreuung und Nobelpreisträger für Physik
- Råman, Ingegerd (* 1943), schwedische Designerin
- Raman, Sharafa (* 1983), deutscher Boxer
- Raman, Susheela (* 1973), englische Singer-Songwriterin
- Raman, T. V. (* 1965), indischer Autor und Forscher im Bereich Barrierefreiheit
- Ramana Rao, Bhogaraju, indischer Arzt und Träger des Padma Shri
- Ramana, M. V. (* 1966), indischer Physiker
- Ramanaidu, D. (1936–2015), indischer Filmproduzent
- Ramanan, Kavita, indisch-amerikanische Mathematikerin
- Ramanan, S. (* 1936), indischer Mathematiker
- Ramananarivo, Félix (1934–2013), madagassischer Ordensgeistlicher, römisch-katholischer Bischof von Antsirabé
- Ramanantoanina, Gilbert (1916–1991), madagassischer Ordensgeistlicher, römisch-katholischer Erzbischof von Fianarantsoa
- Ramanantsoa, Bernard (* 1948), französischer Wirtschaftswissenschaftler
- Ramanantsoa, Gabriel (1906–1979), madagassischer Politiker; Präsident (1972–1975); Premierminister (1972–1975)
- Ramanathan, Annamalai (1946–1993), indischer Mathematiker
- Ramanathan, Aravindhan (* 2000), singapurischer Fußballspieler
- Ramanathan, K. G. (1920–1992), indischer Mathematiker
- Ramanathan, Ramkumar (* 1994), indischer Tennisspieler
- Ramanathan, Sellapan (1924–2016), singapurischer Politiker, Staatsoberhaupt von SingapurSellapan Ramanathan (1924–2016)

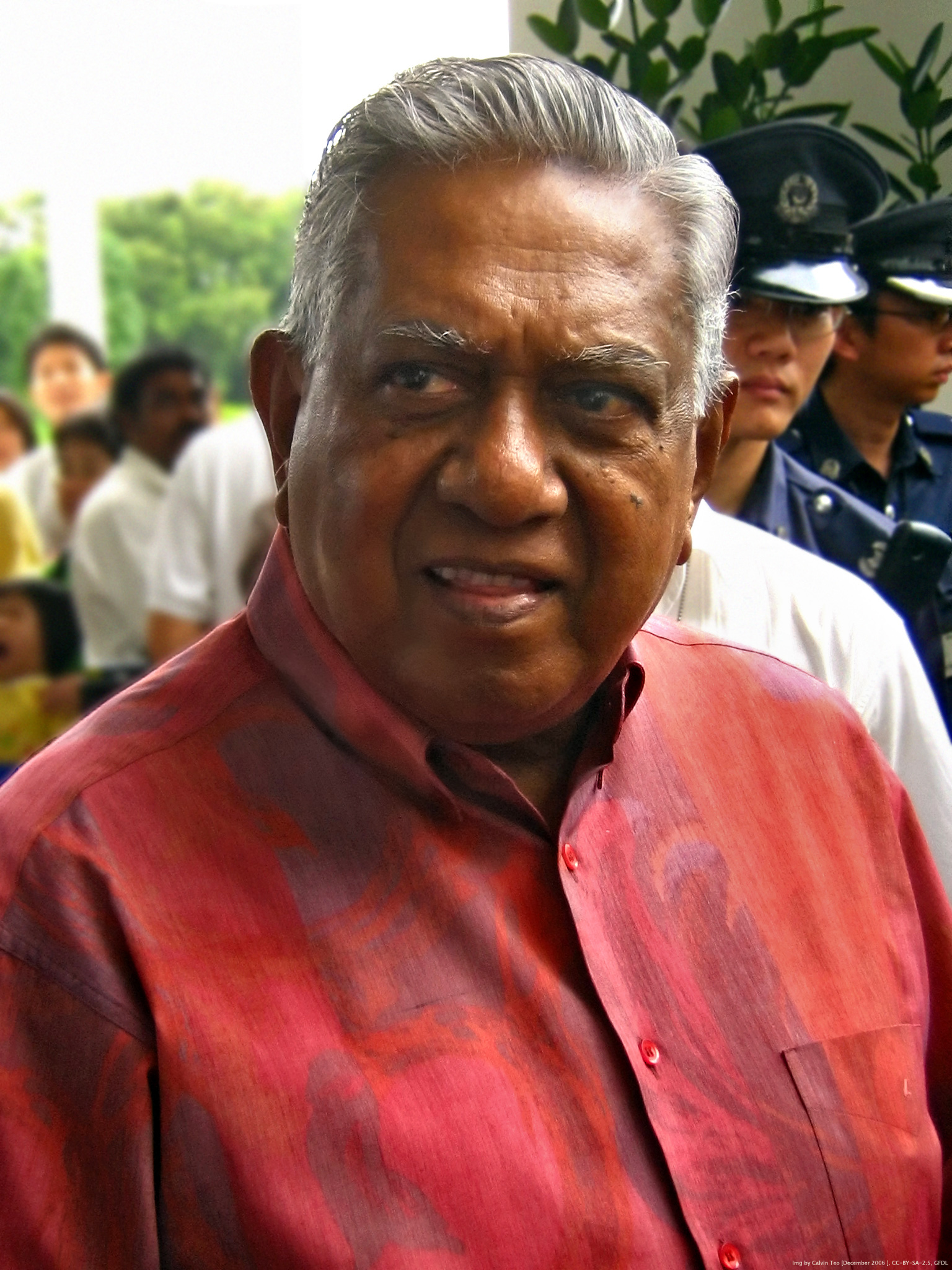
Sellapan Ramanathan (1924–2016)

- Ramanathan, Veerabhadran (* 1944), indisch-US-amerikanischer Meteorologe und Klimatologe
- Ramanau, Raman (* 1994), belarussischer Radsportler
- Ramanauskaitė, Rita (* 1970), litauische Speerwerferin
- Ramanauskaitė-Skokauskienė, Auksutė (* 1948), litauische Politikerin, Mitglied des Seimas
- Ramanauskas, Adolfas (1918–1957), litauischer Resistent, Partisanenführer
- Ramanauskas, Alvydas (* 1955), litauischer Politiker
- Ramanauskas, Edvinas (* 1985), litauischer Kanute
- Ramanauskas, Pranciškus (1893–1959), litauischer Geistlicher, katholischer Weihbischof in Telšiai und Hochschullehrer
- Ramanayake, Nadeesha (* 1994), sri-lankische Sprinterin
- Ramanetaka († 1841), madegassischer königlicher Beamter und Usurpator in den Komoren
- Ramani, Giuseppe (1922–1973), italienischer Ruderer
- Ramani, N. (1934–2015), indischer Flötist der Karnatischen Musik
- Ramani, Sheila (1932–2015), indische Filmschauspielerin
- Ramankutty, Navin, Agrargeograf
- Ramann, Bruno (1832–1897), deutscher Komponist
- Ramann, Emil (1851–1926), deutscher Bodenkundler, Forstwissenschaftler und Standortskundler
- Ramann, Lina (1833–1912), deutsche Musikpädagogin und Musikschriftstellerin
- Ramanna, Raja (1925–2004), indischer Physiker, Motor des indischen Atomwaffenprogrammes
- Ramanouskaja, Aljaksandra (* 1996), belarussische Freestyle-Skierin
- Ramanouski, Maksim (* 1993), belarussischer Biathlet
- Ramanouski, Uladsimir (1957–2013), sowjetischer Kanute
- Ramans, Ģederts (1927–1999), lettischer Komponist
- Ramanuja, indischer Philosoph
- Ramanujam, C. P. (1938–1974), indischer Mathematiker
- Ramanujan, A. K. (1929–1993), indisch-amerikanischer Indologe und Dichter
- Ramanujan, Srinivasa (1887–1920), indischer MathematikerSrinivasa Ramanujan (1887–1920)

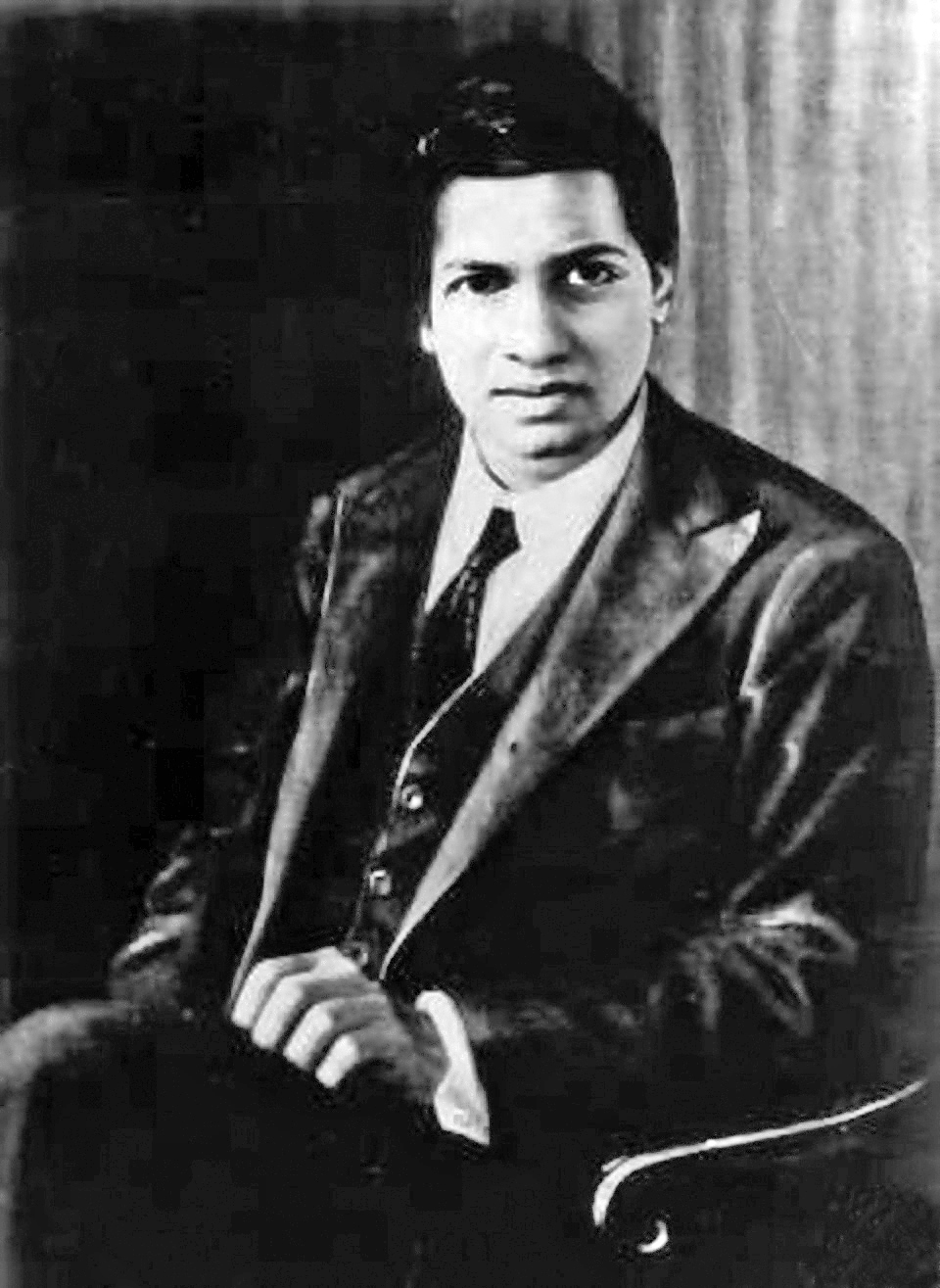
Srinivasa Ramanujan (1887–1920)

- Ramaphosa, Cyril (* 1952), südafrikanischer Politiker, Gewerkschaftsführer und Unternehmer
- Ramaroson, Benjamin Marc (* 1955), madagassischer Ordensgeistlicher und römisch-katholischer Erzbischof von Antsiranana
- Ramasami, E. V. (1879–1973), tamilischer Politiker und Sozialreformer
- Ramasamy, Kirthana (* 1997), malaysische Weit- und Dreispringerin
- Ramasanow, Magomed (* 1993), bulgarischer Ringer
- Ramasanow, Nikolai Alexandrowitsch (1817–1867), russischer Bildhauer und Hochschullehrer
- Ramaschtschanka, Maksim (* 1976), belarussischer Fußballspieler
- Ramaseder, Josef (1956–2022), österreichischer Konzeptkünstler, Maler und Kurator
- Ramases, englischer Musiker
- Ramasra, Colin (* 1983), Squashspieler aus Trinidad und Tobago
- Ramaswami Mudaliar, Salem (1853–1892), indischer Jurist und Unabhängigkeitsaktivist
- Ramaswamy, Vivek (* 1985), amerikanischer Unternehmer und politischer AktivistVivek Ramaswamy (* 1985)

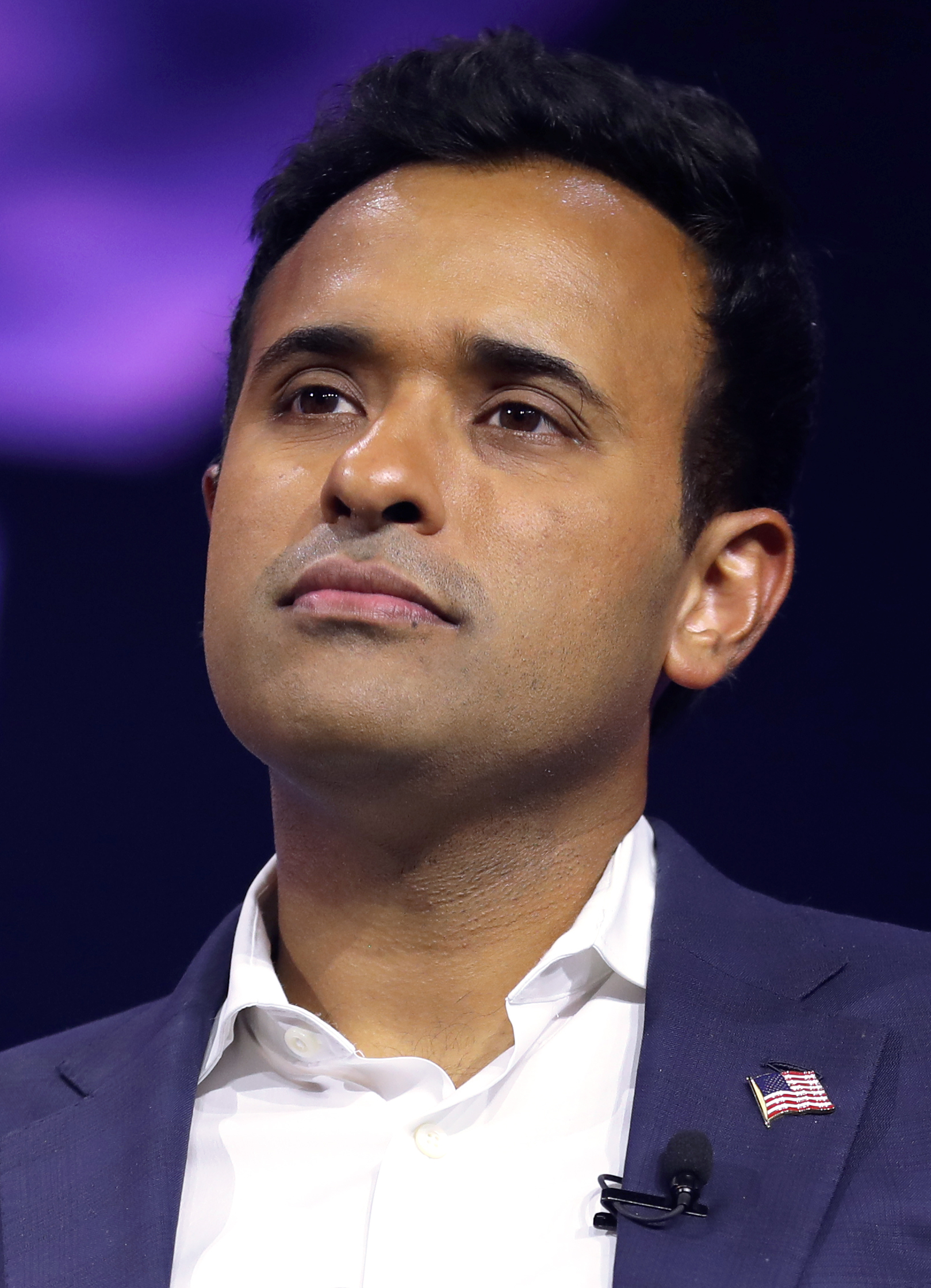
Vivek Ramaswamy (* 1985)

- Ramathibodi I. (1314–1369), erster König des Königreichs Ayutthaya in Siam
- Ramathibodi II. (1472–1529), König von Ayutthaya, einem Königreich in Siam
- Ramati, Alexander (1921–2006), polnisch-britischer Drehbuchautor, Regisseur und Filmproduzent
- Ramatlhodi, Ngoako (* 1955), südafrikanischer Politiker (ANC), Kabinettsminister
- Ramatov, Achilbay (* 1962), usbekischer Eisenbahner und Politiker
- Ramaty, Reuven (1937–2001), rumänisch-israelischer Astronom
- Ramazani, Largie (* 2001), belgisch-burundischer Fußballspieler
- Ramazani, Mohammad Ali (1963–2020), iranischer Politiker, der bei der Parlamentswahl 2020 ins iranische Parlament gewählt wurde
- Ramazanow, Ruslan (* 1987), turkmenischer Gewichtheber
- Ramazzini, Álvaro (* 1947), guatemaltekischer Geistlicher und römisch-katholischer Bischof von Huehuetenango
- Ramazzini, Bernardino (1633–1714), italienischer Mediziner
- Ramazzini, Pietro (1760–1840), italienischer römisch-katholischer Bischof in Indien
- Ramazzotti, Angelo (1800–1861), italienischer Bischof und designierter Kardinal der römisch-katholischen Kirche
- Ramazzotti, Eros (* 1963), italienischer Popsänger, Songwriter und MusikproduzentEros Ramazzotti (* 1963)

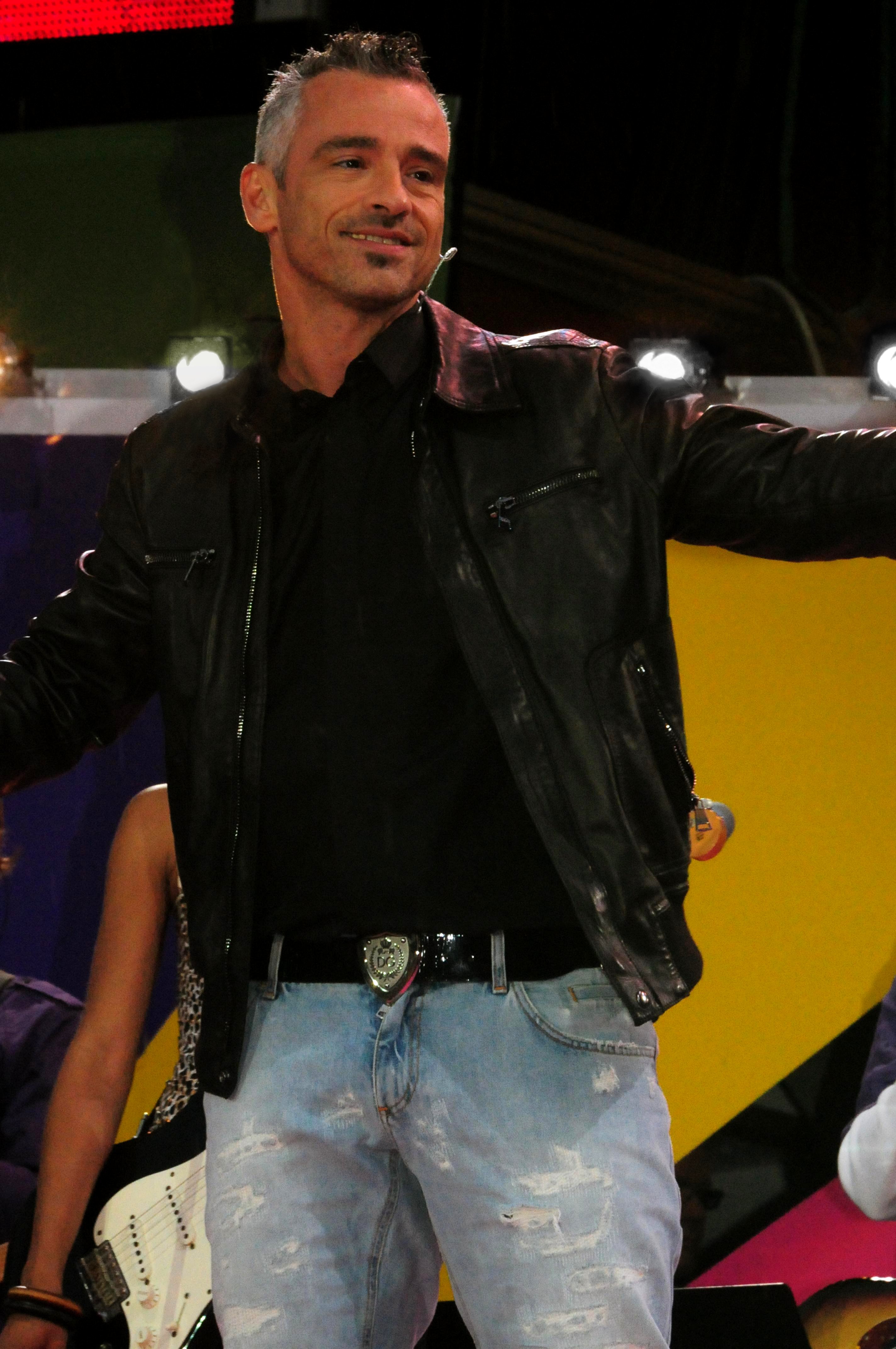
Eros Ramazzotti (* 1963)

- Ramazzotti, Gianluca (* 1970), italienischer Schauspieler und Synchronsprecher
- Ramazzotti, Micaela (* 1979), italienische Schauspielerin

### Ramb
- Ramb, Bernd-Thomas (* 1947), deutscher Ökonom und ehemaliger Politiker (BFB)
- Ramb, Martin W. (* 1969), deutscher Publizist
- Ramba, Tereza (* 1989), tschechische Schauspielerin
- Rambach, Adalbert (1807–1887), Hamburger Arzt und Abgeordneter
- Rambach, August Jacob (1777–1851), deutscher evangelisch-lutherischer Theologe und Hymnologe
- Rambach, Curt (1871–1930), deutscher Mundartdichter
- Rambach, Friedrich Eberhard (1708–1775), deutscher lutherischer Theologe
- Rambach, Friedrich Eberhard (1767–1826), deutscher Altphilologe, Lehrer und Schriftsteller
- Rambach, Hermann (1908–1992), deutscher Heimatforscher
- Rambach, Johann Jakob (1693–1735), deutscher evangelischer Theologe und Kirchenlieddichter
- Rambach, Johann Jakob (1737–1818), deutscher lutherischer Theologe
- Rambach, Johann Jakob (1772–1812), deutscher Mediziner
- Rambacher, Christian (1870–1937), deutscher Politiker (Völkischer Block)
- Rambacher, Josef (1917–1992), österreichischer Fußballspieler und -trainer
- Rambags, Sanne (* 1994), niederländische Jazz- und Improvisationsmusikerin (Gesang, Komposition)
- Rambal, Jean-Pierre (1931–2001), französischer Schauspieler und Synchronsprecher
- Rambaldi, Carlo (1925–2012), italienischer Spezialist für Maskeneffekte im Film
- Rambaldi, Karl von (1842–1922), deutscher Geschichtsforscher und Schriftsteller
- Rambaldi, Luca (* 1994), italienischer Ruderer
- Rambaldi, Vittorio, italienischer Filmregisseur
- Rambally, Menissa (* 1976), lucianische Politikerin und Diplomatin
- Rambatz, Gottlieb (1859–1920), deutscher Architekt
- Rambatz, Johann Gottlieb (1800–1875), deutscher Zimmermeister
- Rambaud, Agathe de (1764–1853), Gouvernante des französischen KronprinzenAgathe de Rambaud (1764–1853)

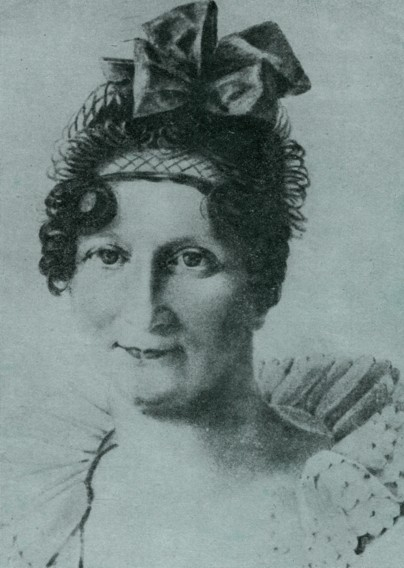
Agathe de Rambaud (1764–1853)

- Rambaud, Alfred Nicolas (1842–1905), französischer Historiker und Politiker
- Rambaud, Honorat († 1586), französischer Romanist und Rechtschreibreformer
- Rambaud, Joseph (1849–1919), französischer Hochschullehrer, Professor, Wirtschaftler und Geschäftsmann
- Rambaud, Joseph-Paul (1879–1944), französischer Politiker und Résistant
- Rambaud, Patrick (* 1946), französischer Schriftsteller
- Rambausek, Else (1907–1994), österreichische Schauspielerin
- Rambauske, Werner (1911–1988), deutsch-amerikanischer Physiker und Erfinder
- Rambe, Lars (* 1968), schwedischer Krimi-Autor
- Rambeau, Adolf (1852–1918), deutscher Romanist und Anglist
- Rambeau, Marjorie (1889–1970), US-amerikanische Film- und Theaterschauspielerin
- Rambeau, Pascal (* 1972), französischer Segler
- Rambekk, Anders (* 1976), norwegischer Fußballspieler
- Ramberg Krutnes, Anniken (* 1968), norwegische Diplomatin
- Ramberg, Arthur von (1819–1875), österreichischer Kunstmaler und Zeichner
- Ramberg, August von (1866–1947), österreichischer Marinemaler
- Ramberg, Dick (1940–2013), US-amerikanischer Jazzmusiker
- Ramberg, Hans (1917–1998), norwegischer Geologe und Mineraloge
- Ramberg, Heinrich von (1786–1855), österreichischer Feldmarschallleutnant
- Ramberg, Henning Daniel (1641–1714), deutscher Jurist, kurfürstlich braunschweig-lüneburgischer Amtmann
- Ramberg, Hermann von (1820–1899), österreichischer General der Kavallerie
- Ramberg, Johann Daniel (1732–1820), deutscher Architekt und Maler
- Ramberg, Johann Heinrich (1763–1840), deutscher Maler und Zeichner
- Ramberg, Lars (* 1964), norwegischer Künstler
- Ramberg, Ludwig (1874–1940), schwedischer Chemiker
- Ramberg, Niels (* 1946), dänischer Tischtennisspieler
- Ramberg, Sten-Ove (* 1955), schwedischer Fußballspieler
- Ramberger, Maria (* 1986), österreichische Snowboarderin
- Rambert, Angel (1936–1983), argentinisch-französischer Fußballspieler
- Rambert, Eugène (1830–1886), Schweizer Schriftsteller
- Rambert, Marie (1888–1982), polnisch-britische Tänzerin und Ballettpädagogin
- Rambert, Maurice (1866–1941), Schweizer Radiopionier und Unternehmer
- Rambhadracharya (* 1950), indischer Gelehrter und hinduistischer religiöser Führer des Ramanandi-Ordens
- Rambichler, Clemens (* 1988), deutscher Koch
- Rambin, Leven (* 1990), US-amerikanische SchauspielerinLeven Rambin (* 1990)

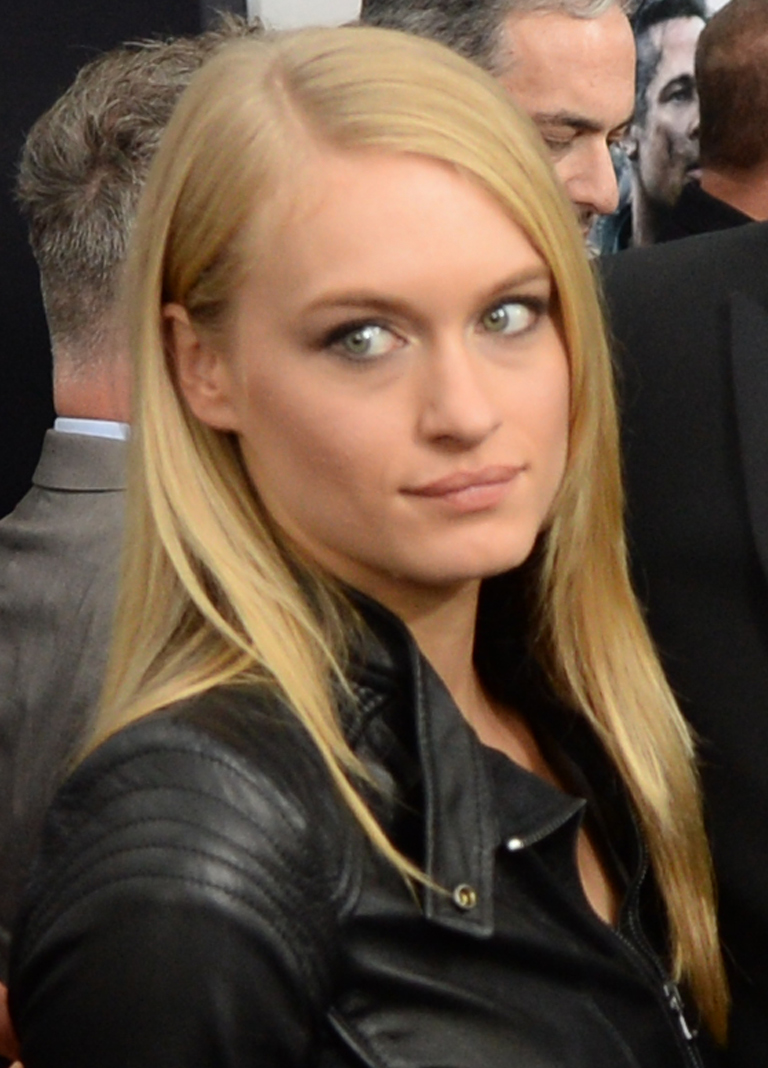
Leven Rambin (* 1990)

- Rambo, Cat (* 1963), US-amerikanische Sciencefiction- und Fantasy-Schriftstellerin und Herausgeberin
- Rambo, Christoffer (* 1989), norwegischer Handballspieler
- Rambo, Dack (1941–1994), US-amerikanischer Schauspieler
- Rambo, Dottie (1934–2008), US-amerikanische Gospel-Sängerin und -Gitarristin
- Rambo, John (1943–2022), US-amerikanischer Leichtathlet
- Rambo, Josef (* 1898), deutscher Politiker (CDU der DDR), MdV
- Rambo, Susan Miller (1883–1977), amerikanische Mathematikerin und Hochschullehrerin
- Rambold, Adolf (1900–1996), deutscher Ingenieur
- Rambold, Erich (* 1937), deutscher Kommunalpolitiker (CSU)
- Rambold, Hans (* 1954), deutscher Kommunal- und Landespolitiker (CSU), MdL
- Ramboldt, Emilia (* 1988), schwedische Eishockeyspielerin
- Rambonnet, Jean Jacques (1864–1943), niederländischer Politiker und Vizeadmiral, Kriegs- und Marineminister
- Rambossek, Edwin (* 1943), österreichischer Politiker (FPÖ), Landtagsabgeordneter
- Rambosson, Yvanhoé (1872–1943), französischer Dichter und Kunstkritiker
- Rambotti, Giovanni (1817–1896), italienischer Amateurprähistoriker
- Rambouillet, Catherine de Vivonne, Marquise de (1588–1665), französische Salonière
- Rambour, Emanuel (1908–1980), deutscher Violinist und Orchesterleiter
- Ramboux, Johann Anton (1790–1866), deutscher Maler und Lithograf
- Rambova, Natacha (1897–1966), US-amerikanische Kostüm- und Bühnenbildner, Grafikerin, Schriftstellerin, Stummfilm-SchauspielerinNatacha Rambova (1897–1966)

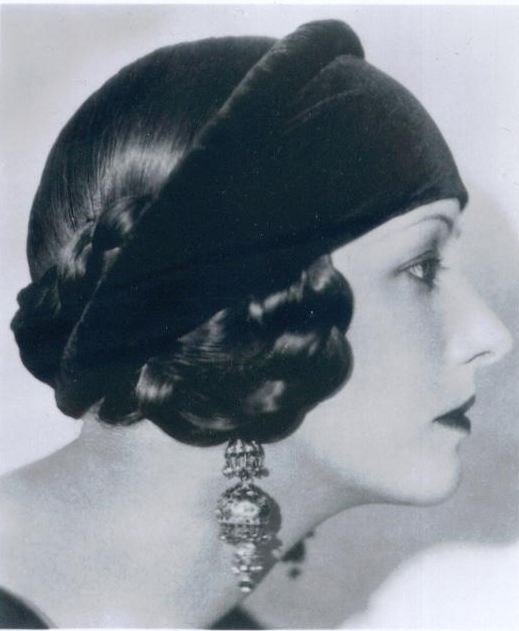
Natacha Rambova (1897–1966)

- Rambow (* 2003), norwegischer Rapper und Schauspieler
- Rambow, August (1882–1957), deutscher Arbeiter und Politiker (SPD)
- Rambow, Ernst (1887–1945), deutscher KPD-Funktionär, Widerstandskämpfer und Spitzel der Gestapo (1940–1945)
- Rambow, Gunter (* 1938), deutscher Grafikdesigner und Photograph
- Rambow, Honke (* 1968), deutscher Schriftsteller, Publizist und Musiker
- Rambow, Inge (1940–2021), deutsche Theater- und Landschaftsfotografin
- Rambow, Ralf (* 1964), deutscher Fußballspieler
- Rambow, Riklef (* 1964), deutscher Psychologe
- Rambow, Werner (1957–2017), deutscher Kommunalpolitiker
- Rambur, Jules Pierre (1801–1870), französischer Arzt und Entomologe
- Rambures, Jean-Louis de (1930–2006), französischer Journalist, Autor, Übersetzer und Kulturattaché
- Ramburg, Iwan Stepanowitsch (1701–1789), russischer Schiffbauer
- Rambusch, Edvard (1846–1934), Politiker
- Rambusch, Henry (1881–1954), dänischer Fußballspieler
- Rambusch, Karl (1918–1999), deutscher Physiker und Kerntechniker
- Rambuteau, Claude-Philibert Barthelot de (1781–1869), französischer Politiker und Staatsbeamter

### Ramc
- Ramchandra, C. (1918–1982), indischer Filmkomponist, Sänger und Schauspieler
- Ramcke, Hermann-Bernhard (1889–1968), deutscher Offizier, zuletzt General der Fallschirmtruppe (Wehrmacht)
- Ramcke, Kerstin (* 1963), deutsche Filmproduzentin
- Ramcke, Rolf (1933–2020), deutscher Architekt, Sachbuchautor und Hochschullehrer
- Ramczyk, Kay (* 1972), deutscher Sänger, Schauspieler und Musicaldarsteller
- Ramczyk, Ryan (* 1994), US-amerikanischer American-Football-Spieler

### Ramd
- Ramdane, Abane (1920–1957), algerischer Politiker
- Ramdane, Abder (* 1974), französischer Fußballspieler
- Ramdas, Samartha (1608–1682), Heiliger des Hinduismus
- Ramdev, indischer Yoga-Guru, Aktivist und Geschäftsmann
- Ramdhan, Tommy (* 1996), britischer Sprinter anguillanischer Herkunft
- Ramdhani, Priyanna (* 2002), guyanische Badmintonspielerin
- Ramdin, Victor (* 1968), US-amerikanischer Pokerspieler
- Ramdohr, Albrecht Andreas von (1649–1730), deutscher Jurist, Kammerrat und Hofgerichtsassessor
- Ramdohr, Andreas (1613–1656), deutscher Jurist und Syndikus der Stadt Braunschweig
- Ramdohr, Basilius von (1757–1822), deutscher Jurist, Journalist und DiplomatBasilius von Ramdohr (1757–1822)

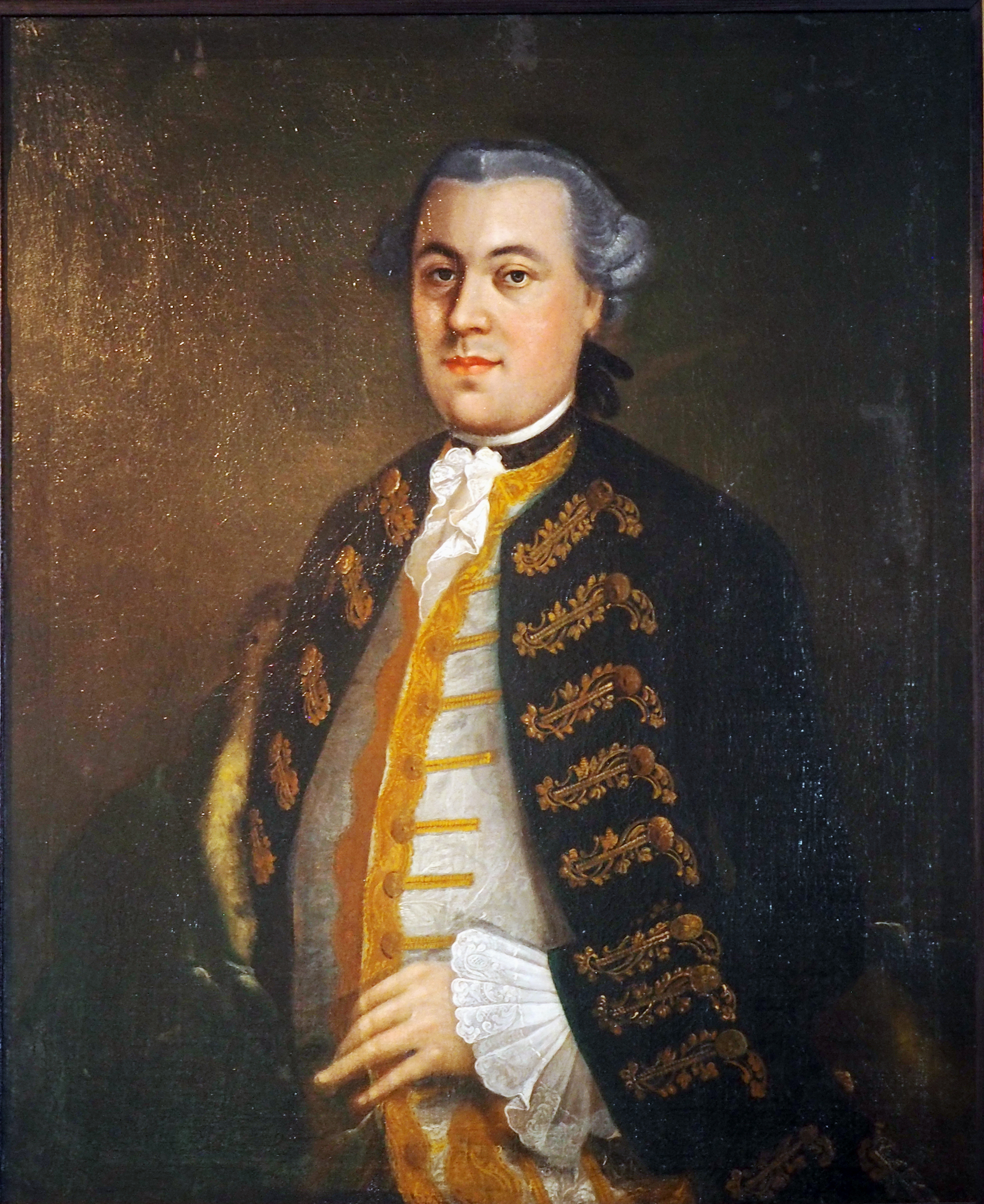
Basilius von Ramdohr (1757–1822)

- Ramdohr, Dieter (1933–2024), deutscher Gebrauchsgrafiker
- Ramdohr, Ernst (1839–1922), deutscher Gymnasiallehrer und Parlamentarier
- Ramdohr, Gottlieb Christian von (1700–1773), kurhannoverscher Oberst
- Ramdohr, Hans-Otto (1902–1969), deutscher SA-Führer und Werwolf-Ausbilder
- Ramdohr, Hermann August (* 1850), deutscher Orthopäde und Besitzer des Zanderinstituts in Leipzig
- Ramdohr, Hildegard (1925–2023), deutsche Denkmalschützerin
- Ramdohr, Joachim (1587–1667), Bauherr und Mitglied im Magistrat der Stadt Aschersleben
- Ramdohr, Johann Christian (1730–1803), deutscher Pfarrer und Imker
- Ramdohr, Johann Daniel (1775–1866), deutscher Jurist und Stifter
- Ramdohr, Karl August (1780–1845), deutscher Zoologe und Imker
- Ramdohr, Lilo (1913–2013), deutsche Malerin, Freundeskreis der Widerstandsgruppe Weiße Rose
- Ramdohr, Ludwig (1909–1947), deutscher Polizist, Mitarbeiter der Politischen Abteilung im KZ Ravensbrück
- Ramdohr, Ludwig Gottlieb (1830–1894), deutscher Erfinder und Unternehmer
- Ramdohr, Ludwig Heinrich Philipp von (1762–1831), königlich-hannoverscher Oberst
- Ramdohr, Max Hermann (1864–1942), deutscher Jurist und Autor
- Ramdohr, Niclas (* 1967), deutscher Musiker und Komponist
- Ramdohr, Otto (1857–1928), preußischer Generalmajor
- Ramdohr, Paul (1890–1985), deutscher Mineraloge, Lagerstätten-Forscher und Pionier der Erz-Mikroskopie
- Ramdohr, Philipp Friedrich (1694–1755), braunschweigischer Leibarzt
- Ramdohr, Wilhelm Albrecht Andreas von (1800–1882), königlich-hannoverscher Generalleutnant
- Ramdohr-Bark, Marlene (* 1926), deutsche Gebrauchsgrafikerin
- Ramdor, Sophie (* 1992), deutsche Politikerin (CDU)
- Ramdorai, Sujatha (* 1962), indische Mathematikerin

### Rame
- Ramé, Alice (* 1997), französische Tennisspielerin
- Rame, Franca (1929–2013), italienische Theatermacherin
- Ramé, Ulrich (* 1972), französischer Fußballspieler
- Rameau, Emil (1878–1957), deutscher Schauspieler und Theaterregisseur
- Rameau, Hans (1901–1980), deutscher Schauspieler und Drehbuchautor
- Rameau, Jean (1858–1942), französischer Schriftsteller
- Rameau, Jean-Philippe († 1764), französischer Komponist und MusiktheoretikerJean-Philippe Rameau († 1764)

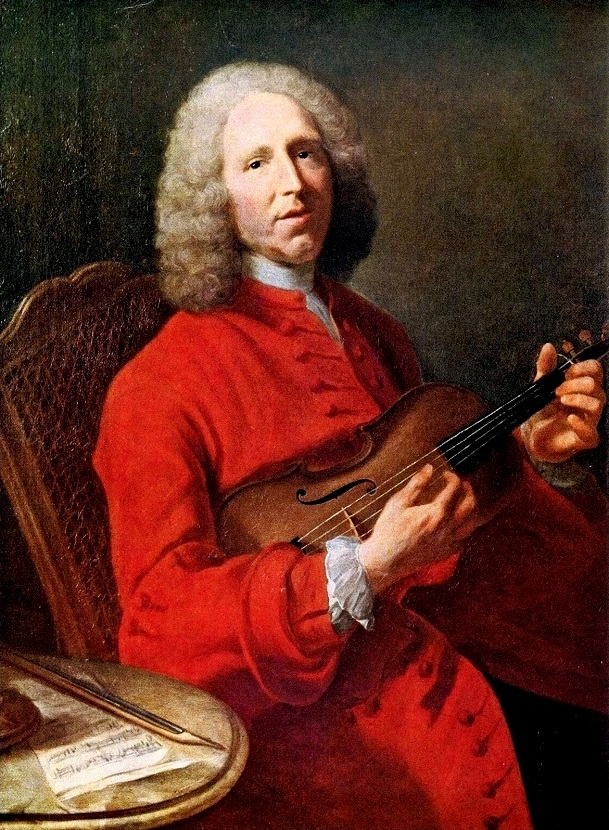
Jean-Philippe Rameau († 1764)

- Rameau, Pierre (1674–1748), französischer Tanzmeister und Choreograph
- Ramée, Joseph (1764–1842), französischer Architekt, Landschaftsgärtner und Dekorateur
- Ramée, Laurentius († 1613), österreichischer Generalobrist und Söldnerführer des Passauer Kriegsvolks
- Rameez, britischer Rapper
- Rameik, Jessy (1934–2018), deutsche Schauspielerin, Sängerin, Diseuse und Sprecherin
- Rameis, Emil (1904–1973), österreichischer Komponist und Dirigent
- Ramejew, Baschir Iskandarowitsch (1918–1994), sowjetischer Computerpionier
- Ramek, Rudolf (1881–1941), österreichischer Jurist und Politiker (CS)
- Ramel, Brooke, US-amerikanische Sängerin und Songwriterin
- Ramel, Caspar Friedrich von (1727–1795), preußischer Landrat
- Ramel, Edwin (1895–1941), Schweizer Dermatologe
- Ramel, Jacqueline (* 1964), schwedische Schauspielerin und Regisseurin
- Ramel, Jean-Pierre (1768–1815), General der Französischen Revolution und des Ersten Kaiserreichs
- Ramel, Povel (1922–2007), schwedischer Musiker
- Ramel, Stig (1927–2006), schwedischer Freiherr, Beamter, Geschäftsmann, Autor und CEO der Nobelstiftung
- Ramelis, Konstantas (* 1938), sowjetischer bzw. litauischer Jurist und Politiker (Seimas)
- Ramelli, Agostino (1531–1600), italienischer Ingenieur; Erfinder des Bücherrads
- Ramelli, Giovanni Battista (1808–1862), Schweizer Politiker
- Ramelli, Ilaria (* 1973), italienische Historikerin
- Ramelow, Anselm (* 1964), deutscher Ordensgeistlicher, Philosoph und Hochschullehrer
- Ramelow, Bodo (* 1956), deutscher Politiker (Die Linke), MdL, MdB, Ministerpräsident von ThüringenBodo Ramelow (* 1956)

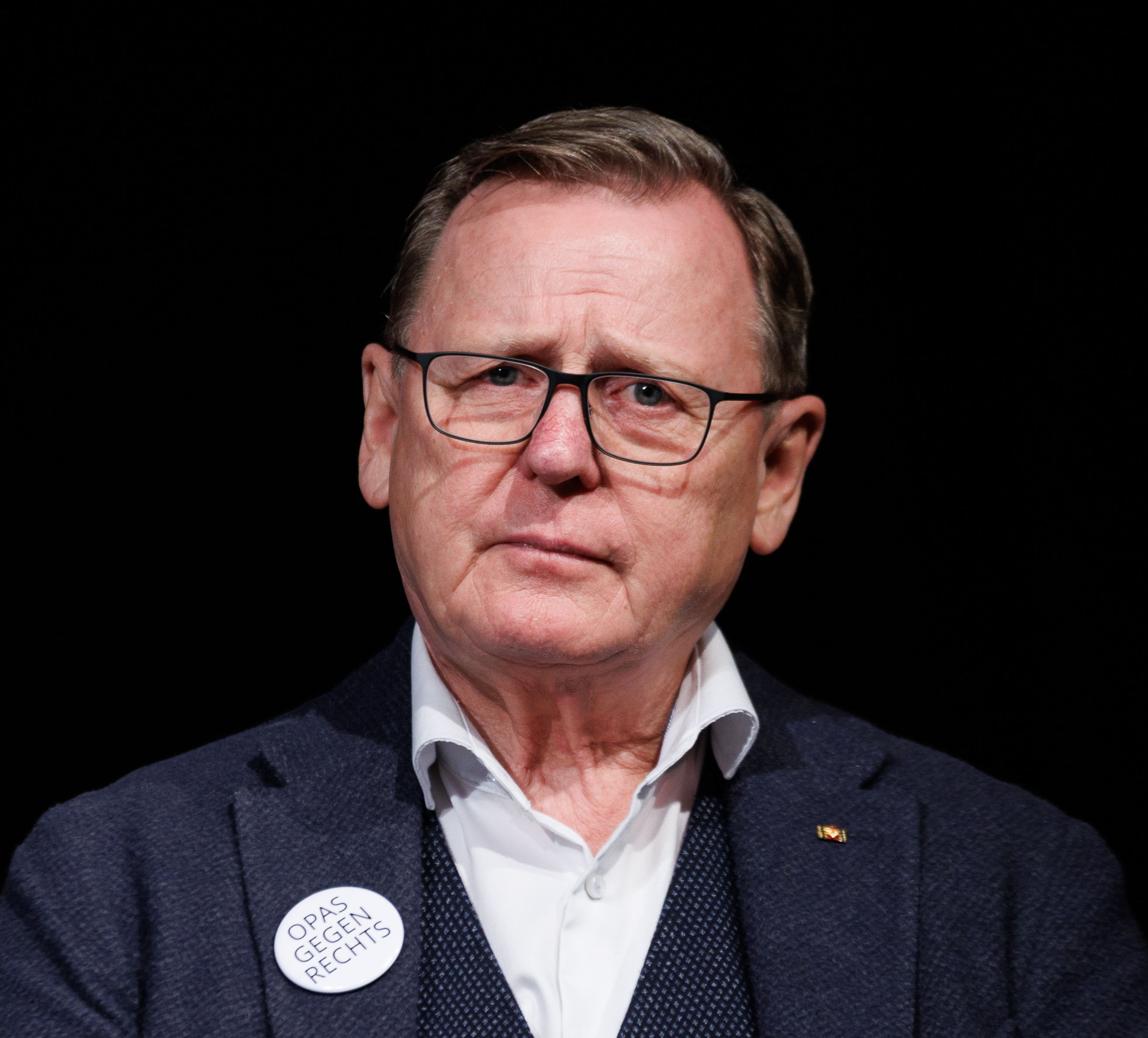
Bodo Ramelow (* 1956)

- Ramelow, Carsten (* 1974), deutscher Fußballspieler
- Ramelsberger, Annette (* 1960), deutsche Journalistin
- Ramelsberger, Ludwig (1899–1965), deutscher Bankdirektor und Politiker (CSU), MdL Bayern
- Ramenghi, Bartolomeo (1484–1542), italienischer Maler
- Ramenofsky, Marilyn (* 1946), US-amerikanische Schwimmerin
- Ramenskaja, Darja (* 1983), belarussische Wasserspringerin
- Ramento, Alberto (1936–2006), philippinischer Bischof
- Ramers, Karl Heinz (* 1956), deutscher Sprachwissenschaftler
- Ramers, Markus (* 1986), deutscher Politiker (SPD)
- Ramers, Peter (* 1954), deutscher römisch-katholischer Theologe
- Rameš, Bohumil (1895–1974), tschechoslowakischer Radrennfahrer
- Ramesh, Jairam (* 1954), indischer Politiker
- Ramesh, Rajesh (* 1999), indischer Sprinter
- Ramesh, Ramamoorthy (* 1960), indischer Physiker
- Ramesh, Sathyan (* 1968), deutscher Filmregisseur, Journalist und Drehbuchautor
- Ramesuan (1339–1395), zweiter und fünfter König des Königreichs Ayutthaya in Siam (Thailand)
- Ramet, Sabrina P. (* 1949), US-amerikanische Politikwissenschaftlerin in Norwegen
- Ramet, Simon (* 2003), französischer Fußballspieler
- Ramey, Frank M. (1881–1942), US-amerikanischer Politiker
- Ramey, Gene (1913–1984), US-amerikanischer Jazz-Bassist
- Ramey, Homer A. (1891–1960), US-amerikanischer Politiker
- Ramey, Hurley (* 1915), US-amerikanischer R&B- und Jazzgitarrist (auch Pedal-Steel-Gitarre)
- Ramey, Johnny (* 1982), US-amerikanischer Schauspieler, Filmregisseur und Filmproduzent
- Ramey, Nancy (* 1940), US-amerikanische Schwimmerin
- Ramey, Samuel, US-amerikanischer Opernsänger (Bass)Samuel Ramey

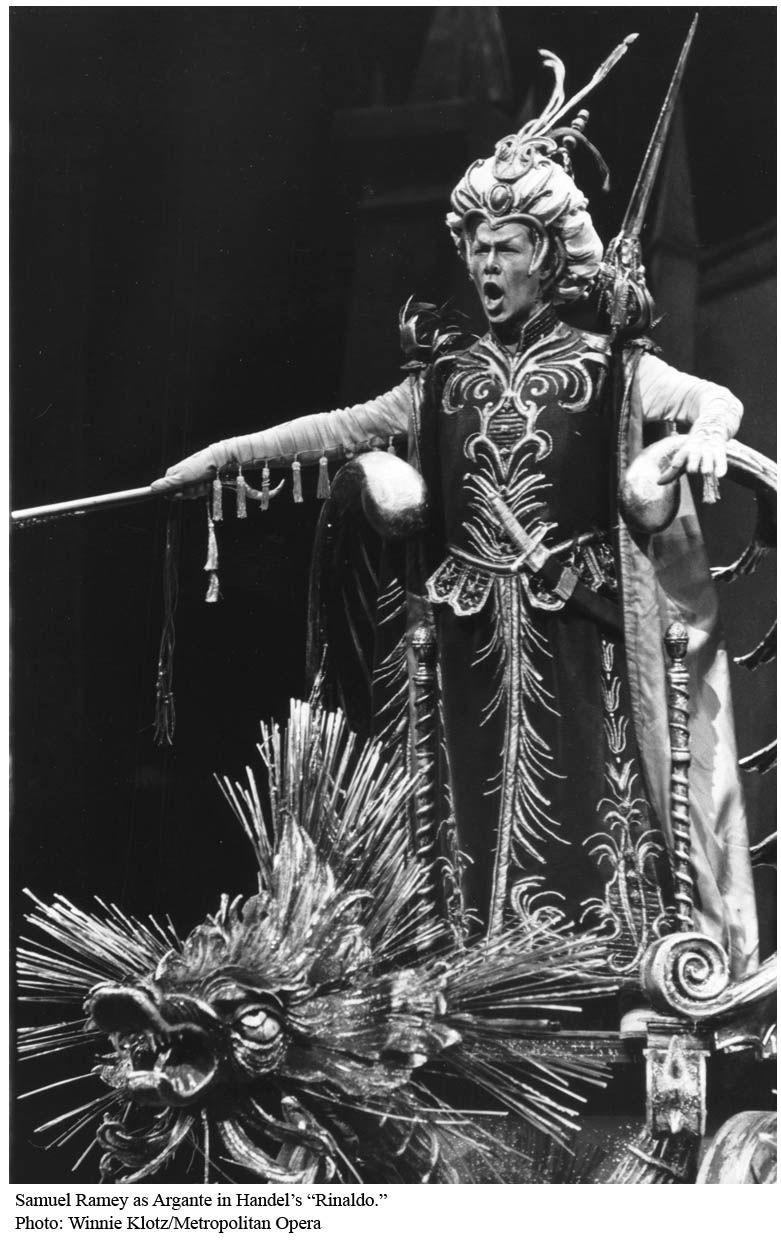
Samuel Ramey

- Ramey, Valerie (* 1959), US-amerikanische Wirtschaftswissenschaftlerin und Hochschullehrerin
- Ramey, Wesley (1909–1997), US-amerikanischer Boxer
- Ramezani, Reza (* 1963), schiitischer Ajatollah, Leiter und Direktor des Islamischen Zentrums Hamburg

### Ramg
- Rämgård, Rolf (* 1934), schwedischer Skilangläufer
- Ramge, Hans (* 1940), deutscher Sprachwissenschaftler und Namenforscher
- Ramge, Karl (1920–2013), deutscher Fußballspieler
- Ramge, Renate (* 1935), deutsch-italienische Dozentin für Kommunikation und Design, Ehefrau von Umberto Eco
- Ramge, Sigrid (* 1939), deutsche Schriftstellerin
- Ramge, Thomas (* 1971), deutscher Autor
- Ramge, Ursula (* 1963), deutsche Ausbilderin, Referentin und Wettkampfrichterin im Voltigiersport
- Ramgoolam, Navin (* 1947), mauritischer Politiker, Premierminister von MauritiusNavin Ramgoolam (* 1947)

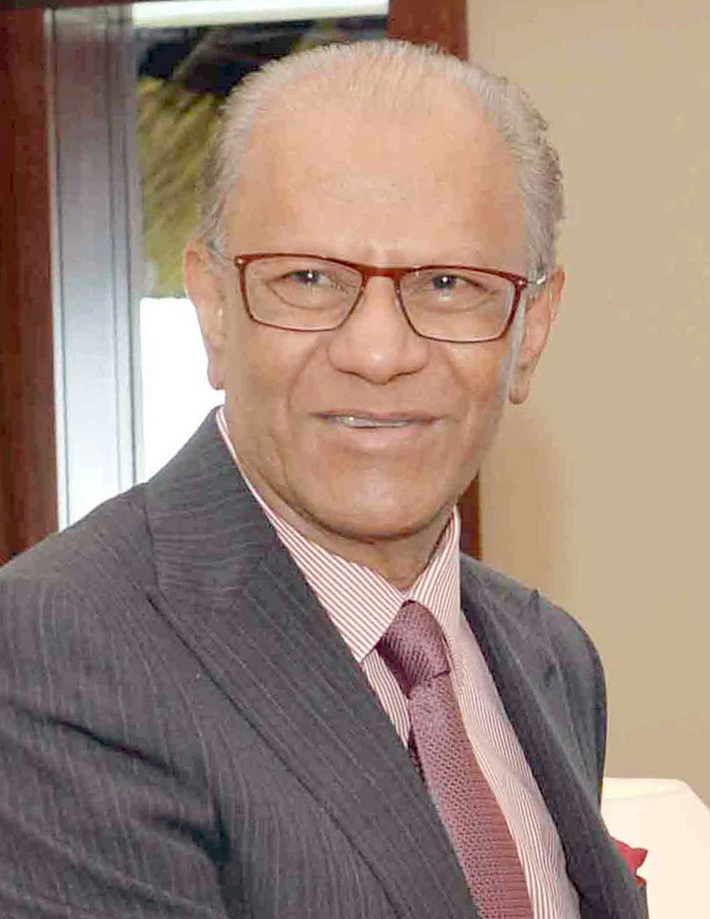
Navin Ramgoolam (* 1947)

- Ramgoolam, Seewoosagur (1900–1985), erster Premierminister von Mauritius
- Ramgopal, Sukanya (* 1954), indische Geigerin, Mridangam-, Vina- und Ghatamspielerin

### Ramh
- Ramhapp, Elfriede (* 1937), österreichische Schauspielerin und Hörspielsprecherin
- Ramharack, Karishma (* 1995), Cricketspielerin der West Indies
- Ramharter, Franz (1870–1919), österreichischer Theaterregisseur, Operettenregisseur, Bühnenschauspieler und Filmschauspieler
- Ramharter, Johannes (* 1960), österreichischer Historiker
- Ramhaufski, Benjamin Ludwig († 1694), österreichischer Organist und Komponist des Barock
- Ramholt, Arne (* 1976), Schweizer Eishockeyspieler
- Ramholt, Tim (* 1984), Schweizer Eishockeyspieler

### Rami
- Rami Pascha, Hasan (1842–1923), osmanischer Militär
- Rami, Adil (* 1985), französischer FußballspielerAdil Rami (* 1985)

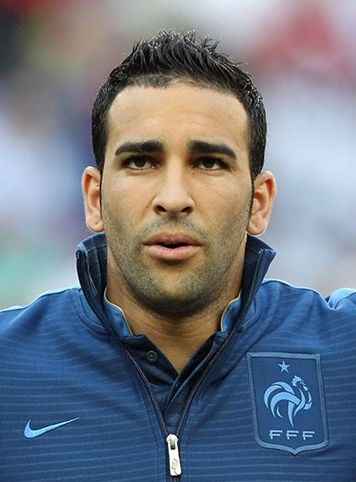
Adil Rami (* 1985)

- Rami, Ahmed (* 1946), rechtsextremer schwedischer Publizist
- Rami, Dolf (* 1977), österreichischer Philosoph
- Rami, Michael (* 1968), österreichischer Jurist und Rechtsanwalt
- Ramiah, Chitra Devi, malaysische Diplomatin
- Ramialison, Irina (* 1991), französische Tennisspielerin
- Ramić, Anja (* 2003), kroatische Sprinterin
- Ramic, Ienissei (* 1990), französischer Pianist
- Ramic, Nikita (* 1993), französischer Pianist
- Ramien, Fritz (1883–1965), deutscher Jurist und Bürgermeister
- Ramien, Kurt (1889–1939), deutscher Konteradmiral
- Ramière, Henri (1821–1884), französischer Jesuit und Publizist
- Ramihrdus, Laie, der der Häresie beschuldigt und verbrannt wurde
- Ramil Alvarez, José (* 1940), sowjetisch-russischer Informatiker
- Ramillon, Robert (* 1909), französischer Tennisspieler
- Ramin, Carl Bogislav von (1716–1788), preußischer Landrat
- Ramin, Christian Friedrich von (1714–1761), preußischer Justizjurist, Vizepräsident der Pommerschen Regierung
- Ramin, Clemens von (* 1967), deutscher Rezitator/Sprecher und Filmschauspieler
- Ramin, Friedrich Ehrenreich von (1709–1782), preußischer Generalleutnant
- Ramin, Georg (1899–1957), deutscher Politiker (SPD)
- Ramin, Günther (1898–1956), deutscher Organist, Cembalist, Chorleiter und KomponistGünther Ramin (1898–1956)

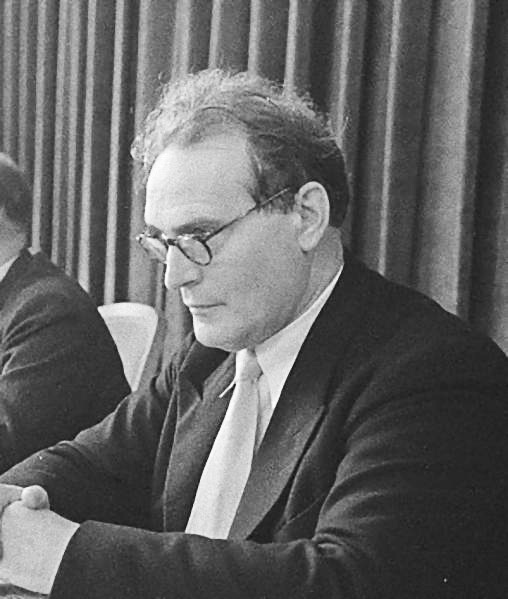
Günther Ramin (1898–1956)

- Ramin, Jürgen Bernd von (1693–1775), preußischer Landrat
- Ramin, Jürgen von (1884–1962), deutscher Politiker (NSVP, DVFP), MdR
- Ramin, Mohammad-Ali (* 1954), iranischer Politiker und Holocaustleugner
- Ramin, Otto von (1536–1610), Kanzler im Herzogtum Pommern-Stettin
- Ramin, Otto von (1815–1882), deutscher Verwaltungsbeamter, Rittergutsbesitzer und Parlamentarier
- Ramin, Ron (* 1953), US-amerikanischer Filmkomponist
- Ramin, Sid (1919–2019), US-amerikanischer Orchestrator, Arrangeur und Komponist
- Ramin-Osmundsen, Manuela (* 1963), französisch-norwegische Politikerin der Arbeiterpartei (Ap)
- Raming, Ida (* 1932), deutsche katholische Theologin, Pädagogin, Autorin und Priesterin
- Ramingen, Jakob von (* 1510), württembergischer Archivar und Archivtheoretiker, Historiker
- Raminsh, Imant (* 1943), kanadischer Komponist, Dirigent und Chorleiter
- Ramires (* 1987), brasilianischer FußballspielerRamires (* 1987)

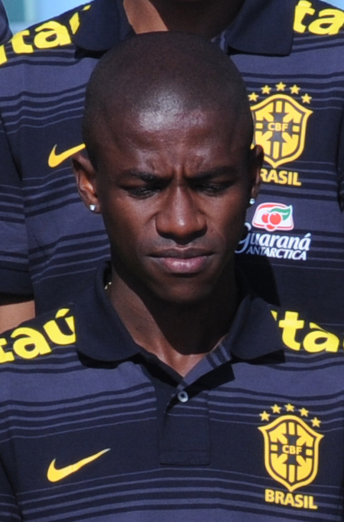
Ramires (* 1987)

- Ramires Vieira, João Luiz (* 1985), brasilianischer Fußballspieler
- Ramires, Bruno (* 1994), brasilianischer Fußballspieler
- Ramírez Abadía, Juan Carlos (* 1963), kolumbianischer Drogenhändler
- Ramírez Acuña, Francisco Javier (* 1952), mexikanischer Politiker
- Ramírez Áreas, Norberto (1800–1856), nicaraguanischer Politiker und 1851 Director Supremo von Nicaragua
- Ramírez Ávila, Hernán (* 1941), chilenischer Arzt, Komponist und Musikpädgoge
- Ramírez Barajas, Félix María (* 1962), kolumbianischer Geistlicher, römisch-katholischer Bischof von Málaga-Soatá
- Ramírez Calderón, Alejandro (* 1981), kolumbianischer Radrennfahrer
- Ramírez Conde, José (1940–1987), dominikanischer Maler
- Ramírez de Carrión, Manuel († 1652), Taubstummenpädagoge
- Ramírez de Cartagena, Cristóbal († 1594), Richter, vorübergehend spanischer Vizekönig von Peru
- Ramírez de Dulanto, Santiago María (1891–1967), spanischer Philosoph und Theologe
- Ramírez de Prado, Lorenzo (1583–1658), spanischer Humanist, Autor und Politiker
- Ramírez de Villaescusa, Diego (1459–1537), Bischof von Málaga und Cuenca
- Ramírez Díaz, Christian (* 1978), mexikanischer Fußballspieler
- Ramírez Díaz, Luis Gabriel (1965–2023), kolumbianischer Geistlicher und römisch-katholischer Bischof von Ocaña
- Ramírez Gámez, Francisco (* 1965), mexikanischer Fußballspieler
- Ramírez Garrido, José Domingo (1888–1958), mexikanischer Botschafter
- Ramírez Gómez, Libardo (* 1933), kolumbianischer Geistlicher, emeritierter Bischof von Garzón
- Ramírez Herrera, Abel (1921–2012), mexikanischer Fußballspieler und -trainer
- Ramírez Hidalgo, Rubén (* 1978), spanischer Tennisspieler
- Ramírez Medina, Francisco (* 1828), puerto-ricanischer Freiheitskämpfer
- Ramírez Molina, Eleuterio (1837–1879), chilenischer Nationalheld im Salpeterkrieg (1879–1883)
- Ramírez Morales, Santiago (* 1994), kolumbianischer Bahnradsportler
- Ramírez Moreno, Samuel (1898–1951), mexikanischer Psychiater und Rektor der UNAM
- Ramírez Navarro, Francisco (* 1939), mexikanischer Geistlicher, Weihbischof in Tlalnepantla
- Ramírez Nieto, Mariana (* 2002), kolumbianische Tennisspielerin
- Ramírez Padilla, Tulio Luis (* 1960), venezolanischer Geistlicher, römisch-katholischer Bischof von Guarenas
- Ramírez Perales, Juan de Dios (* 1969), mexikanischer Fußballspieler
- Ramírez Ramírez, Felipe (1935–2015), mexikanischer Organist, Komponist
- Ramírez Roa, Marco Tulio (1923–1998), venezolanischer Geistlicher und römisch-katholischer Bischof von San Cristóbal de Venezuela
- Ramírez Ruvalcaba, José de Jesús (* 1957), mexikanischer Fußballspieler
- Ramírez Salaverría, Antonio José (1917–2014), venezolanischer Geistlicher, römisch-katholischer Bischof von Maturín
- Ramírez Sánchez, Hermenegildo (1929–2022), mexikanischer Ordensgeistlicher, römisch-katholischer Prälat von Huautla
- Ramírez Sánchez, Ilich (* 1949), venezolanischer Terrorist
- Ramírez Tórrez, Francisca (* 1977), nicaraguanische Bauernrechtsaktivistin
- Ramírez Vázquez, Pedro (1919–2013), mexikanischer Architekt und Designer
- Ramírez y Castro, Gregorio José (1796–1823), Präsident von Costa Rica
- Ramírez Zapata, Luis (* 1954), salvadorianischer Fußballspieler
- Ramírez, Albert (* 1992), venezolanischer Boxer
- Ramírez, Alejandro (* 1946), kolumbianischer Konzert- und Opernsänger mit der Stimmlage Tenor
- Ramírez, Alejandro (* 1988), costa-ricanischer Schachspieler
- Ramírez, Alfredo (* 1954), spanischer Offizier, Generalleutnant des Heeres der Spanischen Streitkräfte
- Ramírez, Andrea (* 1999), mexikanische Radrennfahrerin
- Ramírez, Aníbal (1903–1962), chilenischer Fußballspieler
- Ramírez, Anna (* 1981), spanische Radrennfahrerin
- Ramírez, Antonia (* 2005), chilenische Sprinterin
- Ramírez, Ariel (1921–2010), argentinischer Komponist
- Ramirez, Arthur P. (* 1956), US-amerikanischer Physiker
- Ramírez, Atilio (* 1953), uruguayischer Fußballspieler
- Ramírez, Carlos (1916–1986), kolumbianischer Sänger und Schauspieler
- Ramírez, Carlos (* 1987), uruguayischer Fußballspieler
- Ramírez, Carlos (* 1994), kolumbianischer BMX-Fahrer
- Ramírez, Carolina (* 1983), kolumbianische SchauspielerinCarolina Ramírez (* 1983)

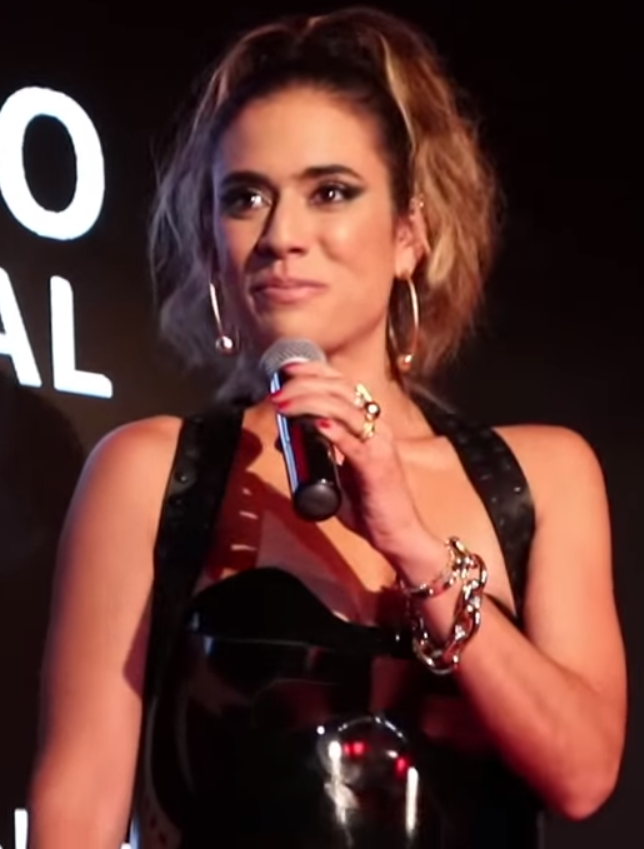
Carolina Ramírez (* 1983)

- Ramirez, Casey (* 1989), US-amerikanische Fußballspielerin
- Ramírez, César (* 1990), mexikanischer Tennisspieler
- Ramírez, Christian (* 1988), honduranischer Fußballschiedsrichter
- Ramirez, Christian (* 1991), US-amerikanischer Fußballspieler
- Ramirez, Cierra (* 1995), US-amerikanische Schauspielerin
- Ramírez, Cindy María (* 1989), kolumbianische Volleyballspielerin
- Ramírez, Coki (* 1980), argentinische Sängerin und TV-Moderatorin
- Ramírez, Concepción (1942–2021), guatemaltekische indigene Frau der Ethnie Tz'utujil
- Ramírez, Cristian (* 1994), ecuadorianischer Fußballspieler
- Ramírez, Dania (* 1979), dominikanische Schauspielerin
- Ramirez, Daniella (* 2001), US-amerikanische Synchronschwimmerin
- Ramirez, Danny (* 1992), US-amerikanischer Schauspieler
- Ramirez, Delia (* 1983), US-amerikanische Politikerin (Demokraten)
- Ramírez, Édgar (* 1977), venezolanischer SchauspielerÉdgar Ramírez (* 1977)

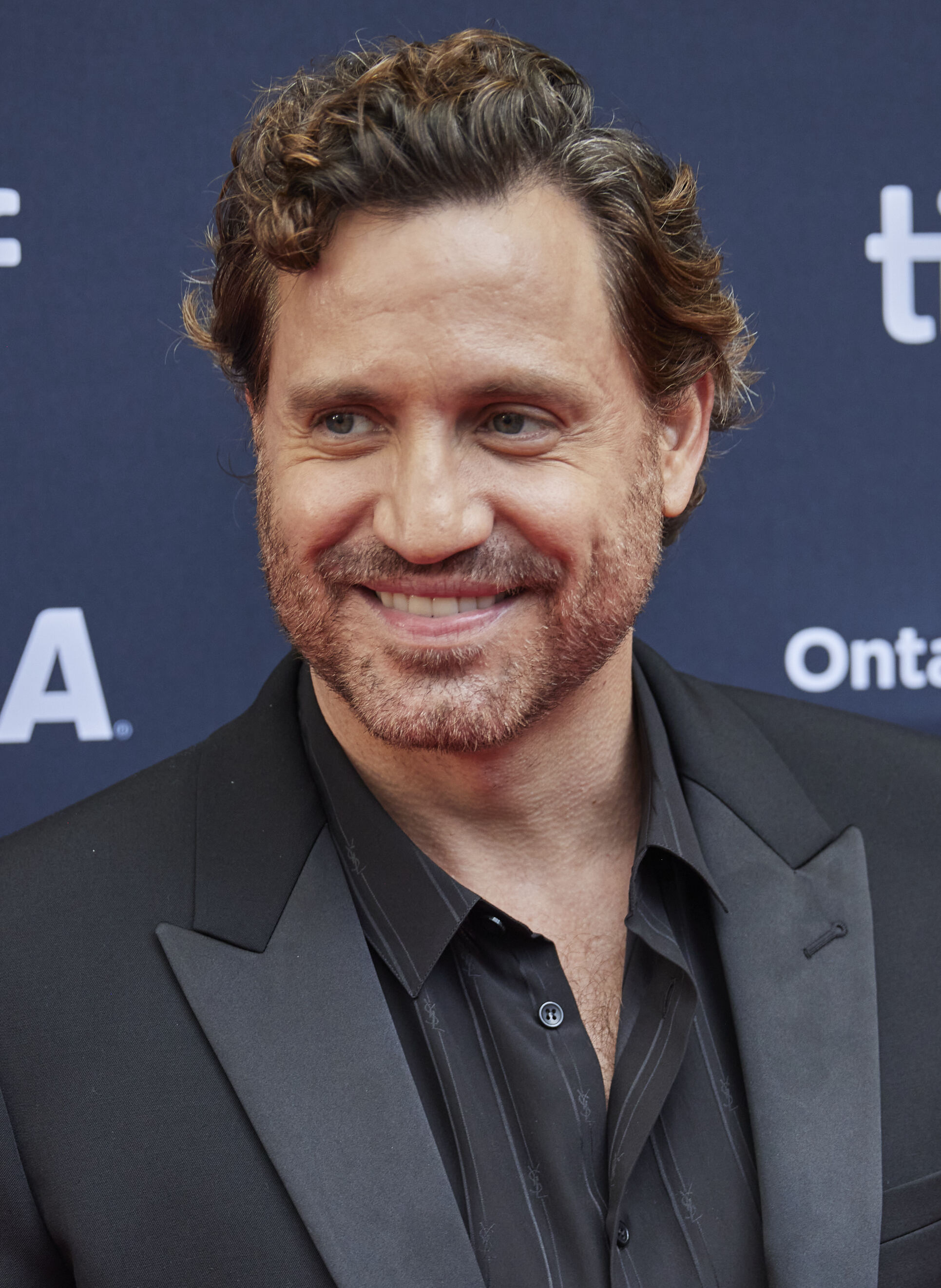
Édgar Ramírez (* 1977)

- Ramírez, Edgar (* 1998), mexikanischer Leichtathlet
- Ramirez, Efren (* 1973), US-amerikanischer Schauspieler, Filmproduzent und Komponist
- Ramirez, Evita (* 2003), französische Tennisspielerin
- Ramírez, Exequiel (1924–2000), chilenischer Radrennfahrer
- Ramírez, Federico (* 1975), costa-ricanischer Radrennfahrer
- Ramírez, Francesc (* 1976), andorranischer Fußballspieler
- Ramirez, Frederick (* 1998), philippinischer Sprinter
- Ramírez, Gastón (* 1990), uruguayischer Fußballspieler
- Ramírez, Gilberto (* 1991), mexikanischer Boxer im Supermittelgewicht
- Ramirez, Gloria (1963–1994), US-amerikanische Bürgerin
- Ramírez, Hanley (* 1983), dominikanischer Baseballspieler
- Ramírez, Héctor, kubanischer Boxer
- Ramírez, Héctor (* 1943), kubanischer Kunstturner
- Ramírez, Hermes (1948–2024), kubanischer Sprinter
- Ramírez, Ignacio, mexikanischer Fußballspieler
- Ramírez, Ignacio (1818–1879), mexikanischer Politiker
- Ramírez, Jaime (1931–2003), chilenischer Fußballspieler
- Ramírez, Jaime (* 1967), chilenischer Fußballspieler
- Ramírez, Jaime (* 1989), kolumbianischer Radrennfahrer
- Ramirez, Janina (* 1980), britische Kultur- und Kunsthistorikerin
- Ramírez, Javier (* 1978), spanischer Radrennfahrer
- Ramirez, Jesus (* 1979), spanischer Radrennfahrer
- Ramírez, Jesús (* 1979), spanischer Basketballtrainer
- Ramírez, Jonathan (* 1990), uruguayischer Fußballspieler
- Ramírez, Jorge (* 1986), uruguayischer Fußballspieler
- Ramírez, José (* 1992), US-amerikanischer Boxer
- Ramírez, José David (* 1995), mexikanischer Fußballspieler
- Ramírez, José Fernando (1804–1871), mexikanischer Historiker, Politiker und Autor
- Ramírez, José III (1922–1995), spanischer Gitarrenbauer
- Ramírez, José Luis, mexikanischer Fußballspieler
- Ramírez, José Luis (* 1958), mexikanischer Boxer
- Ramírez, Juan Andrés (1946–2025), uruguayischer Politiker
- Ramírez, Juan Diego (* 1971), kolumbianischer Radrennfahrer
- Ramírez, Juan Ignacio (* 1997), uruguayischer Fußballspieler
- Ramirez, Julian (* 1989), mexikanischer Eishockeyspieler
- Ramírez, Julio (* 1917), uruguayischer Leichtathlet
- Ramírez, Kevin (* 1994), uruguayischer Fußballspieler
- Ramirez, Larry (1938–2023), US-amerikanischer Musikinstrumentenbauer
- Ramírez, Leonel (1938–1999), chilenischer Fußballspieler
- Ramírez, Leslie (* 1996), US-amerikanisch-guatemaltekisch-mexikanische Fußballspielerin
- Ramirez, Liana (* 1998), US-amerikanische Schauspielerin
- Ramirez, Manny (* 1972), dominikanischer Baseballspieler
- Ramírez, Manuel, chilenischer Fußballspieler
- Ramírez, Manuel (1864–1916), spanischer Gitarrenbauer
- Ramírez, Marcelo (* 1965), chilenischer Fußballspieler
- Ramírez, Marco Antonio (* 1944), mexikanischer Fußballspieler
- Ramírez, Marcos (* 1997), spanischer Motorradrennfahrer
- Ramírez, Mari Carmen (* 1950), amerikanische Kunsthistorikerin
- Ramírez, María Teresa (* 1954), mexikanische Schwimmerin
- Ramirez, Marisa (* 1977), US-amerikanische Schauspielerin und ModelMarisa Ramirez (* 1977)

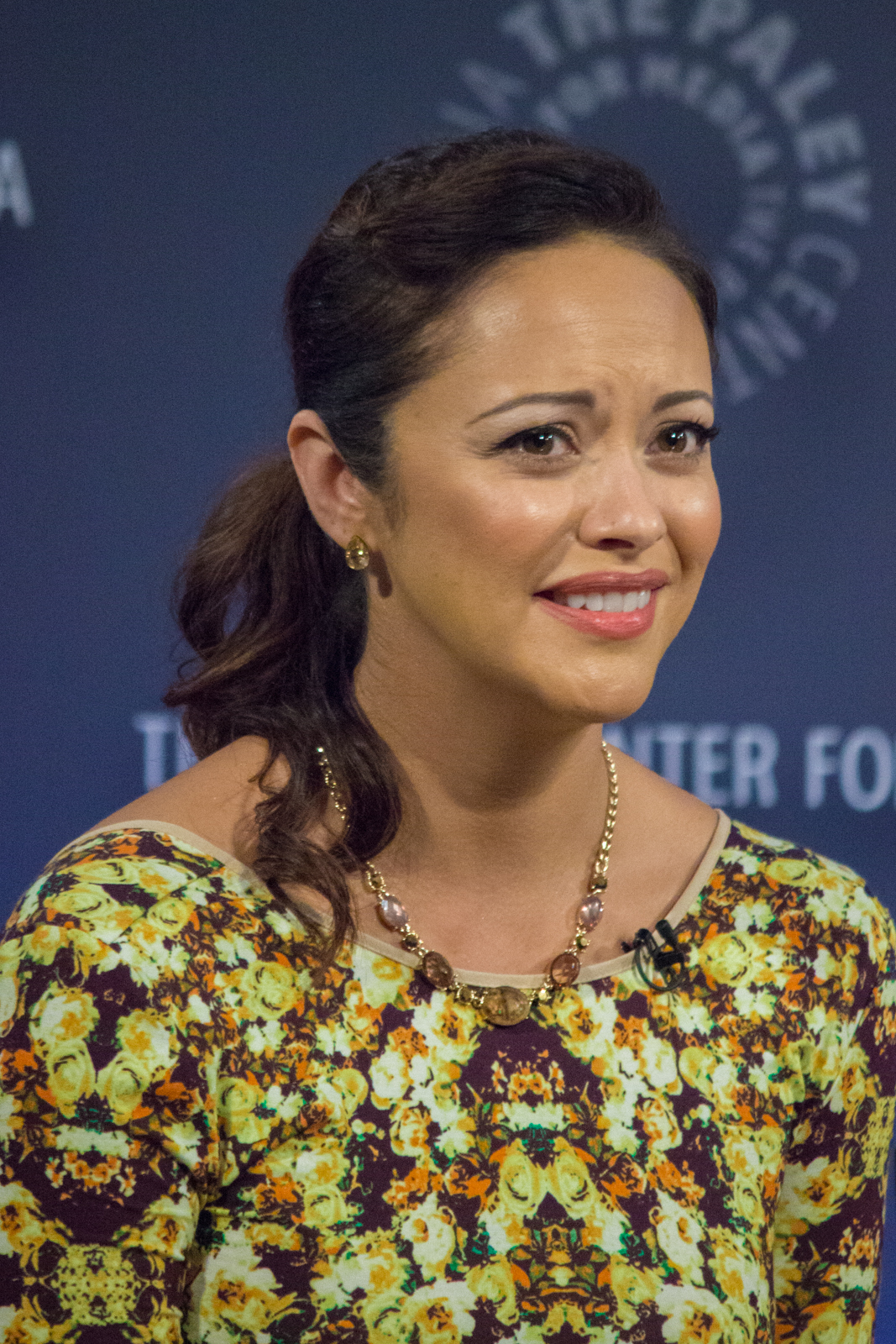
Marisa Ramirez (* 1977)

- Ramírez, Marta Lucía (* 1954), kolumbianische Rechtsanwältin und Politikerin
- Ramírez, Martín (* 1960), kolumbianischer Radrennfahrer
- Ramírez, Mayra (* 1999), kolumbianische Fußballspielerin
- Ramírez, Miguel (* 1970), chilenischer Fußballspieler
- Ramírez, Moisés (* 2000), ecuadorianischer Fußballspieler
- Ramírez, Mynor (* 1972), guatemaltekischer Ringer
- Ramírez, Narciso, mexikanischer Fußballspieler
- Ramírez, Nicolás (* 1997), chilenischer Fußballspieler
- Ramírez, Orlando (1943–2018), chilenischer Fußballspieler
- Ramírez, Óscar (* 1964), costa-ricanischer Fußballspieler und -trainer
- Ramírez, Oswaldo (* 1947), peruanischer Fußballspieler
- Ramírez, Paúl (1986–2011), venezolanischer Fußballspieler
- Ramírez, Paula (* 1996), spanische Synchronschwimmerin
- Ramírez, Pedro Pablo (1884–1962), argentinischer Präsident
- Ramirez, PJ (* 1991), US-amerikanischer Filmkomponist
- Ramírez, Rafael (* 1959), peruanisch-belgischer Maler
- Ramírez, Rafael (* 1963), venezolanischer Politiker
- Ramirez, Ram (1913–1994), US-amerikanischer Jazzpianist
- Ramírez, Ramón (* 1969), mexikanischer Fußballspieler
- Ramírez, Raúl (* 1953), mexikanischer Tennisspieler
- Ramirez, Rene (* 1969), philippinisch-australischer römisch-katholischer Ordensgeistlicher, Weihbischof in Melbourne
- Ramírez, Renzo (* 1996), uruguayischer Fußballspieler
- Ramirez, Rex (* 1967), philippinischer Geistlicher, römisch-katholischer Bischof von Naval
- Ramírez, Rhina (* 1945), dominikanische Sängerin
- Ramirez, Ricardo (* 1936), US-amerikanischer Geistlicher und Altbischof von Las Cruces
- Ramirez, Richard, amerikanischer Musiker, Labelbetreiber und Modedesigner
- Ramírez, Richard (1960–2013), US-amerikanischer SerienmörderRichard Ramírez (1960–2013)

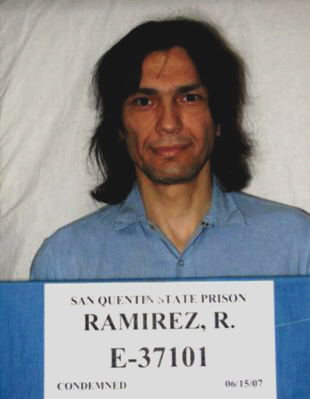
Richard Ramírez (1960–2013)

- Ramírez, Robeisy (* 1993), kubanischer Boxer
- Ramírez, Roberto Hernández (* 1942), mexikanischer Unternehmer
- Ramírez, Roberto Merino (* 1982), peruanischer Fußballspieler
- Ramírez, Rodolfo (* 1988), guatemaltekischer Badmintonspieler
- Ramirez, Rokko (* 1969), österreichischer DJ
- Ramírez, Sandra (* 1989), mexikanische Fußballschiedsrichterassistentin
- Ramírez, Sandro (* 1995), spanischer Fußballspieler
- Ramírez, Santiago (* 1998), uruguayischer Fußballspieler
- Ramírez, Sara (* 1975), mexikanisch-US-amerikanische SchauspielerinSara Ramírez (* 1975)

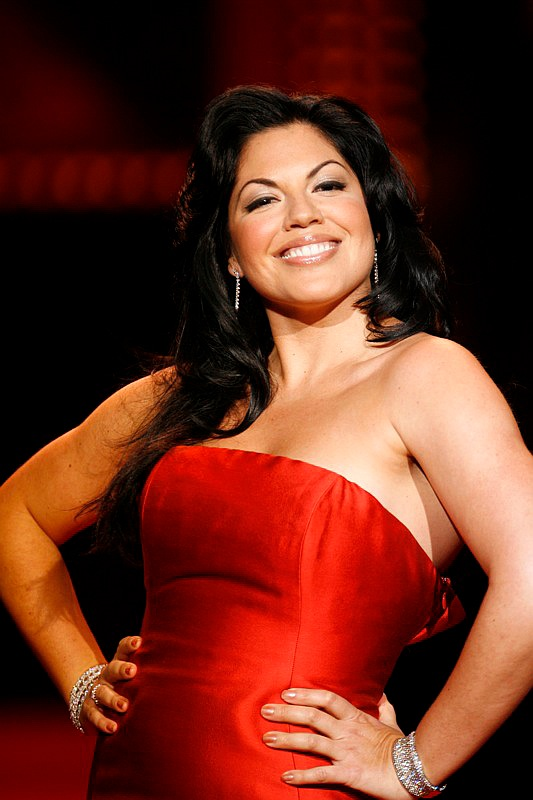
Sara Ramírez (* 1975)

- Ramírez, Sara (* 1987), spanische Tischtennisspielerin
- Ramírez, Sebastián (* 1992), uruguayischer Fußballspieler
- Ramírez, Sergio (* 1942), nicaraguanischer Schriftsteller, Menschenrechtler und Politiker
- Ramírez, Sergio (* 1943), chilenischer Fußballspieler
- Ramírez, Victor Emilio (* 1984), argentinischer Boxer
- Ramírez, Virginia (* 1964), spanische Hockeyspielerin
- Ramirez, Yahima (* 1979), kubanisch-portugiesische Judoka
- Ramírez, Yola (1935–2025), mexikanische Tennisspielerin
- Ramírez-Hernández, Ricardo (* 1968), mexikanischer Jurist und Hochschullehrer
- Ramiro Garcés († 981), König von Viguera
- Ramiro I. († 850), König von Asturien
- Ramiro I. († 1063), König von Aragonien
- Ramiro II. († 951), König von León
- Ramiro II. († 1157), König von Aragón
- Ramiro III. (961–985), König von León
- Ramiro Sánchez de Navarra (1070–1116), Herr von Monzón
- Ramis Torrens, Sebastián (* 1943), brasilianischer Ordensgeistlicher, emeritierter Prälat von Huamachuco
- Ramis, Harold (1944–2014), US-amerikanischer Schauspieler, Filmregisseur und DrehbuchautorHarold Ramis (1944–2014)

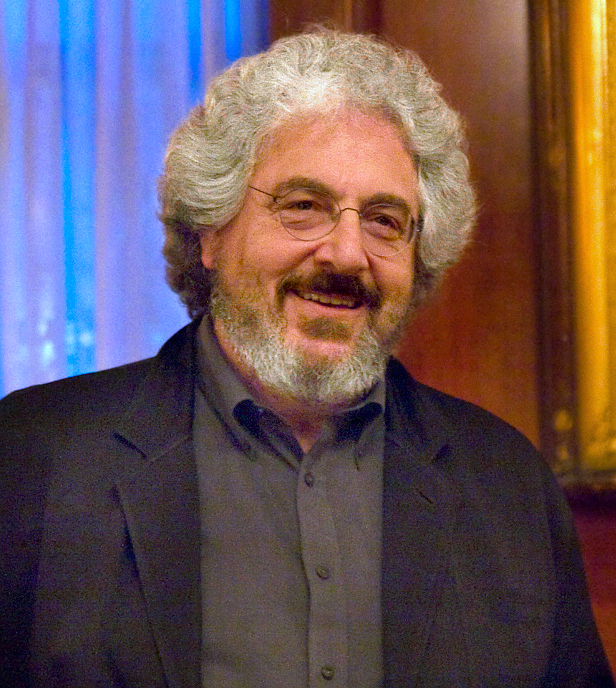
Harold Ramis (1944–2014)

- Ramis, Iván (* 1984), spanischer Fußballspieler
- Ramis, Jean-Pierre (* 1943), französischer Mathematiker
- Ramis, Jonathan (* 1989), uruguayischer Fußballspieler
- Ramis, Llucia (* 1977), katalanische Journalistin und Schriftstellerin
- Ramisch, Hans (1936–2020), deutscher Kunsthistoriker und Denkmalpfleger
- Ramischwili, Lewan (* 1973), georgischer Politiker
- Ramischwili, Nino (1910–2000), georgische Balletttänzerin, Choreografin und Mitbegründerin des Georgischen Nationalballetts Suchischwili
- Ramischwili, Noe (1881–1930), georgischer Politiker (Sozialdemokrat), 1918 Premierminister
- Ramischwili, Semjon Spiridonowitsch (1903–1973), sowjetischer Konteradmiral
- Ramizi, Samir (* 1991), serbischer Fußballspieler

### Ramj
- Ramjee, Gita (1956–2020), südafrikanische Virologin und HIV-Forscherin

### Ramk
- Ramkalawan, Wavel (* 1961), seychellischer Geistlicher und PolitikerWavel Ramkalawan (* 1961)

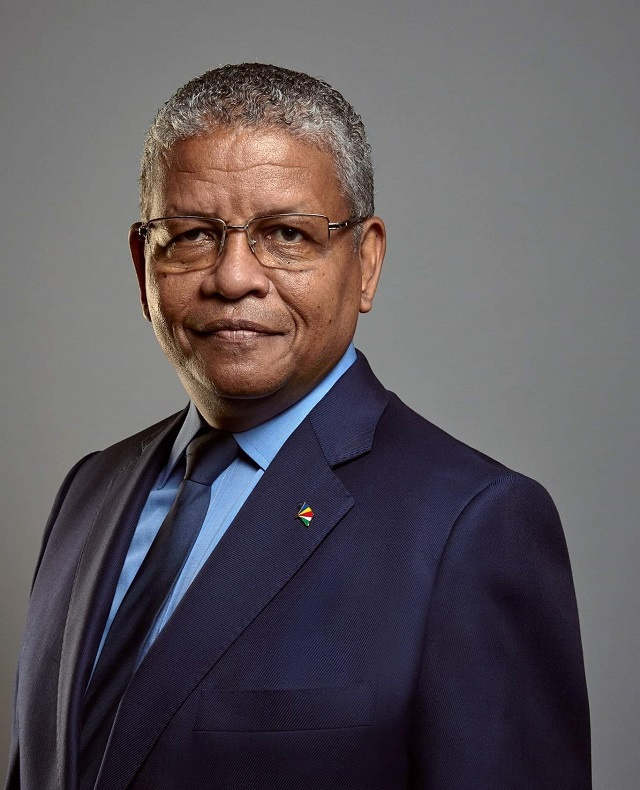
Wavel Ramkalawan (* 1961)

- Ramkarran, Ralph (* 1946), guyanischer Rechtsanwalt und Politiker
- Ramke, Günter (1930–1998), deutscher Politiker (CDU), MdBB
- Ramkhamhaeng, König in Thailand

### Raml
- Raml, Franz (* 1964), deutscher Organist, Cembalist und Dirigent
- Raml, Michael (* 1987), österreichischer Politiker (FPÖ), Mitglied des Bundesrates
- Ramlau, Ronny (* 1966), deutscher Mathematiker und Hochschullehrer
- Ramlau-Hansen, Ole (* 1945), dänischer Manager
- Ramlee, P. (1929–1973), malaysischer Schauspieler, Regisseur, Sänger und Komponist
- Ramler, Hans Gerhard (1928–2021), deutscher Politiker (SPD), MdL
- Ramler, Karl Wilhelm (1725–1798), deutscher Dichter und Philosoph
- Ramler, Siegfried (1924–2020), austroamerikanischer Literaturwissenschaftler
- Ramli, Faris (* 1992), singapurischer Fußballspieler
- Ramli, Johari (* 1949), malaysischer Radrennfahrer
- Ramli, Muhsin Al- (* 1967), irakischer Schriftsteller, Poet und Übersetzer
- Ramljak, Milan (1938–2018), jugoslawischer bzw. kroatischer Verwaltungswissenschaftler, Politiker und Diplomat
- Ramlo, Gertrud (1913–1997), österreichische Schauspielerin
- Ramlow, Wolfgang (* 1954), deutscher Fußballspieler

### Ramm
- Ramm, Adolf von (1815–1883), preußischer Generalleutnant und Inspekteur der 4. Artillerie-Inspektion
- Ramm, Andrea von (1928–1999), estnische Sopranistin
- Ramm, Bernd (* 1940), deutscher Medizinphysiker
- Ramm, Carsten (* 1958), deutscher Theaterregisseur, Oberspielleiter, Intendant und Bühnenautor
- Ramm, Eberhard (1861–1935), deutscher Agrarwissenschaftler
- Ramm, Ekkehard (* 1940), deutscher Bauingenieur und Hochschullehrer
- Ramm, Fredrik (1892–1943), norwegischer Journalist, Zeitungsredakteur und Autor
- Ramm, Friedrich († 1813), deutscher Oboist der Mannheimer Schule
- Ramm, Haley (* 1992), US-amerikanische Schauspielerin
- Ramm, Helmut (1926–2019), deutscher Archivar
- Ramm, Johann Friedrich (1822–1888), württembergischer Ökonomierat, Landwirt und Politiker
- Ramm, Karl von (1803–1865), preußischer Generalmajor und Kommandeur der 6. Artillerie-Brigade
- Ramm, Klaus (* 1939), deutscher Literaturwissenschaftler
- Ramm, Martin (* 1971), deutscher römisch-katholischer Priester
- Ramm, Mathilde (1856–1877), deutsche Theaterschauspielerin
- Ramm, Nick, britischer Fusion- und Jazzmusiker (Keyboards, Komposition)
- Ramm, Nils Arvid (1903–1986), schwedischer Boxer
- Ramm, Otto (1875–1957), deutscher Politiker, Mitglied des Provinziallandtages der Provinz Hessen-Nassau
- Ramm, Paul (1862–1941), deutscher Verwaltungsjurist und Gutsbesitzer
- Ramm, Rudolf (1887–1945), deutscher Arzt und Politiker (NSDAP), MdR
- Ramm, Thilo (1925–2018), deutscher Jurist und Autor
- Ramm, Thomas von († 1631), Bürgermeister von Riga und Vizepräsident des Hofgerichts in Dorpat
- Ramm, Wiebke (* 1976), deutsche Journalistin
- Ramm, Wieland (* 1937), deutscher Bauingenieur und Hochschullehrer
- Ramm-Pfemfert, Alexandra (1883–1963), deutsch-russische Übersetzerin, Publizistin und Galeristin
- Rammangkoun, Thanongsay (* 2003), laotischer Fußballspieler
- Ramme, Henrich (1802–1878), deutscher Landwirt, Polizeiinspektor, Bürgermeister und Politiker
- Ramme, Jens (* 1963), deutscher Fußballtorwart
- Ramme, Ludger (* 1962), deutscher Jurist, Hauptgeschäftsführer des Deutschen Führungskräfteverbandes
- Ramme, Rüdiger (* 1967), deutscher Agrar-Ingenieur und Fernsehgärtner
- Ramme, Walter (* 1895), deutscher Schwimmer
- Ramme, Willy (1887–1953), deutscher Entomologe
- Rammellzee (1960–2010), US-amerikanischer Graffiti-Künstler und Hip-Hop-MusikerRammellzee (1960–2010)

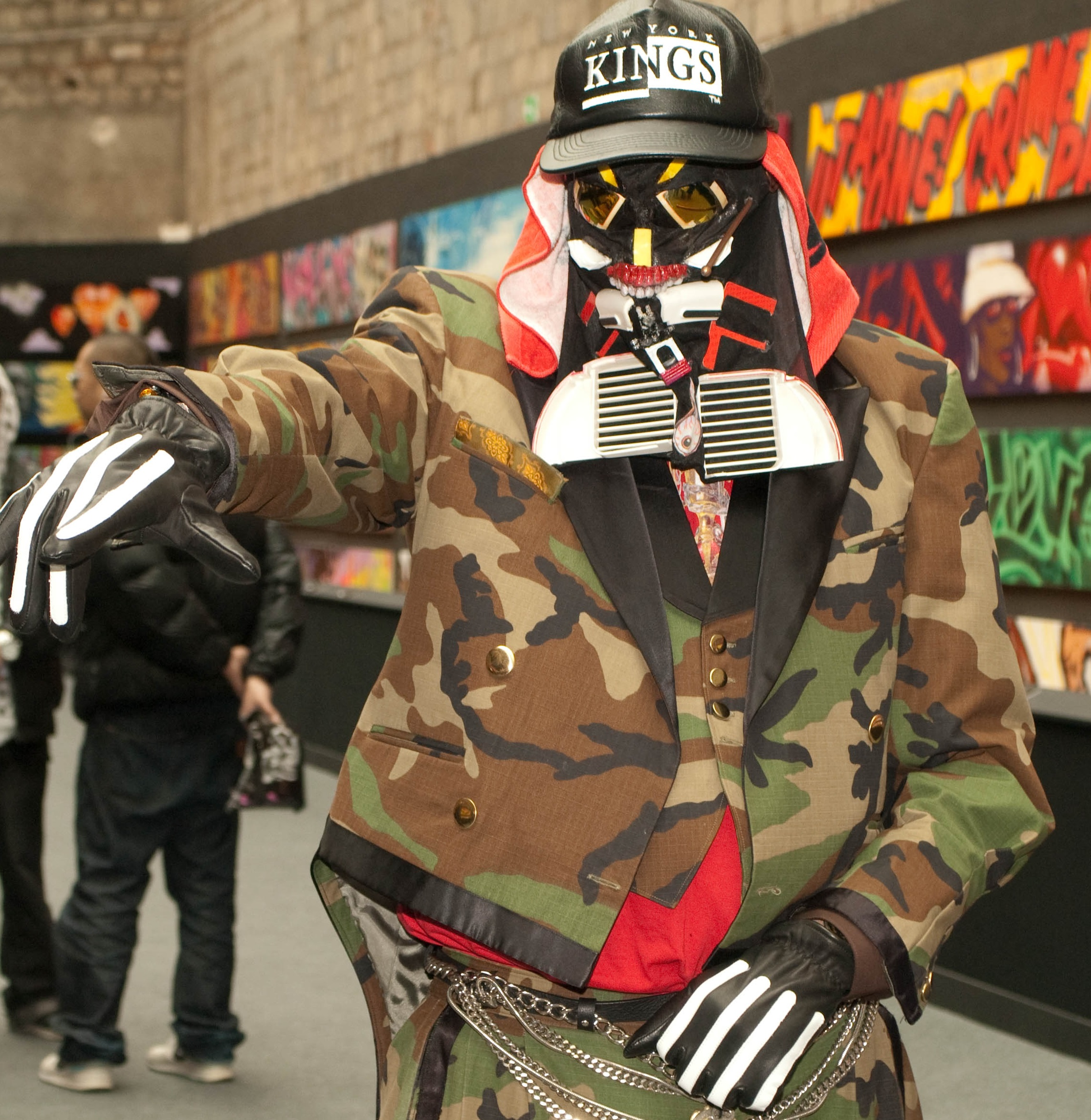
Rammellzee (1960–2010)

- Rammelmayer, Adam (1807–1887), österreichischer Bildhauer
- Rammelmayr, Fritz (* 1893), deutscher Eishockeyspieler
- Rammelmayr, Hans Georg (1940–1971), deutscher Bankräuber und Geiselnehmer
- Rammelmeyer, Alfred (1910–1995), deutscher Slawist und Literaturwissenschaftler
- Rammelsberg, Carl (1813–1899), deutscher Chemiker
- Rammelt, Heinz (1912–2004), deutscher Tiermaler und Zeichner
- Rammelt, Johannes (1873–1955), deutscher Pädagoge, Bibliothekar und Politiker (DVP), MdR, MdL, Staatsrat
- Rammelt, Walter (1890–1947), deutsch-elsässischer Bildhauer, Maler und Bühnenbildner
- Rammensee, Friedrich (1879–1945), deutscher Fabrikbesitzer, Kommerzienrat, Kommunalpolitiker und Verwaltungsjurist
- Rammensee, Hans-Georg (* 1953), deutscher Immunologe und ForscherHans-Georg Rammensee (* 1953)

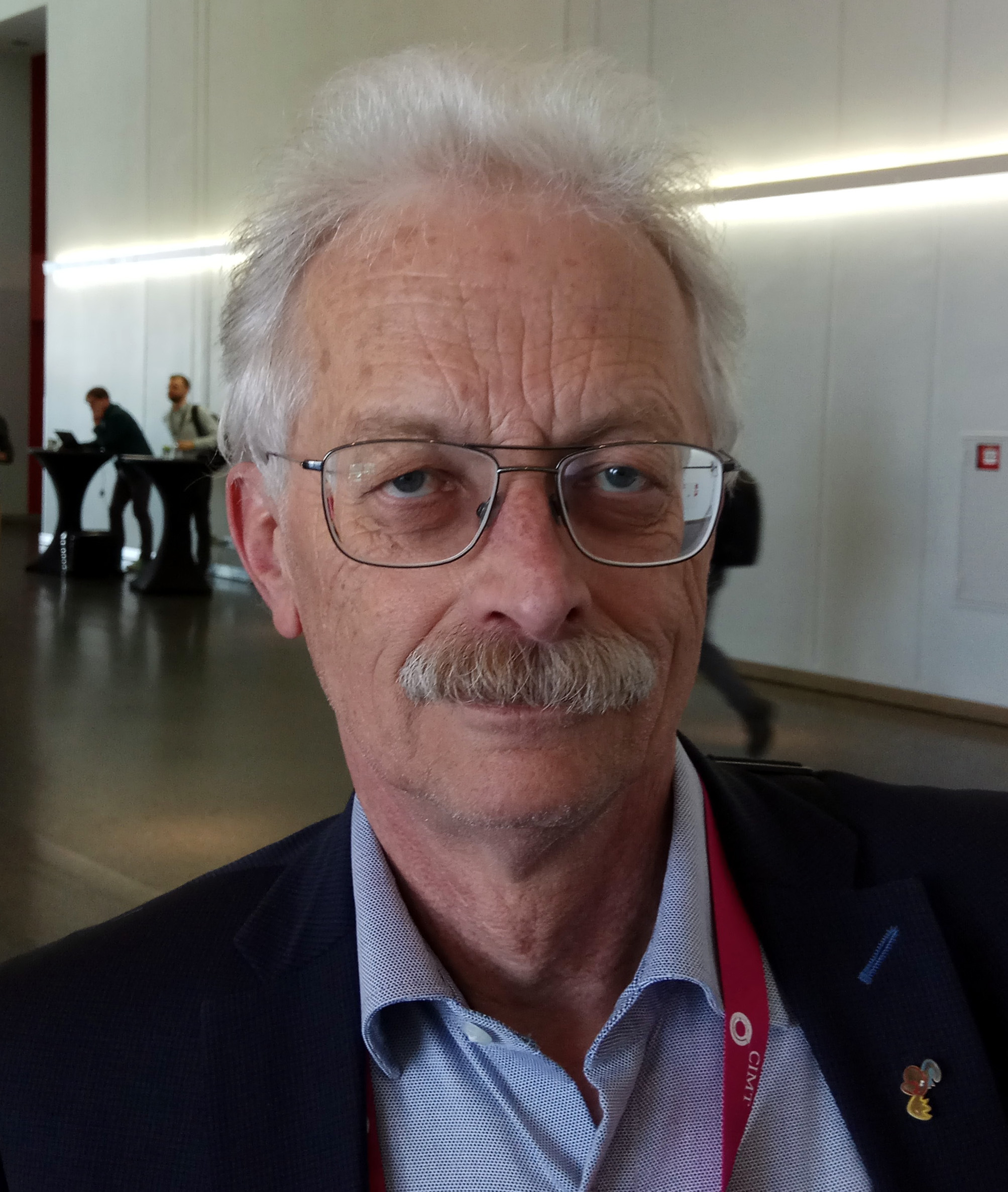
Hans-Georg Rammensee (* 1953)

- Rammenzweig, Dirk (* 1973), deutscher Fußballspieler
- Rammer, Georg (* 1946), deutscher Psychologe und Sachbuchautor
- Rammer, Hans (1891–1969), österreichischer Politiker (VdU), Abgeordneter zum Nationalrat
- Rammer, László, ungarischer Badmintonspieler
- Rammer, Mathias (1830–1908), österreichischer Politiker
- Rammerstorfer, Bernhard (* 1968), österreichischer Autor und Filmproduzent
- Rammerstorfer, Thomas (* 1976), österreichischer Politiker (Die Grünen – Die Grüne Alternative), Journalist, Buchautor und Altenpfleger
- Rammert, Werner (* 1949), deutscher Soziologe
- Rammig, Anja, deutsche Klimawissenschaftlerin
- Rammig, Franz Josef (* 1947), deutscher Informatiker und Hochschullehrer
- Ramming, Martin (1889–1988), deutscher Japanologe
- Ramming, Wilhelm von (1815–1876), österreichischer General
- Ramminger, August (1899–1975), deutscher Journalist und Politiker (CSU), MdB
- Ramminger, Eva (* 1966), österreichische Bibliotheksdirektorin
- Ramminger, Jacob (1535–1606), württembergischer Schreiber, Kartograph, Bauer von Sonnenuhren und mathematischen Messinstrumenten
- Ramminger, Manfred (1930–1997), deutscher Architekt, Ingenieur, Rennfahrer und Spion
- Ramminger, Sebastian († 1617), württembergischer Hofmaler
- Rammler, Erich (1901–1986), deutscher Verfahrenstechniker
- Rammler, Stephan (* 1968), deutscher Mobilitäts- und Zukunftsforscher
- Rammner, Walter (1897–1954), deutscher Biologe, Fachredakteur und Autor
- Rammo, Adolf (1922–1998), estnischer Lyriker und Kinderbuchautor
- Rammo, Wilhelm (1925–2009), deutscher Boxer
- Rammokolodi, Ruri (* 1989), botswanischer Leichtathlet
- Rammow, Helga (* 1925), deutsche Ethnologin
- Ramms, Egon (* 1948), deutscher General des Heeres der Bundeswehr
- Ramms, Egon Wilhelm (1909–1993), deutscher Politiker (FDP), MdL, MdB
- Rammstedt, Beatrice (* 1973), deutsche Psychologin
- Rammstedt, Otthein (1938–2020), deutscher Soziologe
- Rammstedt, Tilman (* 1975), deutscher Schriftsteller und MusikerTilman Rammstedt (* 1975)

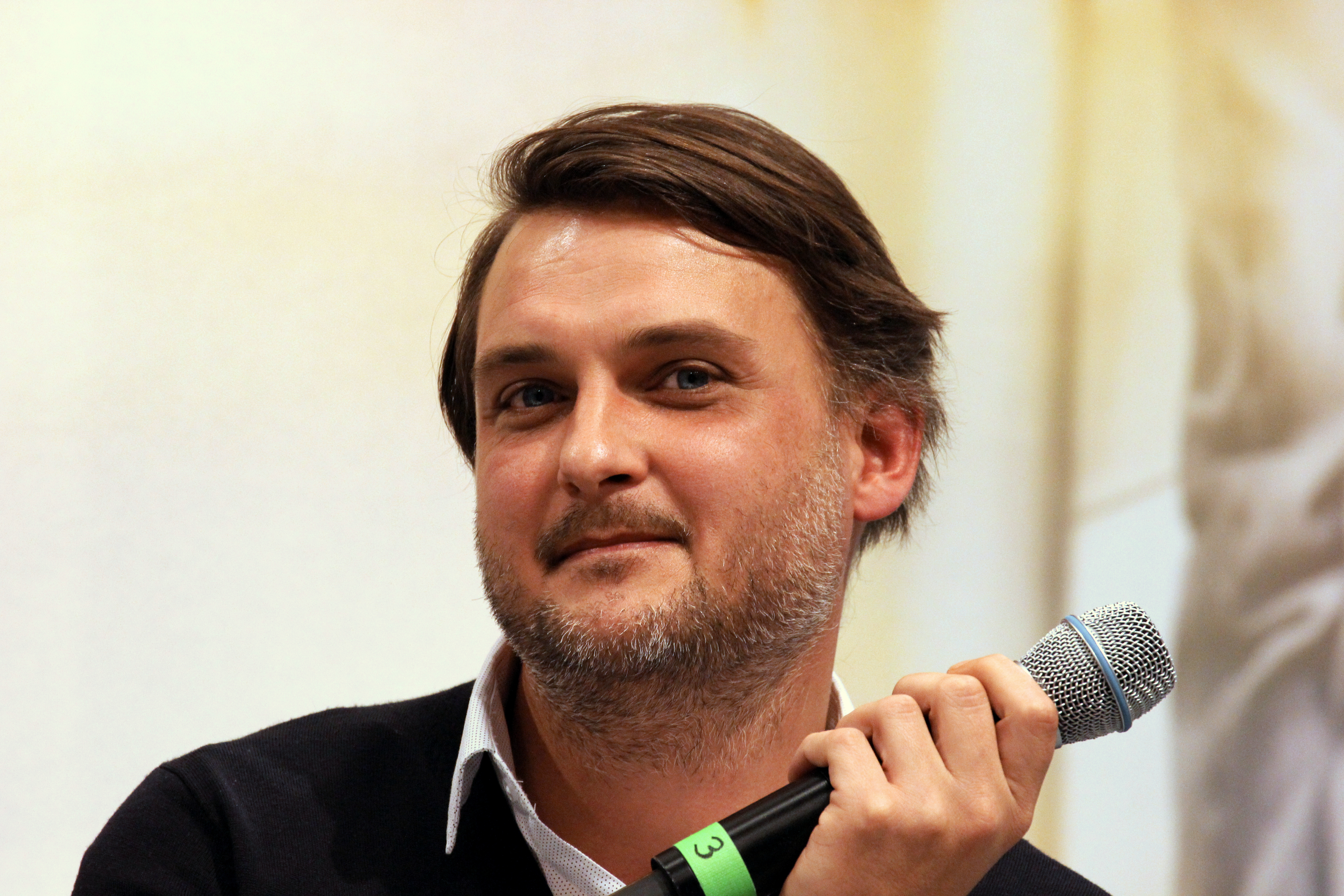
Tilman Rammstedt (* 1975)

- Rammung, Matthias von (1417–1478), deutscher Bischof
- Rammung, Ursula von († 1502), Dame des Kraichgauer Adels

### Ramn
- Ramnek, Hugo (* 1960), österreichischer Schriftsteller, Schauspieler und Theaterpädagoge
- Ramnulf I. († 866), Graf von Poitou, Abt von Saint-Hilaire-de-Poitiers
- Ramnulf II. († 890), Graf von Poitou und Herzog von Aquitanien

### Ramo
- Ramo (* 1993), deutscher Rapper
- Rämö, Karri (* 1986), finnischer Eishockeytorwart
- Ramo, Simon (1913–2016), US-amerikanischer Physiker, Ingenieur und Unternehmer
- Ramoin, Tony (* 1988), französischer Snowboarder
- Ramolo, Rosario Pio (* 1952), italienischer Priester, Bischof von Goré
- Ramón (* 1998), norwegischer Sänger
- Ramón Casas, Fernando Enrique (* 1966), spanischer römisch-katholischer Geistlicher, Weihbischof in Valencia
- Ramón Miani, Elmer Osmar (1933–2014), argentinischer Geistlicher, römisch-katholischer Bischof von Catamarca
- Ramón Osni Moreira Lage (* 1988), brasilianischer Fußballspieler
- Ramon Tanque (* 1998), brasilianischer Fußballspieler
- Ramón y Cajal, Santiago (1852–1934), spanischer Mediziner und Nobelpreisträger für Medizin 1906
- Ramon, Albert (1920–1993), belgischer Radrennfahrer
- Ramon, Chaim (* 1950), israelischer Politiker der Kadima-Partei
- Ramón, Domingo (* 1958), spanischer Hindernisläufer
- Ramon, Gaston (1886–1963), französischer Mediziner
- Ramon, Ilan (1954–2003), israelischer AstronautIlan Ramon (1954–2003)

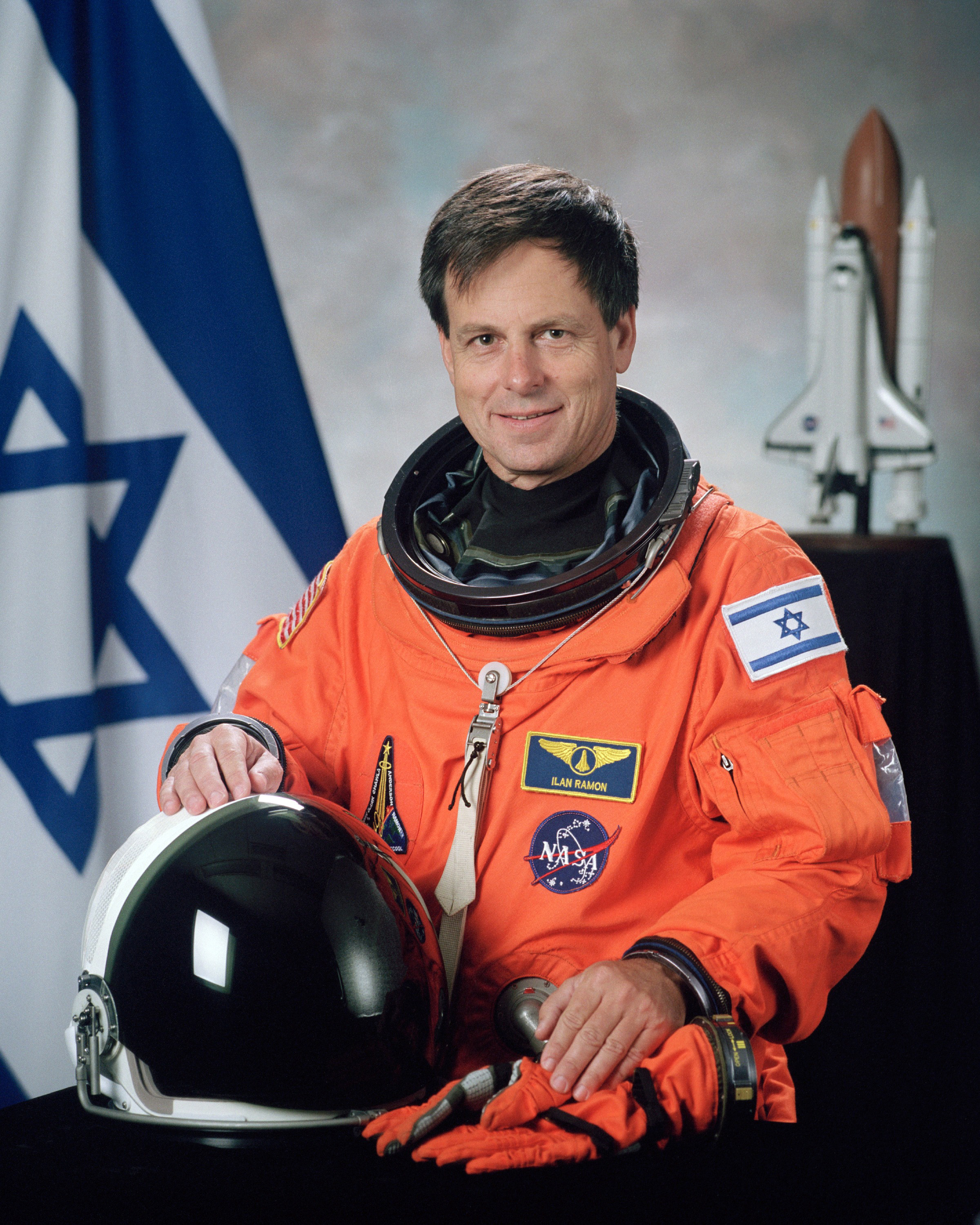
Ilan Ramon (1954–2003)

- Ramón, Jacobo (* 2005), spanischer Fußballspieler
- Ramón, Ofelia (1924–2014), venezolanische Sängerin
- Ramonas, Gintaras (1962–1997), litauischer Politiker, Mitglied des Seimas
- Ramonas, Jonas (* 1960), litauischer Politiker, Mitglied des Seimas
- Ramonas, Regimantas (* 1945), litauischer Politiker, Bürgermeister von Biržai
- Ramond, Christian (* 1962), deutscher Jazzbassist
- Ramond, Frank (* 1964), deutsch-französischer Liedtexter, Komponist und Musikproduzent
- Ramond, Pierre (* 1943), US-amerikanischer Physiker
- Ramondino, Fabrizia (1936–2008), italienische Schriftstellerin, Drehbuchautorin, Übersetzerin und Literaturkritikerin
- Ramondt-Hirschmann, Cornelia (1871–1957), niederländische Feministin und Friedensaktivistin
- Ramone, C. J. (* 1965), US-amerikanischer Bassist, Sänger und Gitarrist
- Ramone, Dave, deutscher DJ und Musikproduzent
- Ramone, Dee Dee (1951–2002), amerikanischer Musiker, Bassist bei den Ramones
- Ramone, Joey (1951–2001), US-amerikanischer Punk-MusikerJoey Ramone (1951–2001)

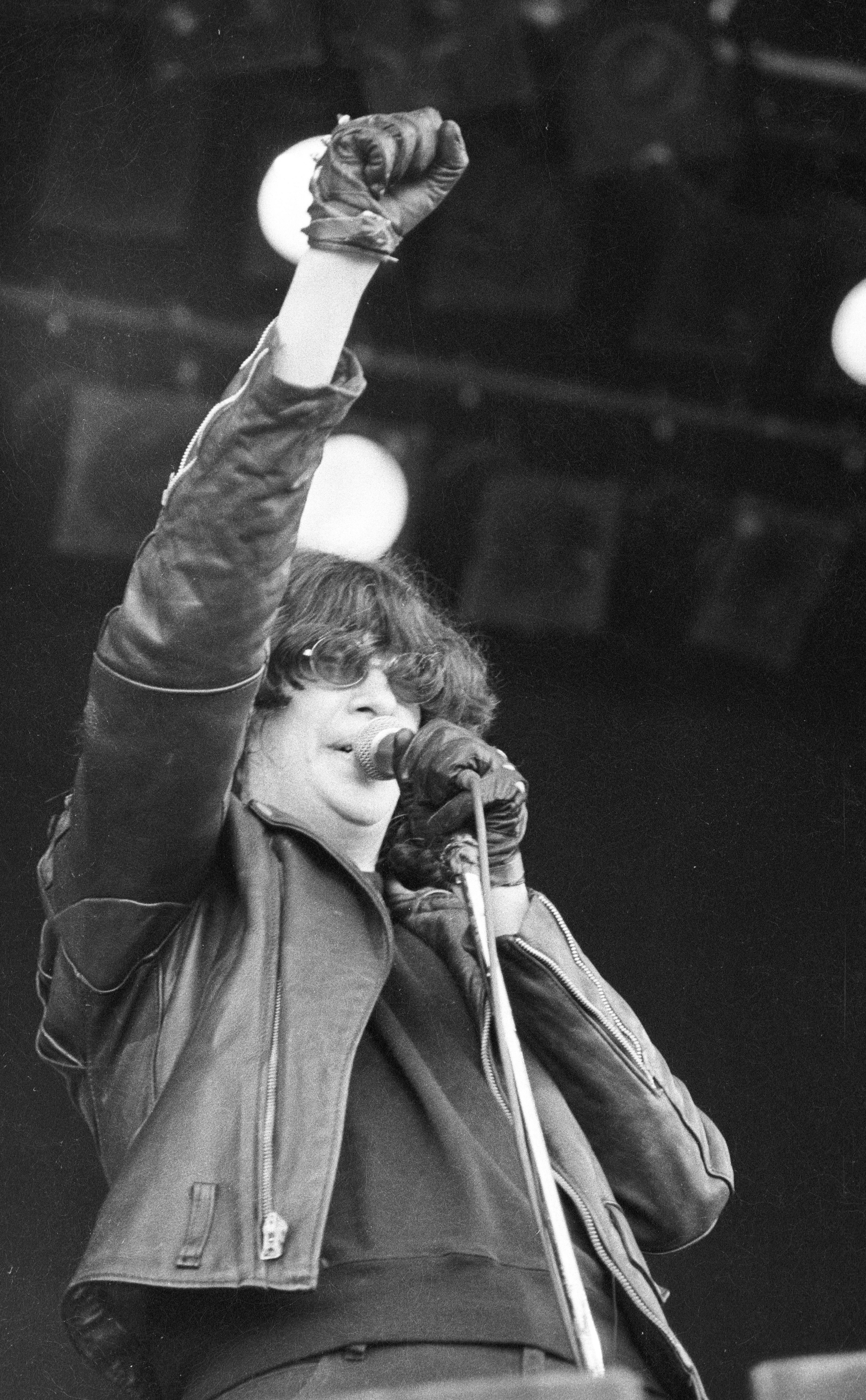
Joey Ramone (1951–2001)

- Ramone, Johnny (1948–2004), US-amerikanischer Gitarrist und Gründungsmitglied der Ramones
- Ramone, Marky (* 1952), US-amerikanischer Schlagzeuger der Ramones
- Ramone, Phil (1934–2013), US-amerikanischer Geiger, Komponist, Tonmeister und innovativer Musikproduzent
- Ramone, Richie (* 1957), US-amerikanischer Schlagzeuger bei den Ramones
- Ramone, Tommy (1949–2014), US-amerikanischer Musiker, Schlagzeuger der RamonesTommy Ramone (1949–2014)

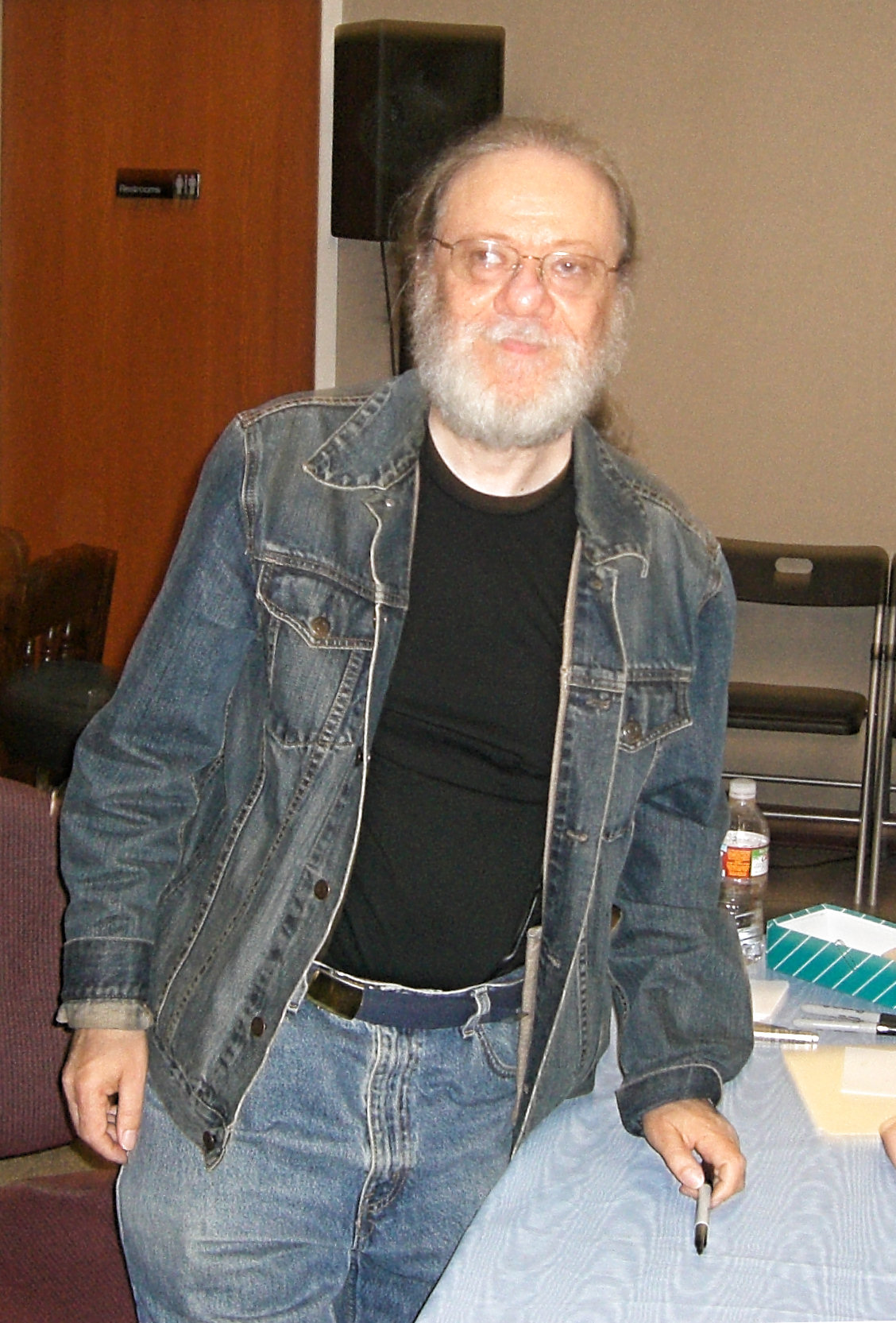
Tommy Ramone (1949–2014)

- Ramones, Adal (* 1961), mexikanischer Fernsehmoderator und -produzent, Regisseur und Komiker
- Ramonet, Édouard (1909–1980), französischer Politiker, Mitglied der Nationalversammlung und Senator
- Ramonet, Ignacio (* 1943), spanischer Journalist und Medienwissenschaftler
- Ramonienė, Jolanta, litauische Politikerin, Vizeministerin
- Ramonow, Soslan Ljudwikowitsch (* 1991), russischer Ringer
- Ramorino, Girolamo (1792–1849), italienischer General in französischen und polnischen Diensten
- Ramos Allup, Henry (* 1943), venezolanischer Politiker
- Ramos Camarero, Juan (1944–2011), spanischer kommunistischer Politiker
- Ramos de Pareja, Bartolomé, spanischer Musiktheoretiker
- Ramos Delgado, José (1935–2010), argentinischer Fußballspieler und -manager
- Ramos Ferreira, Victor (* 1989), brasilianischer Fußballspieler
- Ramos Maldonado, Luis Rosendo (* 1957), mexikanischer Radrennfahrer
- Ramos Martínez, Alfredo (1871–1946), mexikanischer Künstler
- Ramos Martínez, Manuel (* 1947), chilenischer Schriftsteller, Dichter, Maler und Ehrenmitglied des Chilenischen Schriftstellerverbandes
- Ramos Mejía, José María († 1914), argentinischer Historiker, Soziologe, Psychiater und Politiker
- Ramos Mencia, Irene (* 2005), spanische Volleyballspielerin
- Ramos Morales, Eusebio (* 1952), puerto-ricanischer Geistlicher, römisch-katholischer Bischof von Caguas
- Ramos Pérez, Luis Fernando (* 1959), chilenischer Geistlicher und römisch-katholischer Erzbischof von Puerto Montt
- Ramos Rivas, Carlos (* 1959), venezolanischer Politiker und Abgeordneter
- Ramos Salazar, Efrén (1939–2005), mexikanischer Geistlicher, Bischof von Chilpancingo-Chilapa
- Ramos Samuel, Alexandre (* 1970), brasilianischer Volleyball- und Beachvolleyballspieler
- Ramos Sucre, José Antonio (1890–1930), venezolanischer Lyriker und Diplomat
- Ramos Tello, Jorge († 2021), mexikanischer Fußballspieler
- Ramos Viñolas, Albert (* 1988), spanischer Tennisspieler
- Ramos, Adjakson (* 2002), são-toméischer Fußballspieler
- Ramos, Adrián (* 1986), kolumbianischer FußballspielerAdrián Ramos (* 1986)

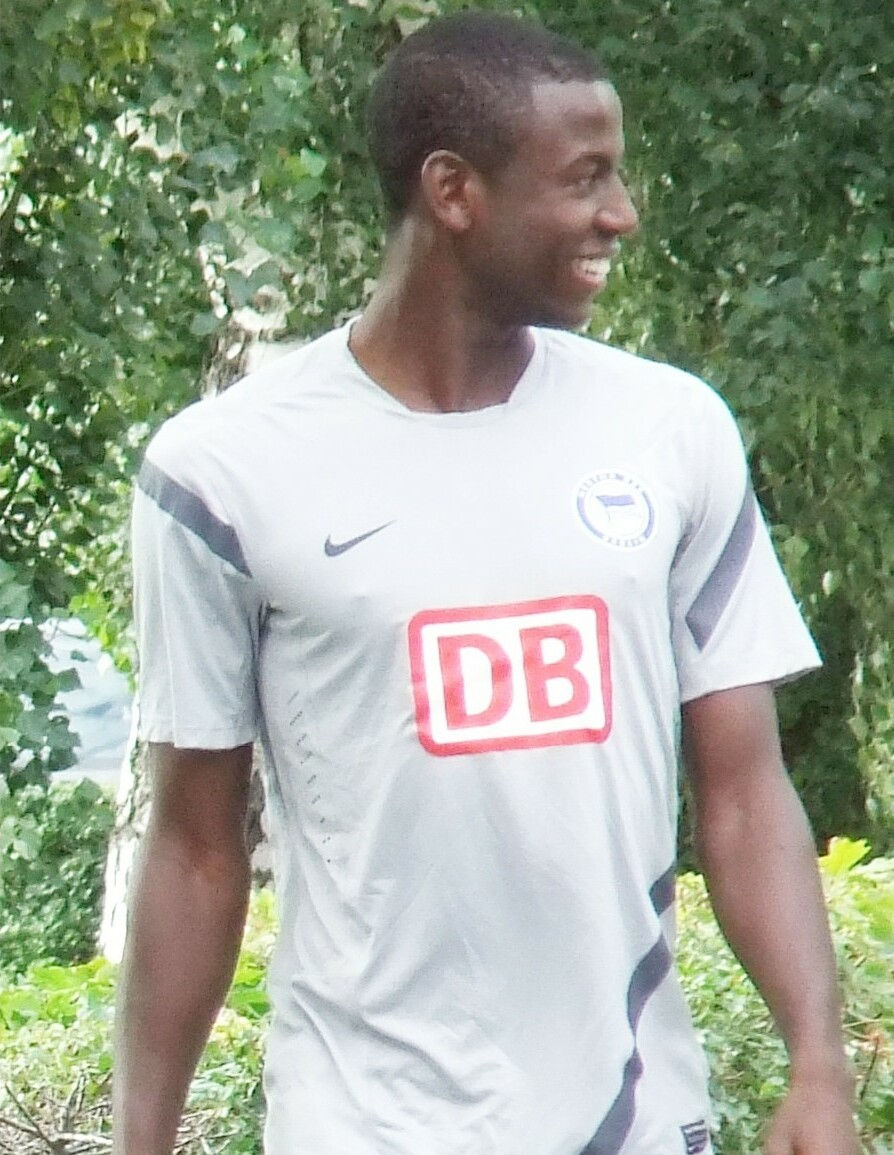
Adrián Ramos (* 1986)

- Ramos, Agostinho Alves († 1853), portugiesisch-brasilianischer Politiker
- Ramos, Alberto Gaudêncio (1915–1991), brasilianischer Geistlicher und römisch-katholischer Erzbischof von Belém do Pará
- Ramos, Alejandra (* 1958), chilenische Mittelstreckenläuferin
- Ramos, Alfredo (1924–2012), brasilianischer Fußballspieler und -trainer
- Ramos, Álvaro (* 1950), uruguayischer Politiker
- Ramos, Álvaro (* 1992), chilenischer Fußballspieler
- Ramos, Américo (* 1957), são-toméischer Politiker
- Ramos, Ángel, mexikanischer Fußballspieler
- Ramos, Anthony (* 1991), US-amerikanischer Schauspieler und SängerAnthony Ramos (* 1991)

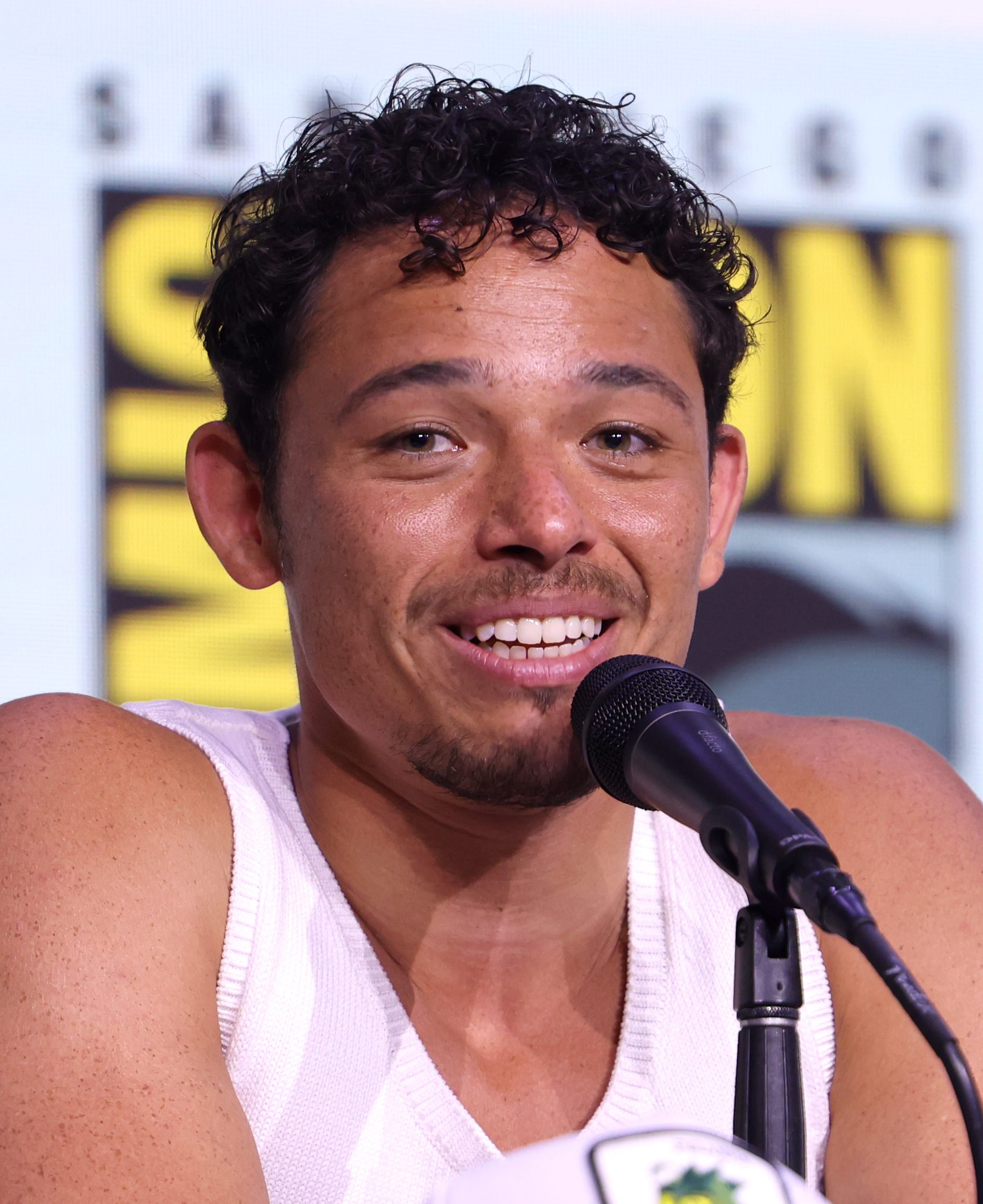
Anthony Ramos (* 1991)

- Ramos, António Manuel Moiteiro (* 1956), portugiesischer Geistlicher, römisch-katholischer Bischof von Aveiro
- Ramos, Arthur (1903–1949), brasilianischer Ethnologe, Anthropologe und Sozialpsychologe
- Ramos, Beverly (* 1987), puerto-ricanische Leichtathletin
- Ramos, Carlos (1907–1969), portugiesischer Fado-Sänger
- Ramos, Carlos (* 1958), chilenischer Fußballspieler
- Ramos, Cássio (* 1987), brasilianischer Fußballspieler
- Ramos, César (* 1989), brasilianischer Rennfahrer
- Ramos, César Arturo (* 1983), mexikanischer Fußballschiedsrichter
- Ramos, Christian (* 1988), peruanischer Fußballspieler
- Ramos, Cláudio (* 1973), portugiesischer Fernsehmoderator und Schauspieler, Radiomoderator und Schriftsteller
- Ramos, Cláudio (* 1991), portugiesischer Fußballtorwart
- Ramos, Diego (* 1972), argentinischer Schauspieler
- Ramos, Domingos (1935–1966), guinea-bissauischer Widerstandskämpfer der PAIGC
- Ramos, Edu (* 1992), spanischer Fußballspieler
- Ramos, Eduardo (* 1949), mexikanischer Fußballspieler
- Ramos, Élodie (* 1983), französische Fußballspielerin
- Ramos, Emilio (* 1935), spanischer Bogenschütze
- Ramos, Fabiola (* 1977), venezolanische Tischtennisspielerin

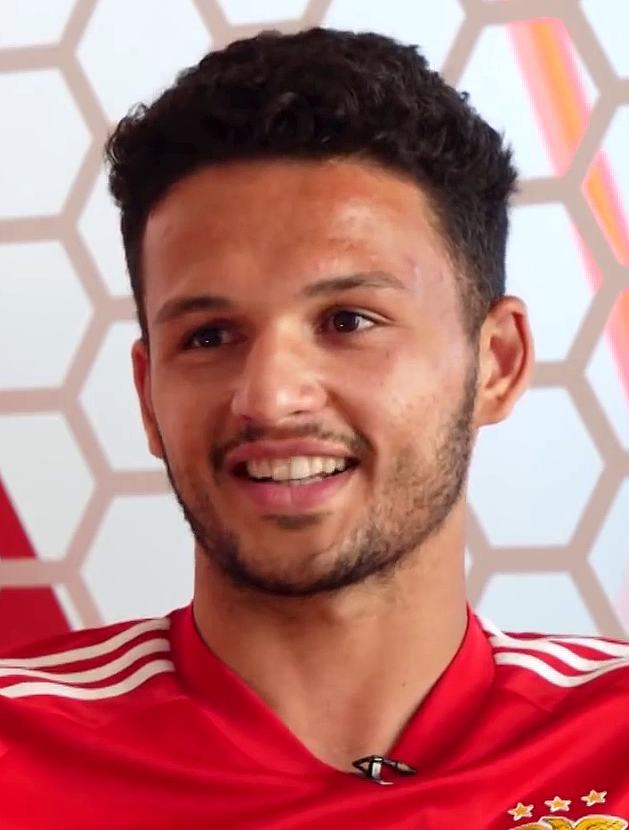
Gonçalo Ramos (* 2001)

- Ramos, Federico (* 1991), uruguayischer Fußballspieler
- Ramos, Felipe (* 1983), brasilianischer Pokerspieler
- Ramos, Fidel (1928–2022), philippinischer Präsident
- Ramos, Florencio (* 1977), mexikanischer Straßenradrennfahrer
- Ramos, Gonçalo (* 2001), portugiesischer FußballspielerGonçalo Ramos (* 2001)
- Ramos, Gonzalo (* 1991), uruguayischer Fußballspieler
- Ramos, Graciliano (1892–1953), brasilianischer Autor und Erzähler
- Ramos, Guilherme (* 1997), portugiesischer FußballspielerGuilherme Ramos (* 1997)

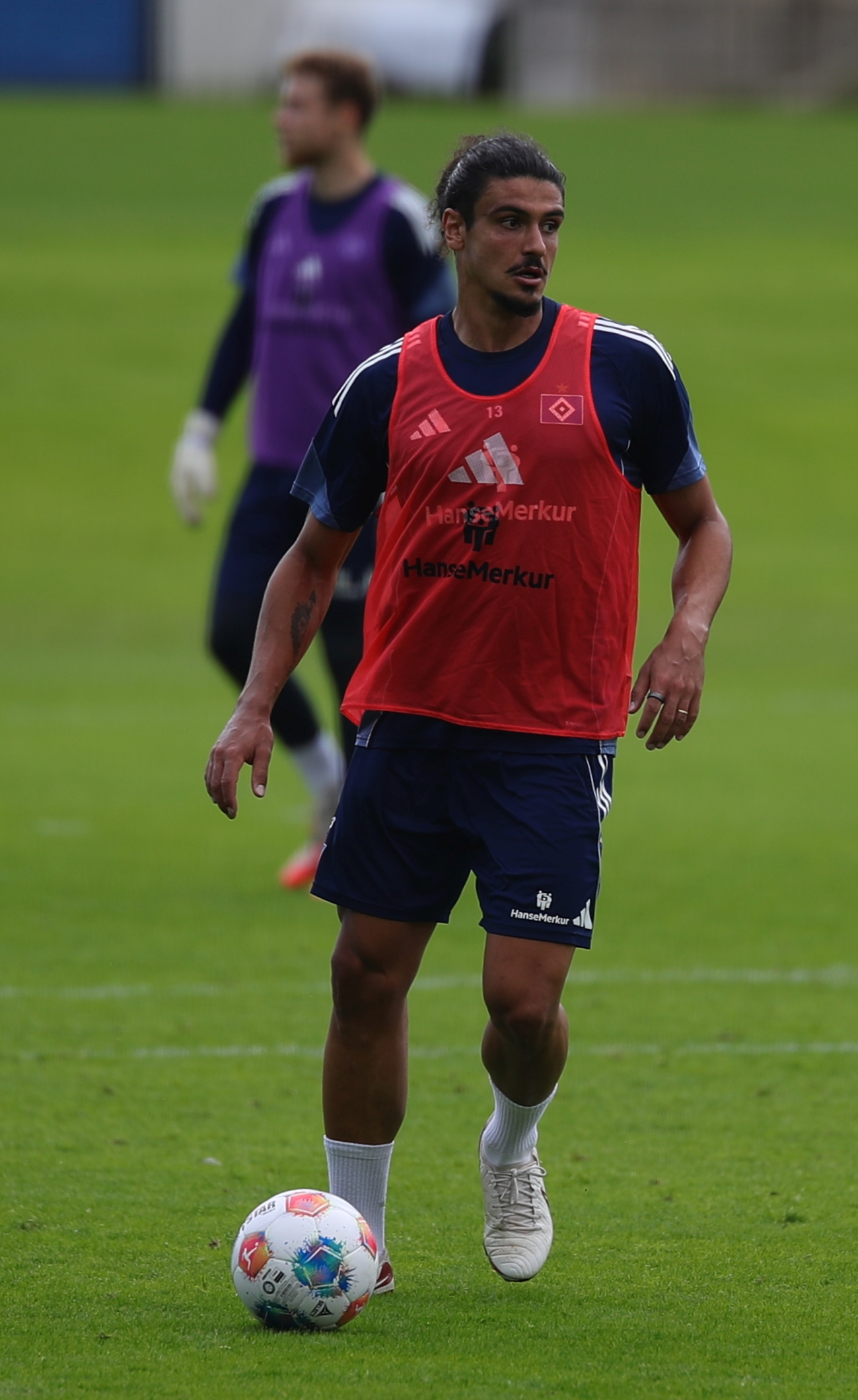
Guilherme Ramos (* 1997)

- Ramos, Guy (* 1985), kap-verdischer Fußballspieler
- Ramos, Héctor Omar (* 1936), uruguayischer Fußballspieler
- Ramos, Hipólito (* 1956), kubanischer Boxer
- Ramos, Humberto (* 1970), mexikanischer Comiczeichner
- Ramos, Iñaki (* 2005), argentinischer Volleyballspieler
- Ramos, Jesús (* 1996), spanischer Langstreckenläufer
- Ramos, Joana (* 1982), portugiesische Judoka
- Ramos, Jorge Leitão (* 1952), portugiesischer Filmkritiker und -historiker
- Ramos, José Antonio (1969–2008), spanischer Musiker
- Ramos, José Ortiz (1911–2009), mexikanischer Kameramann
- Ramos, Joshua (* 2000), US-amerikanischer Fußballspieler (Amerikanische Jungferninseln)
- Ramos, Juan (* 1996), uruguayischer Fußballspieler
- Ramos, Juande (* 1954), spanischer Fußballtrainer
- Ramos, Kid (* 1959), US-amerikanischer Bluesrockgitarrist
- Ramos, Kleber (* 1985), brasilianischer Radrennfahrer
- Ramos, Laura Alexandra, US-amerikanische Filmschauspielerin
- Ramos, Leandro (* 2000), portugiesischer Speerwerfer
- Ramos, Leonardo (* 1969), uruguayischer Fußballspieler und Trainer
- Ramos, Luis (1939–2021), uruguayischer Fußballspieler
- Ramos, Luis Alberto (* 1953), argentinischer Fußballspieler
- Ramos, Luis Gregorio (* 1953), spanischer Kanute
- Ramos, Luisel († 2006), uruguayisches Model
- Ramos, Mando (1948–2008), US-amerikanischer Boxer
- Ramos, Manuel (* 2002), Skirennläufer
- Ramos, Marcelo (* 1973), brasilianischer Fußballspieler
- Ramos, Marco (* 1983), portugiesischer Fußballspieler
- Ramos, Maria (* 1959), portugiesische Managerin
- Ramos, Marin (* 1988), mexikanischer Eishockeyspieler
- Ramos, Mario (* 1973), spanischer Schauspieler
- Ramos, Maurício (* 1985), brasilianischer Fußballspieler
- Ramos, Mauro (1930–2002), brasilianischer Fußballspieler
- Ramos, Mel (1935–2018), US-amerikanischer KünstlerMel Ramos (1935–2018)

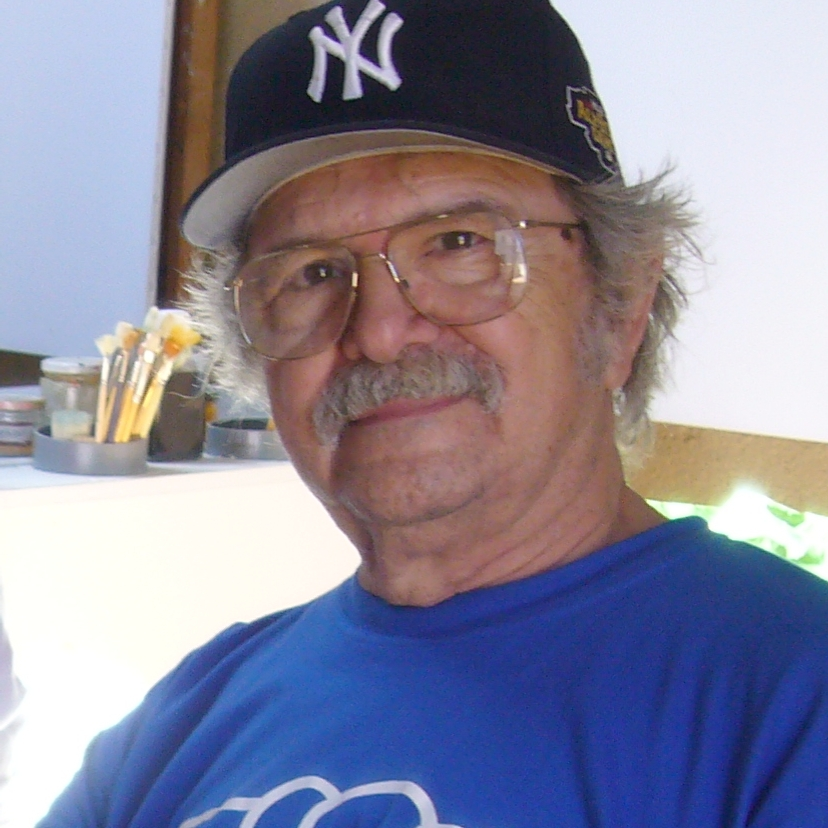
Mel Ramos (1935–2018)

- Ramos, Melba, US-amerikanische Opernsängerin (Sopran)
- Ramos, Miguel (* 1971), portugiesischer Automobilrennfahrer
- Ramos, Nathalia (* 1992), spanische Schauspielerin
- Ramos, Nereu (1888–1958), brasilianischer Politiker
- Ramos, Olga (1918–2005), spanische Chansonsängerin
- Ramos, Oscar, uruguayischer Diplomat
- Ramos, Pablo (* 1966), argentinischer Schriftsteller und Musiker
- Ramos, Pericles de Oliveira (* 1975), brasilianischer Fußballspieler
- Ramos, Philippe (* 1964), französischer Regisseur, Filmeditor und Drehbuchautor
- Ramos, Rafael (1911–1985), spanisch-französischer Radrennfahrer
- Ramos, Rhian (* 1990), philippinische Schauspielerin
- Ramos, Rico (* 1987), US-amerikanischer Boxer puerto-ricanischer Abstammung im Superbantamgewicht
- Ramos, Roque Fernandes dos (* 1998), são-toméischer Kanute
- Ramos, Ruy (* 1957), brasilianisch-japanischer Fußballspieler
- Ramos, Sarah (* 1991), US-amerikanische Schauspielerin
- Ramos, Saulo (1929–2013), brasilianischer Jurist und Hochschullehrer
- Ramos, Sergio (* 1986), spanischer FußballspielerSergio Ramos (* 1986)

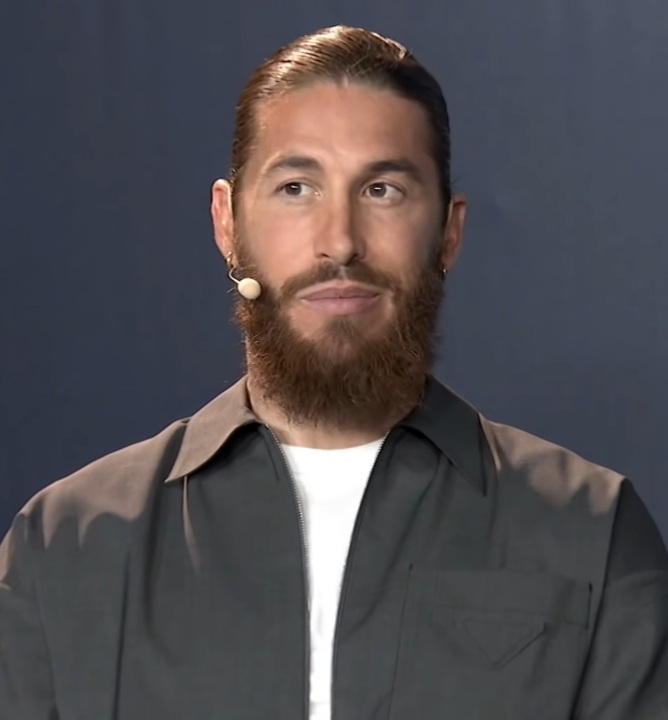
Sergio Ramos (* 1986)

- Ramos, Sugar (1941–2017), kubanischer Boxer im Federgewicht
- Ramos, Tab (* 1966), US-amerikanischer Fußballspieler
- Ramos, Telésforo (1955–2010), peruanischer Politiker
- Ramos, Thomas (* 1995), französischer Rugby-Union-Spieler
- Ramos, Toninho (1942–2023), brasilianischer Musiker (Gitarre)
- Ramos, Tyronne Gustavo del Pino (* 1991), spanischer Fußballspieler
- Ramos, Ulises (1919–2002), chilenischer Fußballspieler
- Ramos, Venancio (* 1959), uruguayischer Fußballspieler
- Ramos, Victor (* 1970), osttimoresischer Boxer und Olympiateilnehmer
- Ramos, Will (* 1994), US-amerikanischer Metal-SängerWill Ramos (* 1994)

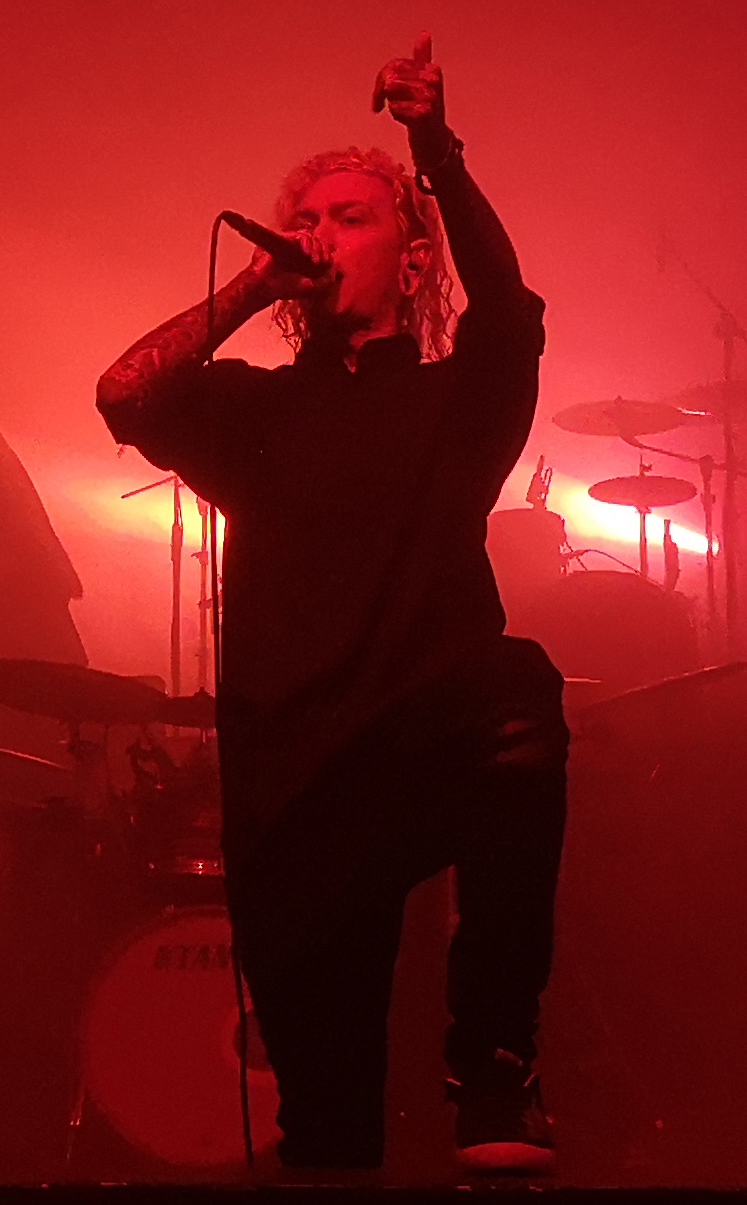
Will Ramos (* 1994)

- Ramos-Horta, José (* 1949), osttimoresischer Politiker
- Ramos-Izquierdo, Eduardo (* 1951), mexikanischer Dichter, Schriftsteller und Akademiker
- Ramosaj, Argjentina (* 1990), kosovarische Popsängerin und Songwriterin
- Ramose, altägyptischer General
- Ramose, Vater des Senenmut
- Ramose, Wesir unter König Amenophis III.
- Ramoser, Florian (* 1979), italienischer Eishockeyspieler
- Ramoser, Joachim (* 1995), italienischer Eishockeyspieler
- Ramoser, Roland (* 1972), italienischer Eishockeyspieler
- Ramoška, Romualdas, litauischer Politiker und Diplomat
- Ramoškienė, Genovaitė (* 1945), sowjetische Ruderin
- Ramota, Christian (* 1973), deutscher Handballspieler
- Ramota, Maximilian (* 1977), deutscher Handballspieler und -trainer
- Ramotar, Donald (* 1950), guyanischer Politiker
- Ramothe, Cédric (* 1989), französischer Radrennfahrer aus Guadeloupe
- Ramotshabi, Joseph (* 1962), botswanischer Mittelstreckenläufer
- Ramoul, Akim (* 1986), niederländischer Eishockeyspieler
- Ramousse, Yves (1928–2021), französischer römisch-katholischer Ordensgeistlicher, Apostolischer Vikar von Phnom-Penh
- Ramouz, Boshra (* 1998), iranische Leichtathletin
- Ramović, Džejla (* 2002), bosnisch-herzegowinische Sängerin
- Ramović, Sead (* 1979), bosnisch-herzegowinischer Fußballtorhüter
- Ramovš, Darko (* 1973), serbischer Fußballspieler
- Ramovš, Fran (1890–1952), jugoslawischer Linguist und Hochschullehrer
- Ramovš, Jure (* 1993), slowenischer Naturbahnrodler
- Ramovš, Primož (1921–1999), jugoslawischer bzw. slowenischer Komponist, Musikwissenschaftler und Bibliothekar

### Ramp
- Ramp, René (1941–2004), Schweizer Künstler
- Rampa, deutscher DJ und MusikproduzentRampa

Rampa

- Rampa, Franz Konstantin (1837–1888), römisch-katholischer Bischof des Bistums Chur
- Rampa, Lobsang (1910–1981), englischer Schriftsteller
- Rampacher, Hermann von (1854–1933), württembergischer General der Infanterie
- Rampacher, Karl von (1822–1910), württembergischer Oberamtmann
- Rampage (* 1974), US-amerikanischer Rapper
- Rampage, Randy (1960–2018), kanadischer Sänger und BassistRandy Rampage (1960–2018)

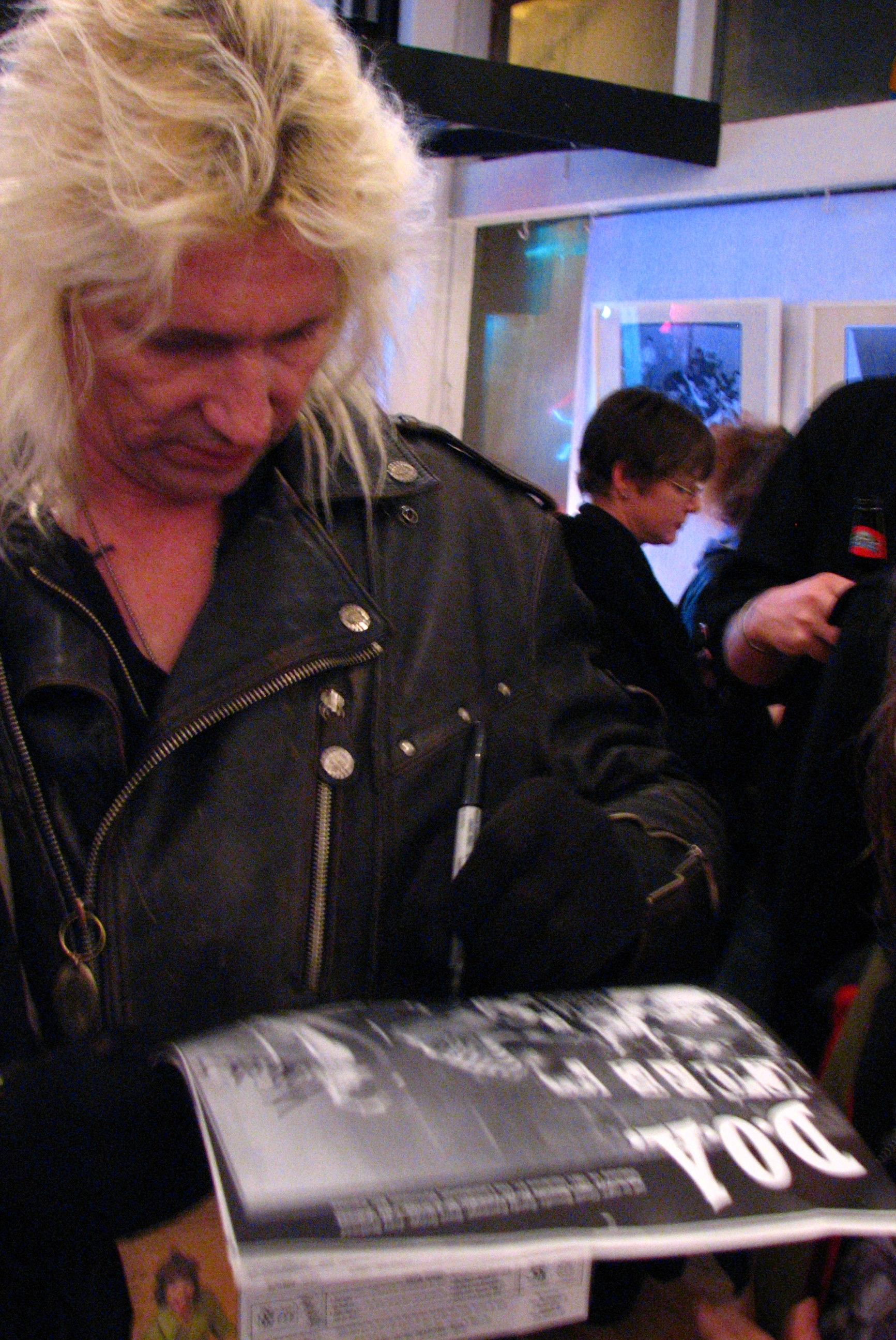
Randy Rampage (1960–2018)

- Rampal, Arjun (* 1972), indischer Schauspieler und Model
- Rampal, Jacques (1944–2015), französischer Dramatiker
- Rampal, Jean-Pierre (1922–2000), französischer Flötist
- Rampal, Joseph (1895–1983), französischer Flötist
- Rampal, Marion (* 1980), französische Sängerin (Jazz, Chanson) und Songwriterin
- Rampalle, Daniel de (1603–1660), französischer Dramatiker und Übersetzer
- Rampe, Micheline, deutsche Autorin, Coach und Therapeutin
- Rampe, Siegbert (1964–2025), deutscher Cembalist, Organist und Pianist
- Rampelberg, Charles (1909–1982), französischer Bahnradsportler
- Rampelberg, Emile (1911–2001), französischer Maler und Textildesigner
- Rampelli, Fabrizio, italienischer Filmschaffender
- Rampelmann, Franz (* 1951), deutscher Schauspieler
- Rampendahl, Heinrich Friedrich Christoph (1822–1891), deutscher Elfenbeinschnitzer und Bildhauer
- Rampendahl, Maria, letzte als Hexe angeklagte Person in Lemgo
- Rampersaud, Nicole (* 1981), kanadische Improvisationsmusikerin (Trompete)
- Rampf, Colett (* 1991), deutsche Duathletin und Triathletin
- Rampf, Hans (1931–2001), deutscher Eishockeyspieler und -trainer
- Rampf, Hans (* 1948), deutscher Politiker (CSU)
- Rampf, Michael von (1825–1901), Bischof von Passau
- Rampf, Sven (* 1971), deutscher Eishockeytorwart
- Rampf, Willy (* 1953), deutscher Rennstalldirektor
- Rampfl, Ludwig Martin (1913–1999), deutscher Maler und Bildhauer
- Ramphadi, Donald (* 1993), südafrikanischer Rollstuhltennisspieler
- Ramphal, Shridath (1928–2024), guyanischer Diplomat, Generalsekretär des Commonwealth
- Ramphele, Mamphela (* 1947), südafrikanische Ärztin, Geschäftsfrau und frühere Gegnerin der Apartheid
- Rampi, Alfredo (1975–1981), italienisches Unfallopfer
- Rampillon, Patrick (* 1955), französischer Fußballspieler
- Rampini, Enrico († 1450), italienischer Geistlicher, Erzbischof von Mailand und Kardinal
- Rampini, Francesco, italienischer Motorradrennfahrer
- Rampini, Giacomo (1680–1760), italienischer Komponist
- Rampl, Dieter (* 1947), deutscher Bankier
- Rampling, Charlotte (* 1946), britische SchauspielerinCharlotte Rampling (* 1946)

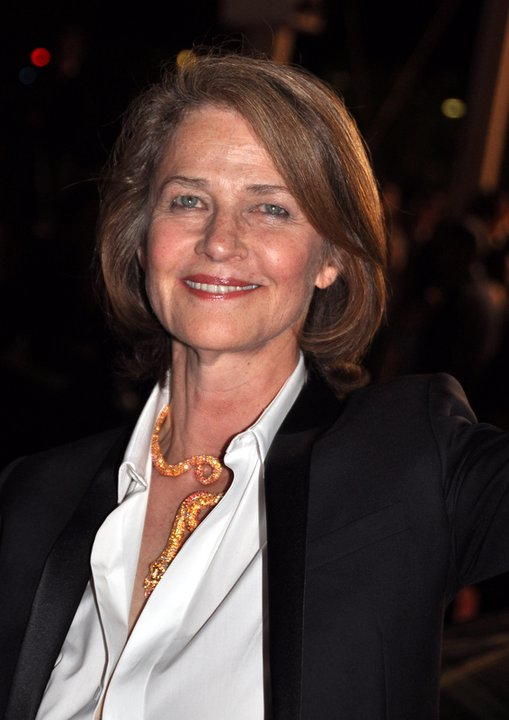
Charlotte Rampling (* 1946)

- Rampling, Godfrey (1909–2009), britischer Leichtathlet
- Rampó, katalanischer Adliger, Graf von Barcelona
- Rampold, Friedrich (1800–1852), deutscher Mediziner
- Rampold, Josef (1925–2007), italienischer Bergsteiger, Journalist, Autor und Heimatkundler (Südtirol)
- Rampold, Paul (1860–1926), deutscher Marineoffizier, zuletzt Konteradmiral, sowie Verbandsfunktionär und Marineattaché
- Rampold, Veronika (* 1964), deutsche Medizinerin und Sachbuchautorin
- Rampolla del Tindaro, Mariano (1843–1913), italienischer Geistlicher, Kardinalstaatssekretär während des Pontifikats Leo XIII.
- Rampollini, Matteo (* 1497), italienischer Komponist der Renaissance
- Rampolokeng, Lesego (* 1965), südafrikanischer Schriftsteller und Musiker
- Ramponi, Giulio (1902–1986), italienischer Autorennfahrer und Techniker
- Ramponi, Salvatore Fernando, italienischer Schauspieler und Filmregisseur
- Ramprakash, Mark (* 1969), englischer Cricketspieler
- Rampre, Petra (* 1980), slowenische Tennisspielerin
- Ramprecht, Felix (* 1992), österreichischer Mittelstreckenläufer
- Rampton, Calvin L. (1913–2007), US-amerikanischer Politiker und Gouverneur von Utah
- Rampue, deutscher Electro/Deep House-DJ, Liveact und Musikproduzent
- Rampulla, Michelangelo (* 1962), italienischer Fußballtorwart
- Rampusch, Maximilian von (1665–1743), preußischer Generalmajor, Chef des Infanterie-Regiments Nr. 43

### Ramq
- Ramqvist, Joel (1909–2001), schwedischer Kanute

### Ramr
- Ramracha, König des Reiches Ayutthaya
- Ramraj, Nithya (* 1998), indische Hürdenläuferin
- Ramraj, Vithya (* 1998), indische Hürdenläuferin

### Rams
- Rams, Dieter (* 1932), deutscher IndustriedesignerDieter Rams (* 1932)

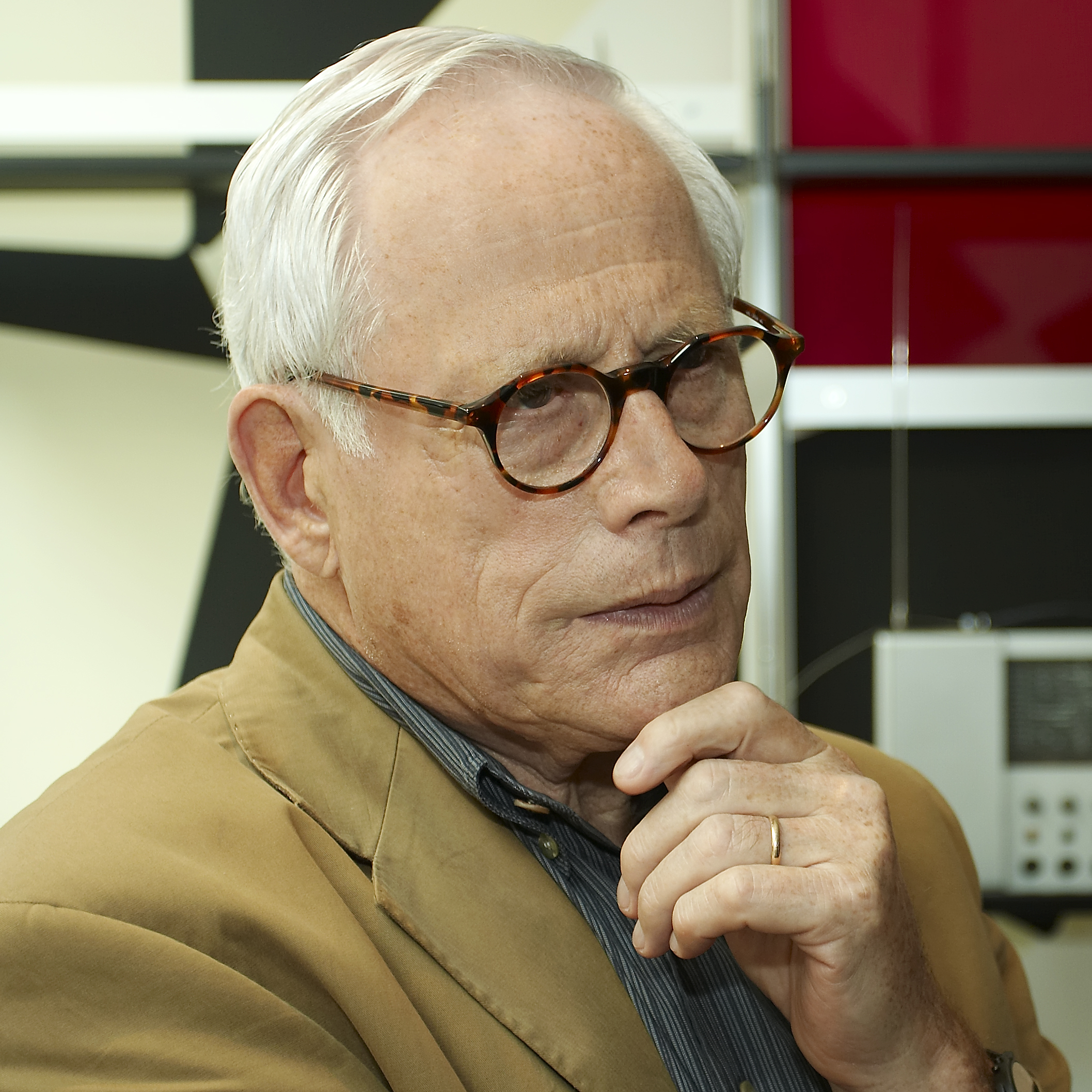
Dieter Rams (* 1932)

- Rams, Richard († 1740), englisch-russischer Schiffbauer
- Rams, Wolfgang (* 1969), deutscher Wirtschaftswissenschaftler und Hochschullehrer
- Ramšak, Robert (* 2006), deutsch-slowenischer Fußballspieler
- Ramsamy, Prega (* 1950), mauritischer Ökonom, Exekutivsekretär der SADC
- Ramsamy, Sam (* 1938), südafrikanischer Sportfunktionär und Antiapartheid-Kämpfer
- Ramsauer, Adrian (* 1959), Schweizer Anwalt, Politiker und Aktivist für die Rechte Homosexueller
- Ramsauer, Bertha (1884–1947), deutsche Pädagogin
- Ramsauer, Birgit (* 1962), deutsche bildende Künstlerin
- Ramsauer, Carl (1879–1955), deutscher Physiker
- Ramsauer, Dieter (1939–2021), deutscher Ingenieur
- Ramsauer, Gottfried (1827–1904), deutscher Lehrer, zuletzt Geheimer Oberschulrat, und Prinzenerzieher
- Ramsauer, Günther (* 1949), deutscher Politiker (SPD), MdL
- Ramsauer, Helene (1905–2001), deutsche evangelische Religionspädagogin
- Ramsauer, Jan (* 1975), Schweizer Radrennfahrer
- Ramsauer, Johann Georg (1795–1874), österreichischer Bergwerksbeamter (Hallstatt), Prähistoriker
- Ramsauer, Johannes (1790–1848), Schweizer Pestalozzi-Schüler, Prinzenerzieher und Lehrer
- Ramsauer, Johannes (1832–1918), deutscher evangelischer Pfarrer, Oberkirchenrat
- Ramsauer, Joseph (1905–1976), österreichischer Komponist und Musikpädagoge
- Ramsauer, Leopold (1874–1916), österreichischer Architekt
- Ramsauer, Michael (* 1970), deutscher Maler
- Ramsauer, Michael (* 1974), deutscher Filmregisseur und Drehbuchautor
- Ramsauer, Patrik (* 1970), Schweizer Fussballspieler
- Ramsauer, Peter (* 1954), deutscher Politiker (CSU), MdBPeter Ramsauer (* 1954)

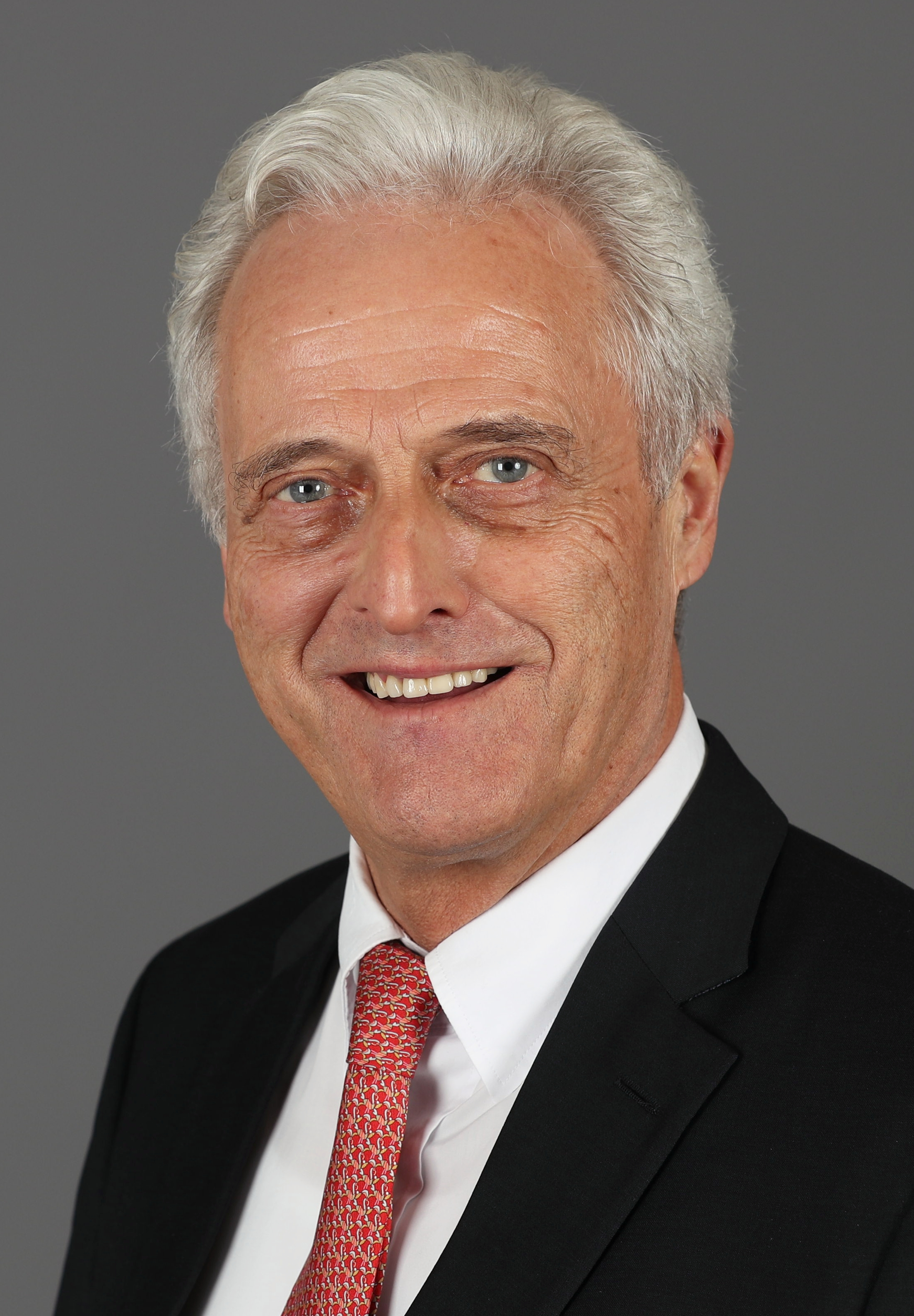
Peter Ramsauer (* 1954)

- Ramsauer, Petra (* 1969), österreichische Politikwissenschaftlerin, Journalistin und Autorin
- Ramsauer, Rembert (1910–1955), deutscher Wissenschaftshistoriker
- Ramsauer, Sigbert (1909–1991), österreichischer SS-Arzt in Konzentrationslagern
- Ramsauer, Ulrich (* 1948), deutscher Jurist
- Ramsauer, Wolfgang (1913–1999), deutscher Landrat
- Ramsay, Alexander, schottischer Adliger und Militär
- Ramsay, Alison (* 1959), britische Feldhockeyspielerin
- Ramsay, Allan (1686–1758), Dichter und Buchhändler
- Ramsay, Allan (1713–1784), schottischer Porträtist und Hofmaler von Georg III.
- Ramsay, Andrew (1814–1891), schottischer Geologe
- Ramsay, Andrew Michael (1686–1743), schottischer Schriftsteller
- Ramsay, Anne (* 1960), US-amerikanische Schauspielerin
- Ramsay, Archibald Maule (1894–1955), britischer Politiker, Mitglied des House of Commons
- Ramsay, Arthur, 14. Earl of Dalhousie (1878–1928), schottischer Peer und Offizier
- Ramsay, Beattie (1895–1952), kanadischer Eishockeyspieler, -trainer und -schiedsrichter
- Ramsay, Bertram (1883–1945), britischer AdmiralBertram Ramsay (1883–1945)

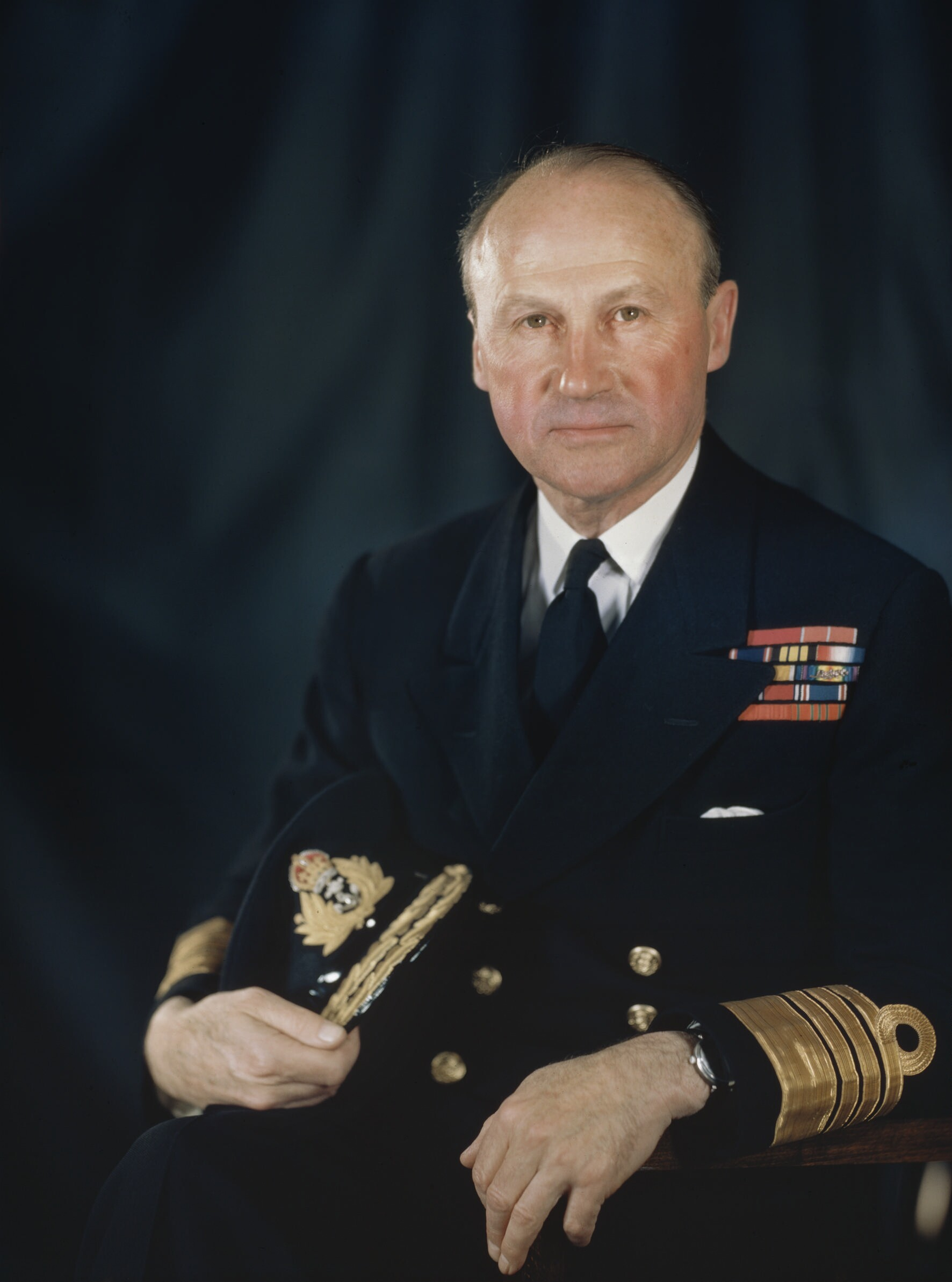
Bertram Ramsay (1883–1945)

- Ramsay, Bill (1929–2024), US-amerikanischer Jazzmusiker (Alt-, Tenor- und Baritonsaxophon, Klarinette, Bassklarinette), Arrangeur und Bigband-Leader
- Ramsay, Bob (1865–1910), schottischer Fußballspieler
- Ramsay, Calvin (* 2003), schottischer Fußballspieler
- Ramsay, Charles Aloysius, schottischer Stenograf, Übersetzer und Wandergelehrter
- Ramsay, Charles, 7. Earl of Dalhousie († 1764), britischer Adliger und Offizier
- Ramsay, Craig (* 1951), kanadischer Eishockeyspieler, -trainer und -funktionär
- Ramsay, David, schottischer Uhrmacher
- Ramsay, David (1749–1815), US-amerikanischer Historiker und Politiker

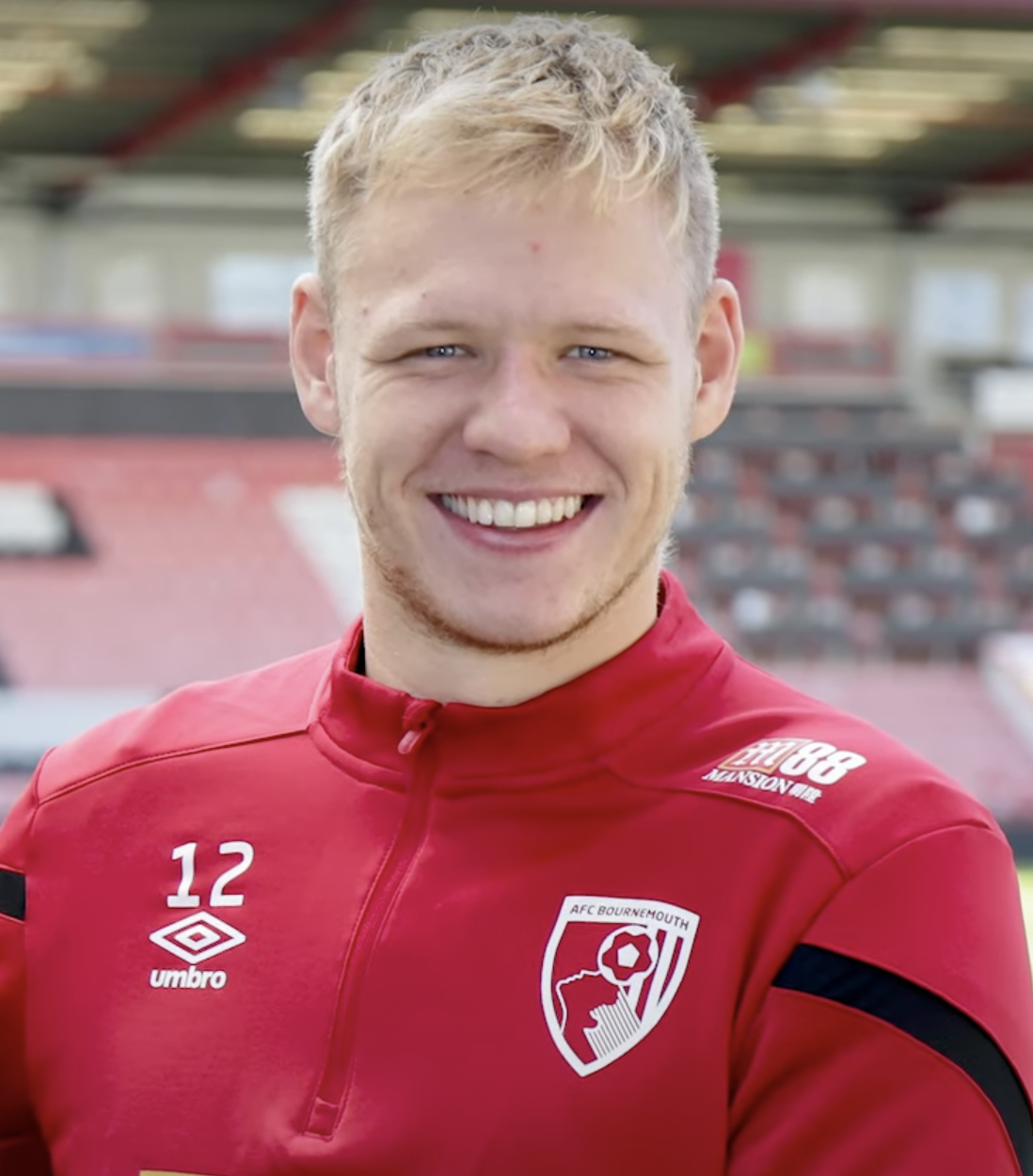
Aaron Ramsdale (* 1998)

- Ramsay, Douglas (1945–1961), US-amerikanischer Eiskunstläufer
- Ramsay, Edward Pierson (1842–1916), australischer Zoologe
- Ramsay, Ella (* 2004), australische Schwimmerin
- Ramsay, George (1855–1935), schottischer Fußballspieler und -trainer
- Ramsay, George, 1. Lord Ramsay of Dalhousie, schottischer Adeliger und Politiker
- Ramsay, George, 12. Earl of Dalhousie (1806–1880), schottisch-britischer Adliger und Marineoffizier
- Ramsay, George, 2. Earl of Dalhousie († 1674), schottischer Adeliger und Politiker
- Ramsay, George, 4. Earl of Dalhousie († 1696), schottischer Adliger
- Ramsay, George, 8. Earl of Dalhousie († 1787), schottischer Adliger und Politiker
- Ramsay, George, 9. Earl of Dalhousie (1770–1838), britischer Peer, Soldat und Kolonialadministrator
- Ramsay, Gordon (* 1966), britischer Koch und Fernseh-EntertainerGordon Ramsay (* 1966)

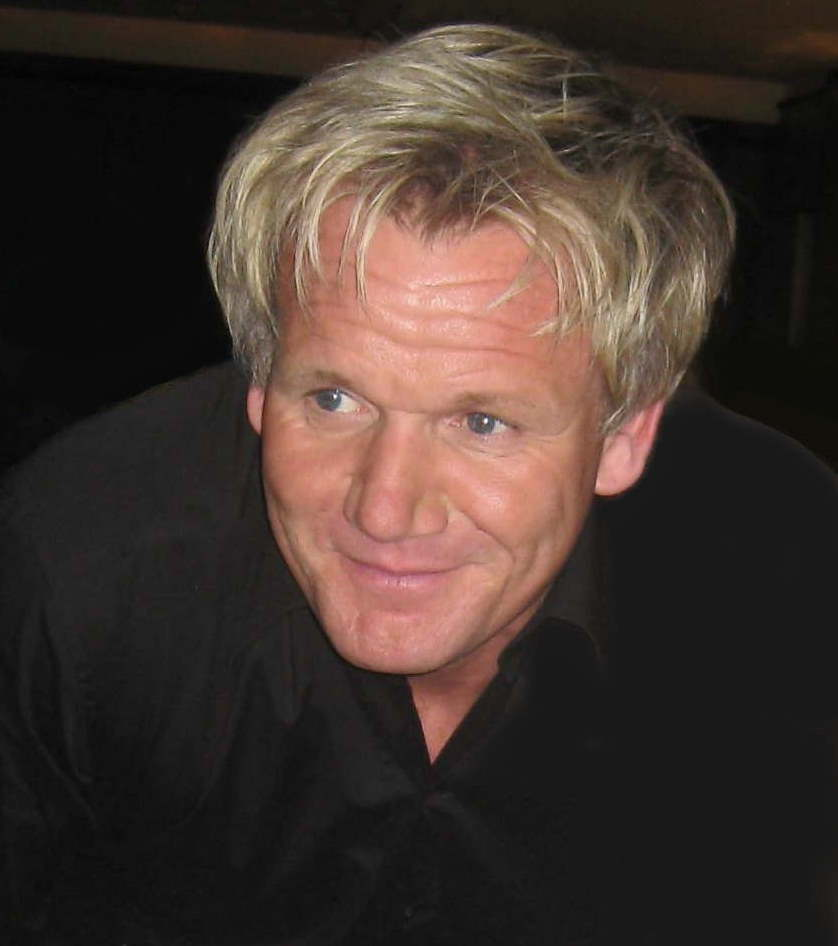
Gordon Ramsay (* 1966)

- Ramsay, Hans von (1862–1938), deutscher Offizier und Forschungsreisender
- Ramsay, Henrik (1886–1951), finnischer Chemiker, Manager und Politiker, Minister
- Ramsay, Iain (* 1988), philippinischer Fußballspieler
- Ramsay, Jack (1925–2014), US-amerikanischer Basketballtrainer und ESPN-Sportkommentator
- Ramsay, Jakob von (1589–1639), deutscher Adliger
- Ramsay, James (1916–1986), australischer Offizier und Politiker
- Ramsay, James Graham (1823–1903), US-amerikanischer Arzt, Plantagenbesitzer und Politiker
- Ramsay, James, 17. Earl of Dalhousie (* 1948), britischer Peer, Investmentbanker und Hofbeamter
- Ramsay, Jamie D., südafrikanischer Kameramann
- Ramsay, John G. (1931–2021), britischer Strukturgeologe
- Ramsay, John, 13. Earl of Dalhousie (1847–1887), schottischer Peer und Politiker
- Ramsay, John, 15. Earl of Dalhousie (1904–1950), britischer Peer und Offizier
- Ramsay, Jully (1865–1919), finnlandschwedische Autorin und Adelsgenealogin
- Ramsay, Lynne (* 1969), schottische Filmregisseurin und DrehbuchautorinLynne Ramsay (* 1969)

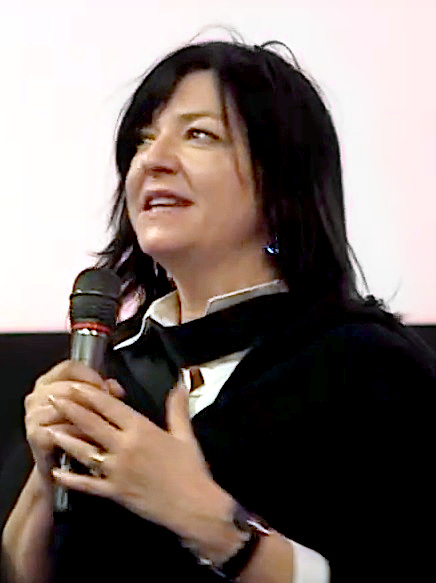
Lynne Ramsay (* 1969)

- Ramsay, Margaret (* 1946), australische Mittelstreckenläuferin und Sprinterin
- Ramsay, Mark F., US-amerikanischer Offizier, Generalleutnant der US Air Force
- Ramsay, Meta, Baroness Ramsay of Cartvale (* 1936), britische Politikerin
- Ramsay, Patrick (1879–1962), britischer Diplomat
- Ramsay, Paul Andrew (* 1955), britischer Botschafter
- Ramsay, Peter de, schottischer Geistlicher
- Ramsay, Rob (* 1986), kanadischer Schauspieler
- Ramsay, Robert Lincoln (1877–1956), US-amerikanischer Politiker
- Ramsay, Ryan (* 1983), kanadischer Eishockeyspieler
- Ramsay, Simon 16. Earl of Dalhousie (1914–1999), schottischer Adliger, Politiker, Mitglied des House of Commons und Landbesitzer
- Ramsay, Tamara (1895–1985), deutsche Kinder- und Jugendbuchautorin und Illustratorin
- Ramsay, Thomas (1877–1956), schottischer Politiker
- Ramsay, Todd (* 1947), US-amerikanischer Filmeditor
- Ramsay, Wilhelm (1865–1928), finnischer Geologe und Mineraloge
- Ramsay, William (1852–1916), schottischer ChemikerWilliam Ramsay (1852–1916)

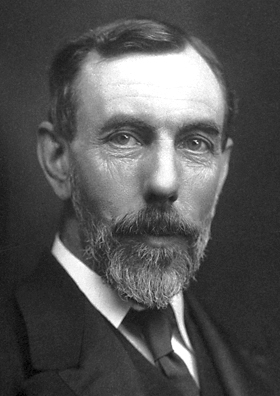
William Ramsay (1852–1916)

- Ramsay, William Mitchell (1851–1939), schottischer Althistoriker, Archäologie und Hochschullehrer
- Ramsay, William, 1. Earl of Dalhousie († 1672), schottischer Politiker und Offizier
- Ramsay, William, 3. Earl of Dalhousie († 1682), schottischer Adliger und Offizier
- Ramsay, William, 5. Earl of Dalhousie († 1710), schottischer Adliger, Offizier und Politiker
- Ramsay, William, 6. Earl of Dalhousie († 1739), schottischer Adliger und Offizier
- Ramsay-Hale, Margaret (* 1966), Richterin in der Karibik
- Ramsayer, Karl (1911–1982), deutscher Geodät
- Ramsbacher, Helena (* 1964), österreichische Politikerin (FPÖ), Abgeordnete zum Nationalrat, Mitglied des Bundesrates
- Ramsbøl, Morten (* 1970), dänischer Jazzmusiker (Kontrabass)
- Ramsbotham, David, Baron Ramsbotham (1934–2022), britischer Politiker und General
- Ramsbotham, Herwald, 1. Viscount Soulbury (1887–1971), britischer Politiker, Mitglied des House of Commons und Generalgouverneur
- Ramsbotham, Peter, 3. Viscount Soulbury (1919–2010), britischer Diplomat
- Ramsbott, Wolfgang (1934–1991), deutscher Filmproduzent
- Ramsbottom, Alan (1936–2023), britischer Radrennfahrer
- Ramsbottom, John (1814–1897), englischer Erfinder
- Ramsbottom, John (1885–1974), britischer Mykologe
- Ramsbrock, Annelie (* 1972), deutsche Historikerin
- Ramsdale, Aaron (* 1998), englischer FußballtorhüterAaron Ramsdale (* 1998)
- Ramsdell, Fred (* 1961), US-amerikanischer Immunologe
- Ramsdell, George A. (1834–1900), US-amerikanischer Politiker und Gouverneur von New Hampshire
- Ramsden, Arnold († 1966), englisch-US-amerikanischer Fußballspieler und -funktionär
- Ramsden, Barney (1917–1976), englischer Fußballspieler
- Ramsden, Denise (* 1990), kanadische Radrennfahrerin
- Ramsden, James (1923–2020), britischer Politiker (Conservative Party), Mitglied des House of Commons
- Ramsden, Jesse (1735–1800), englischer Optiker und Hersteller mathematischer und optischer Instrumente
- Ramsden, Maia (* 2002), neuseeländische Mittelstreckenläuferin
- Ramsden, Matthew (* 1997), australischer Mittelstreckenläufer
- Ramsden, Mel (1944–2024), britischer Konzeptkünstler
- Ramsden, Michael (1947–2016), australischer Maler
- Ramsden, Sydney (1901–1975), australischer Radrennfahrer
- Ramsden, William (1888–1969), britischer Generalmajor
- Ramsebner, Christian (* 1989), österreichischer FußballspielerChristian Ramsebner (* 1989)

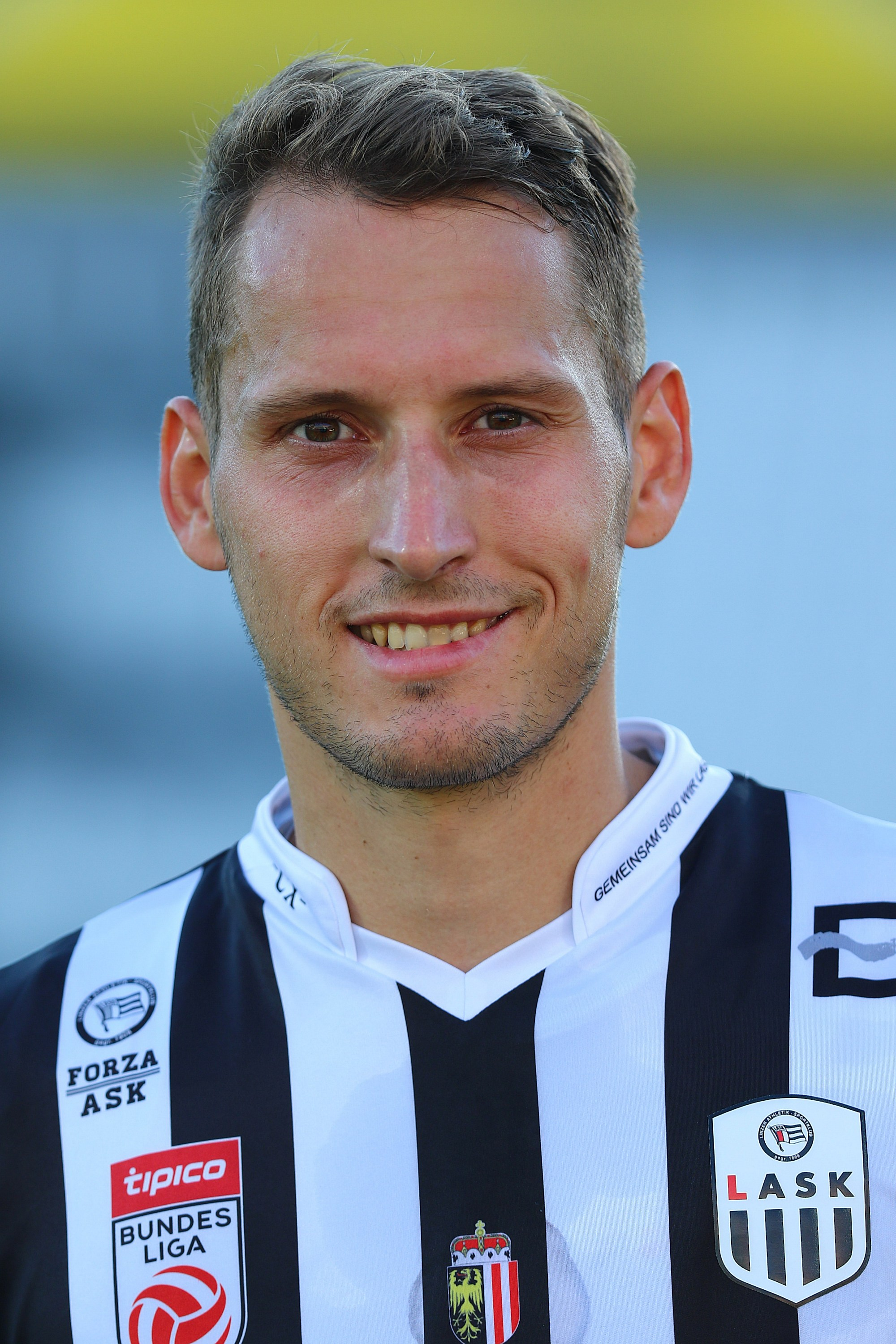
Christian Ramsebner (* 1989)

- Ramsebner, Peter (* 1967), österreichischer Bildhauer und Maler
- Ramseger-Mühle, Karl (1900–1961), deutscher Schriftsteller
- Ramseier, Daniel (* 1963), Schweizer Dressurreiter
- Ramseier, Doris (* 1939), Schweizer Dressurreiterin
- Ramseier, Ernst (1936–2020), Schweizer Maler und Grafiker
- Ramseier, Markus (1955–2019), Schweizer Schriftsteller
- Ramseier, Mikhaïl W. (* 1964), Schweizer Schriftsteller
- Ramseier, Peter (1944–2018), Schweizer Fußballspieler
- Ramseier, Severin (* 1989), Schweizer Handballspieler
- Ramselaar, Bart (* 1996), niederländischer Fußballspieler
- Ramsenthaler, Ramona (* 1958), deutsche Diplompädagogin für Germanistik und Geschichte
- Ramser, Ernst (1894–1963), Schweizer Kulturingenieur
- Ramses, altägyptischer Prinz
- Ramses I., ägyptischer Pharao
- Ramses II. († 1213 v. Chr.), ägyptischer Pharao der 19. DynastieRamses II. († 1213 v. Chr.)

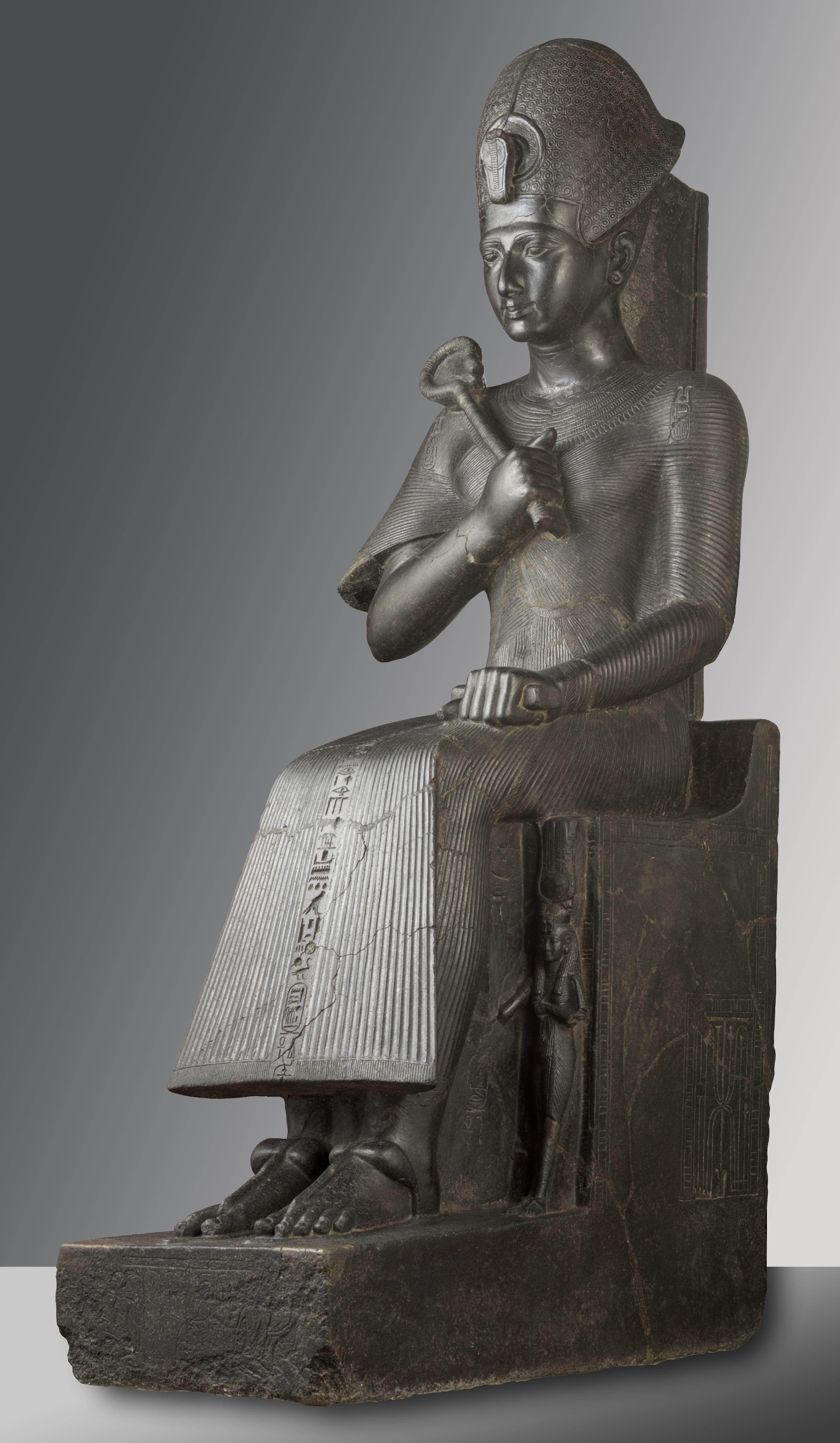
Ramses II. († 1213 v. Chr.)

- Ramses III. († 1156 v. Chr.), ägyptischer Pharao
- Ramses IV. († 1150 v. Chr.), Pharao der 20. Dynastie
- Ramses IX., 8. Pharao der 20. Dynastie
- Ramses Meriatum, Hoherpriester in Heliopolis
- Ramses Userherchepesch, altägyptischer Schatzhausvorsteher der 20. Dynastie
- Ramses V., 4. Pharao der 20. Dynastie
- Ramses VI., 5. Pharao der 20. Dynastie
- Ramses VII., 6. Pharao der 20. Dynastie
- Ramses VIII., 7. Pharao der 20. Dynastie
- Ramses X., Pharao der 20. Dynastie
- Ramses XI., altägyptischer König
- Ramsesnacht, altägyptischer Wesir der 20. Dynastie
- Ramsesnacht, Hohepriester des Amun unter König Ramses IV. bis Ramses IX.
- Ramsey, Aaron (* 1990), walisischer Fußballspieler und -trainerAaron Ramsey (* 1990)

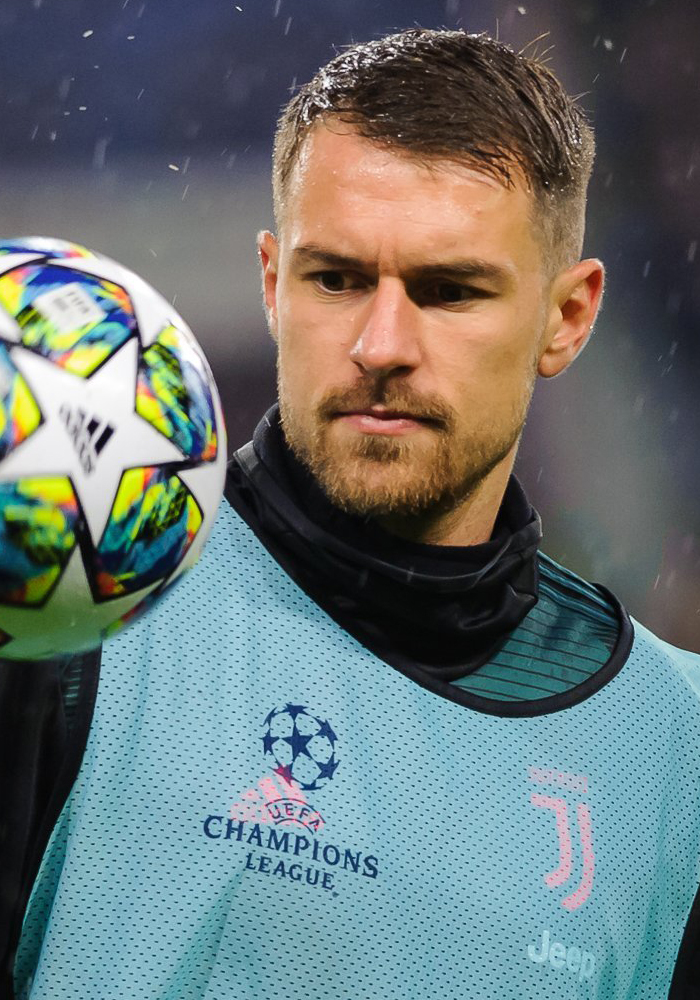
Aaron Ramsey (* 1990)

- Ramsey, Alexander (1815–1903), US-amerikanischer Politiker
- Ramsey, Alf (1920–1999), englischer Fußballspieler und -trainer
- Ramsey, Alice (1886–1983), US-amerikanische Automobilpionierin
- Ramsey, Anne (1929–1988), US-amerikanische Schauspielerin
- Ramsey, Arthur Michael (1904–1988), britischer Geistlicher, Erzbischof von Canterbury
- Ramsey, Bella (* 2003), britische/r Schauspieler/inBella Ramsey (* 2003)

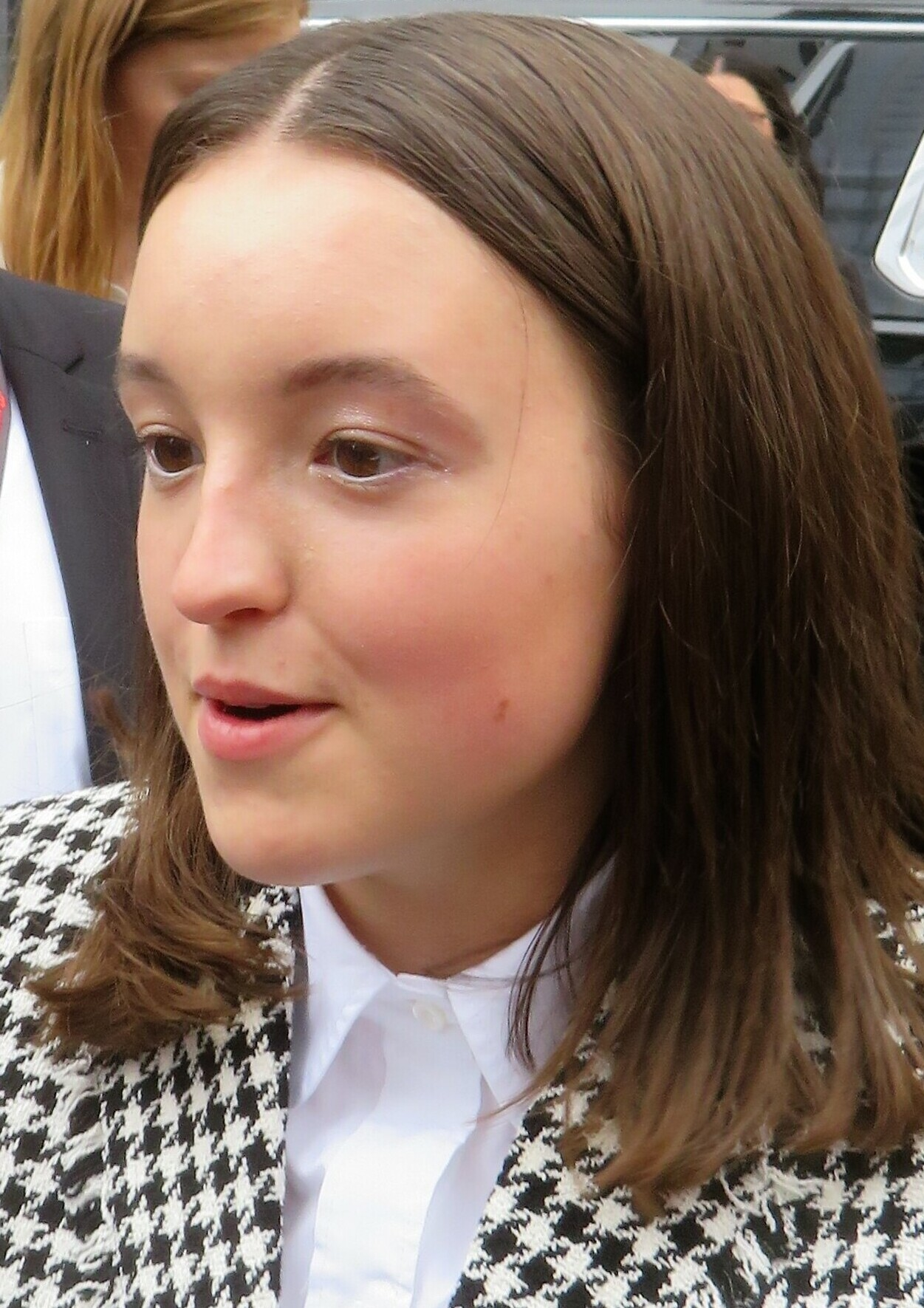
Bella Ramsey (* 2003)

- Ramsey, Ben (1903–1985), US-amerikanischer Politiker
- Ramsey, Bill (1931–2021), amerikanisch-deutscher Jazz- und Schlagersänger, Journalist, Hörfunkmoderator und Schauspieler
- Ramsey, Bonnie, Kinderärztin an der University of Washington
- Ramsey, Buster (1920–2007), US-amerikanischer American-Football-Spieler und -Trainer
- Ramsey, Charles, US-amerikanischer Eishockeyspieler
- Ramsey, Charles F. (1875–1951), US-amerikanischer Maler
- Ramsey, Dave (* 1960), US-amerikanischer Moderator und Autor
- Ramsey, David (* 1971), US-amerikanischer Schauspieler
- Ramsey, DeWitt C. (1888–1961), US-amerikanischer Admiral der US Navy
- Ramsey, Doug (* 1934), US-amerikanischer Journalist und Jazz-Autor
- Ramsey, Frank Plumpton (1903–1930), britischer Mathematiker und Logiker
- Ramsey, Frank Vernon (1931–2018), US-amerikanischer Basketballspieler
- Ramsey, Frederic (1915–1995), US-amerikanischer Jazz- und Bluesautor, Fotograf und Plattenproduzent
- Ramsey, Gail (* 1948), US-amerikanische Schauspielerin
- Ramsey, Hubert (1874–1968), britischer Lacrossespieler
- Ramsey, Jacob (* 2001), englischer Fußballspieler
- Ramsey, Jade (* 1988), britische Schauspielerin
- Ramsey, Jalen (* 1994), US-amerikanischer American-Football-Spieler
- Ramsey, Jessica (* 1991), US-amerikanische Kugelstoßerin
- Ramsey, John R. (1862–1933), US-amerikanischer Politiker
- Ramsey, JonBenét (1990–1996), US-amerikanisches Mordopfer sowie Kinder-Schönheitskönigin
- Ramsey, Knox (1926–2005), US-amerikanischer American-Football-Spieler
- Ramsey, Laura (* 1982), US-amerikanische FilmschauspielerinLaura Ramsey (* 1982)

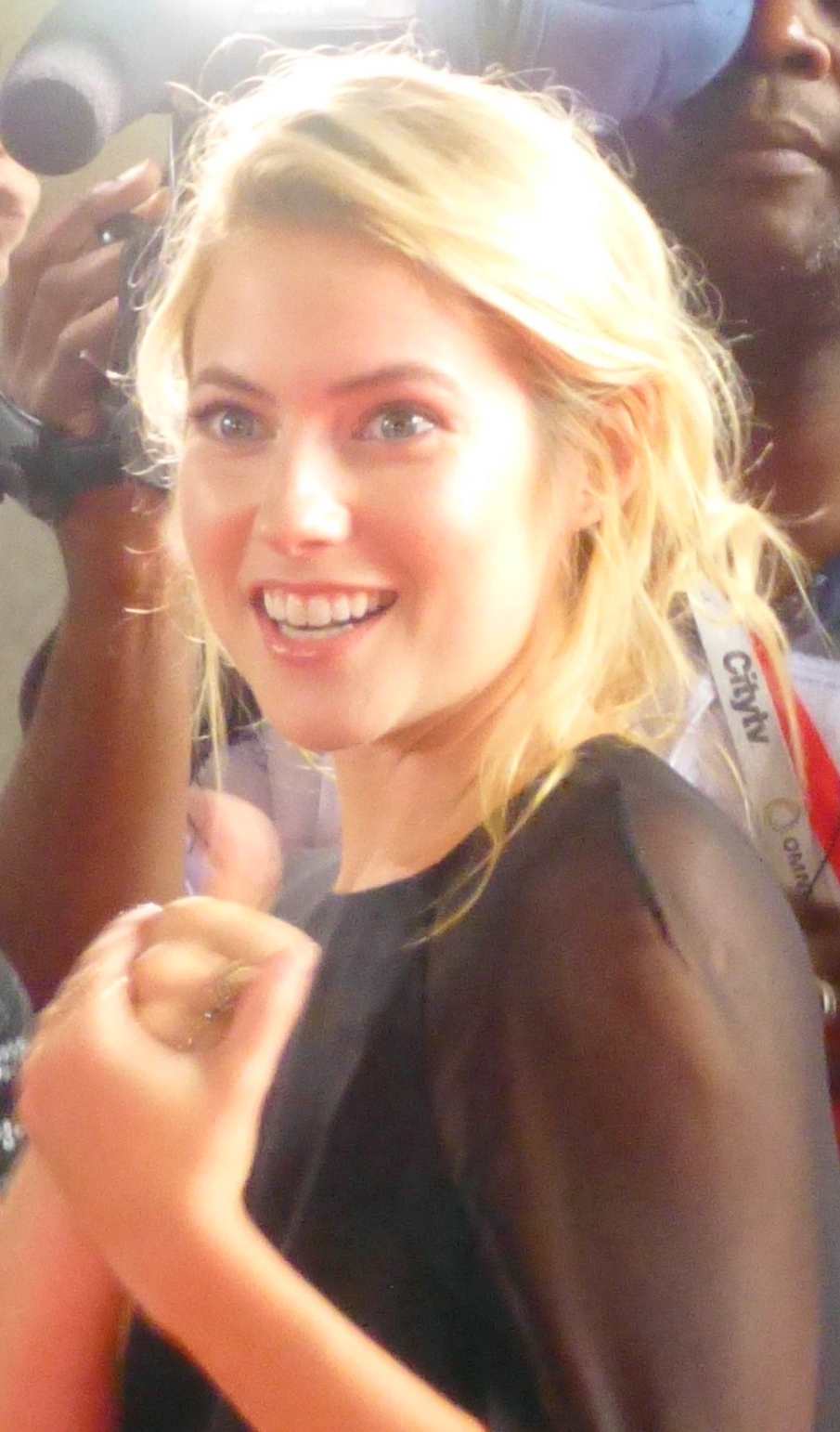
Laura Ramsey (* 1982)

- Ramsey, Lloyd B. (1918–2016), US-amerikanischer Offizier, Generalmajor der US-Army
- Ramsey, Logan (1921–2000), US-amerikanischer Schauspieler
- Ramsey, Marion (1947–2021), US-amerikanische Schauspielerin
- Ramsey, Marlon (* 1974), US-amerikanischer Leichtathlet
- Ramsey, Mike (* 1960), US-amerikanischer Eishockeyspieler und -trainer
- Ramsey, Milne (1847–1915), US-amerikanischer Maler
- Ramsey, Nathaniel (1741–1817), US-amerikanischer Politiker
- Ramsey, Nikita (* 1988), britische Schauspielerin
- Ramsey, Norman (1915–2011), US-amerikanischer Physiker und NobelpreisträgerNorman Ramsey (1915–2011)

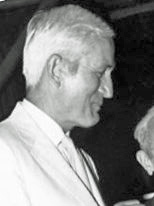
Norman Ramsey (1915–2011)

- Ramsey, Paul (1913–1988), US-amerikanischer evangelischer Theologe und Bioethiker
- Ramsey, Paul (* 1962), nordirischer Fußballspieler
- Ramsey, Paul Ray (* 1963), US-amerikanischer politischer Vlogger und Redner
- Ramsey, Peter (* 1962), US-amerikanischer Filmregisseur, Illustrator und Drehbuchautor
- Ramsey, Richard H. (* 1893), US-amerikanischer Bankangestellter, Staatsbediensteter und Politiker
- Ramsey, Robert (1780–1849), US-amerikanischer Politiker
- Ramsey, Ron (* 1955), US-amerikanischer Politiker (Republikanische Partei)
- Ramsey, Rosie (* 1986), englische Podcasterin
- Ramsey, Stephen, US-amerikanischer Theater- und Filmschauspieler sowie Synchronsprecher
- Ramsey, Wes (* 1977), US-amerikanischer Fernseh- und Filmschauspieler
- Ramsey, William (1779–1831), US-amerikanischer Politiker
- Ramsey, William Sterrett (1810–1840), US-amerikanischer Politiker
- Ramsey-Musolf, Michael, US-amerikanischer Physiker
- Ramseyer, Alfred (1884–1957), Schweizer Architekt und Lokalpolitiker
- Ramseyer, André (1914–2007), Schweizer Bildhauer
- Ramseyer, C. William (1875–1943), US-amerikanischer Politiker
- Ramseyer, Hugo (* 1937), Schweizer Liedermacher und Verleger
- Ramseyer, J. Mark (* 1954), amerikanischer Jurist und Japanologe
- Ramseyer, Niklaus (* 1949), Schweizer Journalist
- Ramseyer, Rudolf (1897–1943), Schweizer Fussballspieler
- Ramsfjell, Bent Ånund (* 1967), norwegischer Curler
- Ramsfjell, Eigil (* 1955), norwegischer Curler
- Ramshorn, Hans (1892–1934), deutscher Offizier und Politiker (NSDAP), MdRHans Ramshorn (1892–1934)

Hans Ramshorn (1892–1934)

- Ramshorn, Johann Gottlob Ludwig (1768–1837), deutscher Klassischer Philologe und Gymnasiallehrer
- Ramshorn, Konrad (1909–1978), deutscher Botaniker und Hochschullehrer
- Ramsin, Leonid Konstantinowitsch (1887–1948), russischer Ingenieur
- Ramsing, H. U. (1868–1946), dänischer Historiker
- Ramskogler, Nadja (* 2000), österreichische Tennisspielerin
- Ramskogler, Sonja (* 1969), österreichische Politikerin (SPÖ), Landtagsabgeordnete und Gemeinderätin
- Ramsland, Morten (* 1971), dänischer Schriftsteller
- Ramsler, Anton, deutscher Maler
- Ramsler, Friedrich, württembergischer Maler
- Ramsler, Gerhard (1530–1612), deutscher Steinhauer und Maler niederländischer Herkunft
- Ramsler, Jacob (1587–1635), württembergischer Maler
- Ramsler, Johannes († 1624), deutscher Maler
- Ramsøe, Emilio Wilhelm (1837–1895), dänischer Komponist und Dirigent
- Ramson, Brew (* 1979), österreichischer Produzent, Remixer und DJ
- Ramspeck, Gerhard (1793–1880), Landtagsabgeordneter Großherzogtum Hessen
- Ramspeck, Jürg (1936–2017), Schweizer Journalist
- Ramspeck, Robert (1890–1972), US-amerikanischer Politiker
- Ramspeck, Sebastian (* 1974), Schweizer Fernsehjournalist und internationaler Korrespondent
- Ramspeck, Werner (1816–1887), Landtagsabgeordneter Großherzogtum Hessen
- Ramsperger, Augustin (1816–1880), Schweizer Nationalrat
- Ramsperger, Herman (1896–1932), US-amerikanischer Chemiker
- Ramsperger, Hermann (1892–1986), deutscher Polizeipräsident und SS-Brigadeführer
- Ramstad, Ivar (1924–2009), norwegischer Diskuswerfer
- Ramstad, Jim (1946–2020), US-amerikanischer Politiker
- Ramstedt, Conrad (1867–1963), deutscher Mediziner
- Ramstedt, Eva (1879–1974), schwedische Physikerin
- Ramstedt, Johan (1852–1935), schwedischer Politiker und Ministerpräsident
- Ramstedt, Teemu (* 1987), finnischer Eishockeyspieler
- Ramsteijn, Kaj (* 1990), niederländischer Fußballspieler
- Ramstein, Beatus Albrecht von (1594–1651), Fürstbischof von Basel
- Ramstein, Burkhard Werner von († 1332), Vogt und Bürgermeister
- Ramstein, Marco (* 1978), Schweizer Curler
- Ramstein, Ruth (* 1950), Schweizer Schulpflegerin und Preisträgerin des Prix Courage
- Ramstetter, Erich (1925–2022), deutscher katholischer Priester
- Ramstetter, Hans (* 1922), deutscher Parteifunktionär
- Ramstetter, Hans-Dieter (1933–2001), deutscher Rechtsanwalt
- Ramstetter, Michael (1953–2022), deutscher Journalist, Kommunikationsdirektor des ADAC
- Ramstetter, Regina (* 1972), deutsche Schriftstellerin

### Ramt
- Ramthun, Erwin (1923–2014), deutscher Agronom und Mitglied der Volkskammer der DDR
- Ramtour, Gustav Friedrich (* 1798), deutscher Prediger, Theologe und Pädagoge

### Ramu
- Ramunė Pekarskytė (* 1980), isländisch-litauische Handballspielerin
- Ramünke, Ricarda (* 1990), deutsche Sängerin und Schauspielerin
- Ramus, Charles F. (1902–1979), amerikanischer Künstler und Pädagoge
- Ramus, Petrus (1515–1572), französischer Philosoph und HumanistPetrus Ramus (1515–1572)

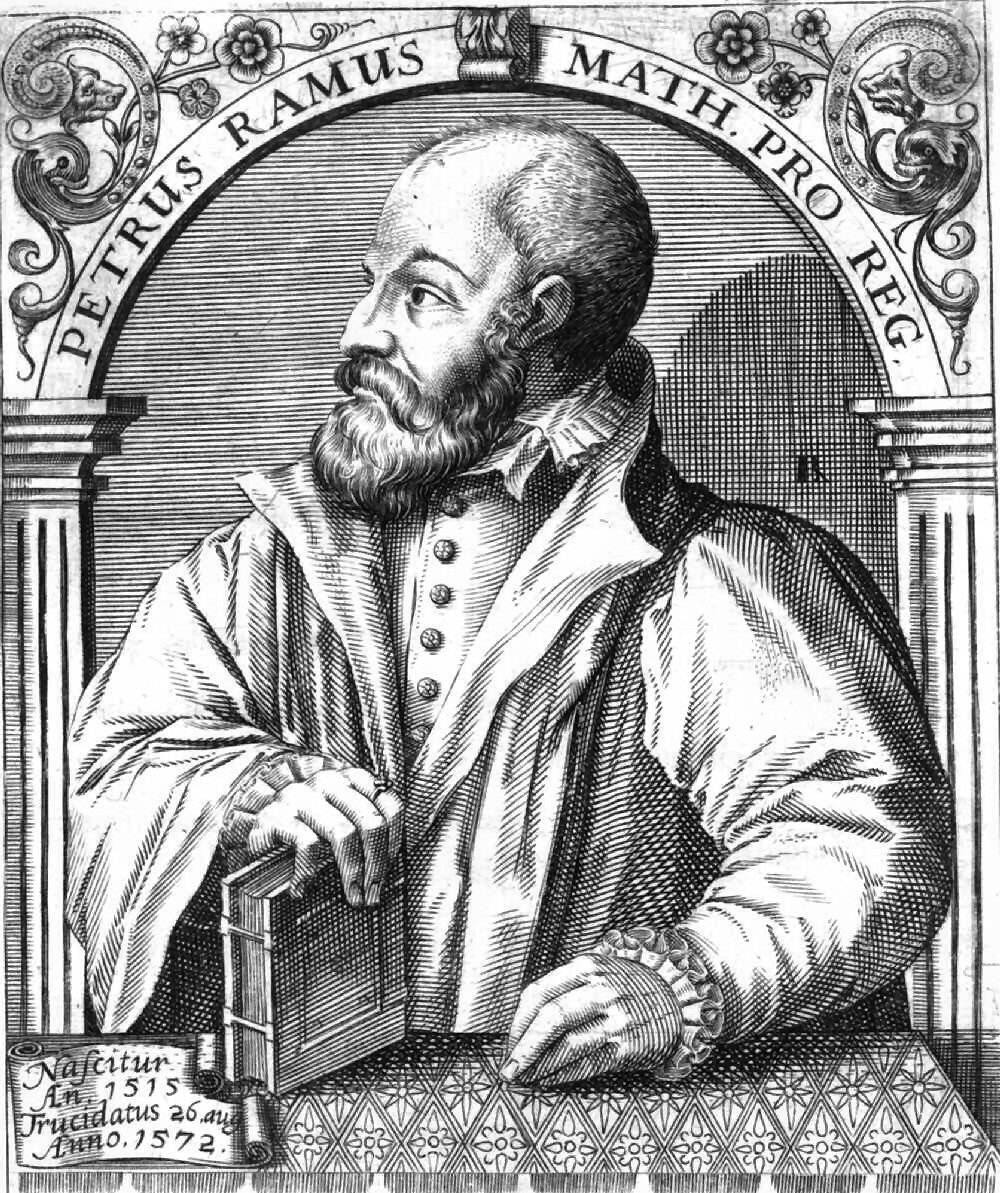
Petrus Ramus (1515–1572)

- Ramus, Pierre (1882–1942), Aktivist und Theoretiker des Anarchismus und Pazifismus
- Ramusch, Dieter (* 1969), österreichischer Fußballspieler
- Ramusch, Mario (* 1983), österreichischer Fußballspieler
- Ramusch, Martin (* 1967), österreichischer Unternehmer
- Ramuschenti, altägyptischer Beamter
- Ramuschkat, Lisa (* 1991), deutsche Moderatorin
- Ramusio, Giovan Battista (1485–1557), italienischer Humanist, Historiker und Geograph
- Ramusović, Melvin (* 2001), bosnisch-deutscher Fußballspieler
- Ramutsindela, Maano, südafrikanischer Geograph
- Ramuz, Charles Ferdinand (1878–1947), Schweizer SchriftstellerCharles Ferdinand Ramuz (1878–1947)

Charles Ferdinand Ramuz (1878–1947)

### Ramw
- Ramward von Minden († 1002), Bischof von Minden
- Ramwod († 1000), Abt

### Ramz
- Ramz (* 1997), britischer Rapper
- Ramzan, Ahsan (* 2005), pakistanischer Snookerspieler
- Ramzey, deutscher Rapper
- Ramzi, Ahmad (1939–2012), marokkanischer Minister und Diplomat
- Ramzi, Rashid (* 1980), bahrainischer Mittelstreckenläufer marokkanischer Herkunft
- Ramzy, Hany (* 1969), ägyptischer Fußballspieler
- Ramzy, Hossam (1953–2019), ägyptischer Fusionmusiker und Musikproduzent